# Piotrowice-Ochojec
Piotrowice-Ochojec – dzielnica Katowic, położona w południowej części miasta, nad Kłodnicą, Ślepiotką i Mleczną. Na tę dzielnicę, obejmującą w części dawną gminę Piotrowice, składają się następujące części miasta: Piotrowice (w tym osiedla Odrodzenia i Targowisko), Ochojec, południowa część Zadola wraz z osiedlem Młodych, a także południowy fragment Brynowa w rejonie Centrum Przesiadkowego Brynów.
Początki Piotrowic, będącej dawniej jedną z najstarszych wsi na ziemi pszczyńskiej związane są z dawną wsią – Uniczowy, która w XV wieku rozpadła się na trzy osobne, w tym na Piotrowice. Początki samego Ochojca sięgają końcówki XVIII wieku, kiedy to osiedlono w jej rejonie pierwszych kmieci. Na początku XX wieku obszar Piotrowic-Ochojca zaczął nabierać charakteru podmiejskiego, a osiedlali się tutaj wówczas robotnicy pracujący w pobliskich zakładach przemysłowych. W 1907 roku założono tutaj fabrykę urządzeń i maszyn górniczych (późniejszy FAMUR), a w 1977 roku w Ochojcu otwarto szpital. Tereny Piotrowic i Ochojca w 1951 roku włączono do Katowic, dzielnicę Piotrowice-Ochojec powołano 1 stycznia 1992 roku.
Piotrowice-Ochojec jest dzielnicą wielofunkcyjną – poza funkcją mieszkaniową występują tutaj działalności związane z edukacją, opieką zdrowotną, usługami i handlem, szkolnictwem wyższym oraz przemysłem. Siedzibę ma tutaj grupa FAMUR, która stała się producentem maszyn górniczych ze spółkami na terenie całego świata. Dzielnica jest siedzibą uczelni wyższej – Akademii Górnośląskiej im. Wojciecha Korfantego w Katowicach, placówek o zasięgu wojewódzkim – Zarządu Dróg Wojewódzkich w Katowicach, a także dużego kompleksu szpitalnego – Górnośląskiego Centrum Medycznego im. prof. Leszka Gieca Śląskiego Uniwersytetu Medycznego w Katowicach.
Główną osią komunikacyjną dzielnicy jest droga krajowa nr 81 relacji Katowice – Skoczów, przebiegająca ulicą Kolejową i T. Kościuszki, wewnątrz dzielnicy ważniejszymi drogami są ulice gen. Z. Waltera-Jankego oraz Armii Krajowej. Przez dzielnicę przebiega kilka linii kolejowych, w tym magistralne, przy których położony jest przystanek osobowy Katowice Piotrowice. Piotrowice-Ochojec jest trzecią największą powierzchniowo i ludnościowo dzielnicą Katowic.

## Geografia

### Położenie

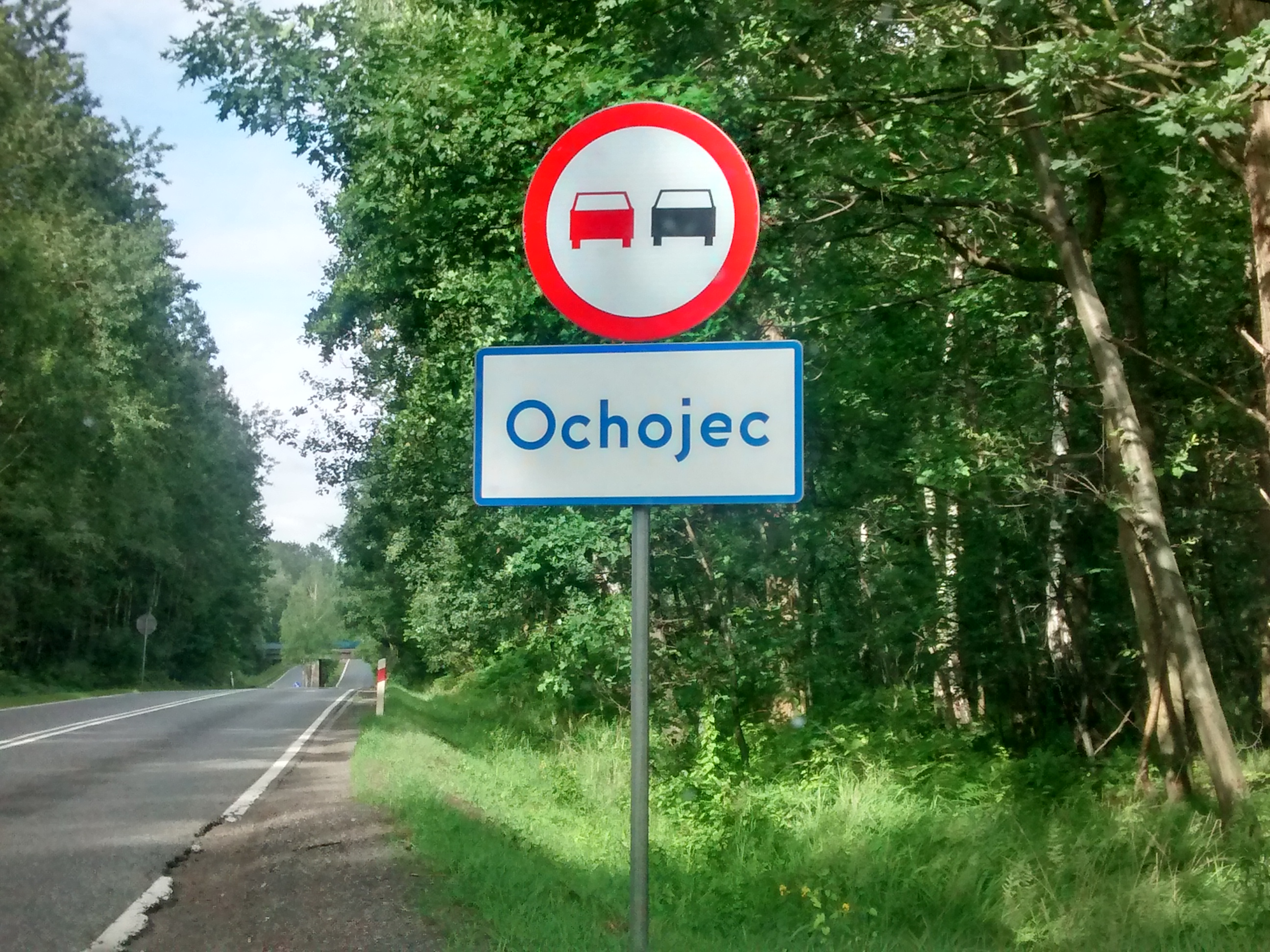
Wjazd do Ochojca od strony ulicy 73 Pułku Piechoty

Piotrowice-Ochojec jest jedną z 22 dzielnic Katowic o numerze 19, będącą jednostką pomocniczą gminy. Znajduje się w grupie dzielnic południowych wraz z Murckami, Zarzeczem, Kostuchną i Podlesiem. Powierzchnia dzielnicy wynosi 12,08 km², co stanowi 7,33% powierzchni całego miasta. Odległość do centrum Katowic z centrum dzielnicy wynosi około 7 km.
Piotrowice-Ochojec od północy graniczy z dzielnicami: Ligota-Panewniki, Brynów część wschodnia-Osiedle Zgrzebnioka i Osiedle Paderewskiego-Muchowiec, od wschodu z Giszowcem i Murckami, od południa z Kostuchną i Zarzeczem, a od zachodu z miastem Mikołów. Granice dzielnicy przebiegają następująco:
- Od północy – granica biegnie od granicy Katowic z Mikołowem w rejonie Stargańca w kierunku wschodnim; dalej szlakami turystycznymi i wzdłuż południowej krawędzi ulicy Śląskiej; w dalszym przebiegu otacza ona od południu osiedle przy ulicy Studenckiej oraz Park Zadole, po czym na wysokości ulicy Skrzypów na osiedlu Młodych skręca w kierunku Ślepiotki w Zadolu; dalej granica ta biegnie środkiem koryta Ślepiotki w kierunku południowo-wschodnim do przecięcia torów kolejowych i dalej wzdłuż nich granica biegnie do ulicy Sarmackiej; w dalszym ciągu granica ta ciągnie się na północ od tej ulicy, równolegle do ulicy Stalowej; granica ta następnie kieruje się wzdłuż tej ulicy w kierunku północno-wschodnim i kolejno ulicami: Kolejową i T. Kościuszki do wiaduktu kolejowego; dalej granica dzielnicy prowadzi wzdłuż linii kolejowej nr 171[5] w kierunku południowo-wschodnim na tereny dawnej stacji rozrządowej Katowice Muchowiec, po czym skręca na południe do ulicy 73 Pułku Piechoty; granica północna kończy się na skrzyżowaniu z duktem leśnym koło kaplicy św. Huberta[6][4],
- Od wschodu – granica biegnie na południe wzdłuż duktu leśnego do torów kolejowych, skąd skręca na południowy zachód, biegnąc wzdłuż duktu leśnego wychodzącego z ulicy Macierzanki w Ochojcu i dalej na południe w kierunku Ślepiotki[6][4],
- Od południa – granica ciągnie się w kierunku zachodnim do skrzyżowania trzech rozwidleń ulicy Bażantów; dalej biegnie na północny zachód południowym skrajem ulicy M. Radockiego, a na wysokości kościoła Najświętszego Ciała i Krwi Chrystusa granica skręca na południe do ulicy Bażantów; dalej granica kieruje się tą ulicą do ronda gen. St. Rostworowskiego, a za nim na zachód do ulicy Tunelowej; dalej granica kieruje się w kierunku zachodnim, otaczając osiedla w rejonie ulicy Tunelowej 20-30 od północy; za wiaduktem kolejowym nad ulicą Tunelową granica kieruje się równolegle wzdłuż cieku wodnego do ulicy T. Kościuszki, a dalej wzdłuż tej ulicy do granicy miasta Katowice z Mikołowem[6][4],
- Od zachodu – pokrywa się ona z granicą Katowic z Mikołowem od przecięcia z ulicą T. Kościuszki do przecięcia ze szlakami turystycznymi przy Stargańcu[6][4].

Według podziału fizycznogeograficznego Jerzego Kondrackiego obszar Piotrowic-Ochojca położony jest w mezoregionie Wyżyna Katowicka (341.13), stanowiącym południową część makroregionu Wyżyna Śląska. Wyżyna Śląska jest fragmentem podprowincji Wyżyna Śląsko-Krakowska. Pod względem krain historycznym dzielnica znajduje się we wschodniej części Górnego Śląska.

### Geologia
Tereny Piotrowic-Ochojca położone są w niecce górnośląskiej, a obszar ten ma budowę zrębową. Na przełomie dewonu i karbonu zostało zaburzone paleozoiczne podłoże Wyżyny Śląskiej poprzez utworzenie zapadliska, które w okresie karbonu zostało wypełnione przez zlepieńce, piaskowce i łupki ilaste zawierające pokłady węgla kamiennego. Utwory z tego okresu budują podłoże dzielnicy jedynie we wschodniej jej części w rejonie rezerwatu przyrody „Ochojec” oraz niewielki fragment w strefie pomiędzy doliną Ślepiotki a ulicą Spółdzielczości. Są to wychodnie warstw orzeskich (westfal B). Jest to potężna seria, składająca się przeważnie z łupków z wkładkami piaskowców, syderytów i przeszło 50 pokładami węgla kamiennego. Charakterystyczną cechą warstw orzeskich są kilkudziesięciometrowej miąższości ławice iłołupków nadających się do produkcji ceramiki budowlanej.
Na utworach karbońskich zalegają utwory triasowe. W dolnym triasie rozpoczynał się zalew morski, który trwał przez cały wapień muszlowy. Pozostawił on po sobie osady morskie wykształcone w postaci wapieni. Z okresu dolnej części wapienia muszlowego pozostały nieco większe powierzchnie wapieni tzw. warstw gogolińskich o łącznej miąższości sięgającej 40 m. Utwory te występują najczęściej pod przykryciem utworów czwartorzędowych, stanowiąc na powierzchni niewielkie wyspy. Pod utworami czwartorzędowymi w Piotrowicach-Ochojcu utwory triasowe ciągną się na obszarze pomiędzy ulicą Kolejową a ulicą Bażantów w rejonie Skotnicy. Obszar ten pośrodku rozdziela strefa występowania utworów karbońskich, a utwory triasowe tworzą piaskowce, mułowce i iłowce (warstwy świerklanieckie) oraz dolomity i margle wytworzone w triasie dolnym, a także wapienie, margle i dolomity (warstwy błotnickie i gogolińskie) z okresu triasu środkowego. Powierzchniowo znajdują się tutaj dwie wyspy występowania warstw karchowickich (wapieni krystalicznych, białych i różowych) wykształconych w okresie wapienia muszlowego – w Ochojcu na północ od ulicy Odrodzenia i w Piotrowicach w rejonie ulicy Armii Krajowej na południe od rzeki Mlecznej.
W okresie trzeciorzędu utworzyły się główne rysy rzeźby terenu Piotrowic-Ochojca. Wówczas to dochodziło intensywnych procesów wietrzenia chemicznego i denudacji. Zasadnicze znaczenie dla rozwoju rzeźby miała w miocenie faza ruchów tetonicznych związanych z orogenezą alpejską. Spękaniu uległa wtedy płyta antyklinorium śląsko-krakowskiego, tworząc m.in. rów Kłodnicy zaczynający się na zachód od Ochojca i ciągnący się w kierunku zachodnim. Rowy, zapadliska i niskie zręby zostały pokryte osadami morza mioceńskiego. Powierzchniowo zachowały się dwie niewielkie wyspy iłów i piasków słodkowodnych z tego okresu, a występują one w Piotrowicach w rejonie ulic Gołębiej i K. Kempy, pod utworami czwartorzędowymi utwory z miocenu budują większą część Piotrowic-Ochojca. Utwory te tworzą iły, mułki, piaski i piaskowce, a ciągną się na wschód od osiedla Odrodzenia, w rejonie ochojeckiego szpitala, na zachód od linii utworów triasowych, tj. za zachód od rejonów ulic: Wroniej, Szewskiej i Lechickiej, na także na północ od ulicy Kolejowej.
W czwartorzędzie obszar dzielnicy został prawdopodobnie pokryty przez lądolód skandynawski dwukrotnie: podczas najstarszego zlodowacenia Sanu (krakowskiego) oraz w okresie zlodowacenia Odry (środkowopolskiego). Osady po pierwszym zlodowaceniu zostały w większości usunięte w okresie interglacjału, a lądolód zlodowacenia Odry, który wkroczył na tereny Katowic od zachodu wzdłuż obniżenia Kłodnicy pozostawił po sobie gliny zwałowe występujące wzdłuż obniżeń dolinnych. Wody z topniejącego lodowca kierowały się obniżeniami dolinnymi na południowy wschód z doliny Kłodnicy do doliny Mlecznej i dalej do Wisły. Piotrowice-Ochojec powierzchniowo budują głównie piaski i żwiry glacjalne z głazami na glinie zwałowej, a wyspowo występują także piaski i żwiry fluwioglacjalne oraz gliny zwałowe (te ostatnie głównie we wschodniej części dzielnicy).
W trwającym współcześnie holocenie następują zjawiska niszczenia i wyprzątania pokryw osadów plejstoceńskich. Osady rzeczne występują w dolinach rzek, m.in. w dolinach Mlecznej, Rowu Piotrowickiego i Ślepiotki, a także m.in. we wzdłuż ulicy St. Łętowskiego pośrodku osiedla Odrodzenia.

### Gleby
Gleby na terenie Piotrowic-Ochojca na ogół wykształciły się na podłożu piasków słabogliniastych. Na tych utworach w zachodnich rejonach dzielnicy wykształciły się gleby bielicowe i rdzawe, w środkowych częściach powstały gleby płowe wytworzone z glin zwałowych oraz piasków naglinowych i naiłowych, wschodnie obszary budują gleby płowe wytworzone z piaskowców karbońskich, a także gleby antropogeniczne wytworzone z glin zwałowych. Pod względem klasyfikacji bonitacyjnej gleb, w Piotrowicach występują przeważnie gleby niskich klas bonitacyjnych, głównie klasy V. Rzadziej występują tutaj grunty IV klasy bonitacyjnej.
Działalność człowieka doprowadziła do zmian właściwości gleb, a długotrwały rozwój urbanistyczny spowodował wytworzenie w dzielnicy gleb antropogenicznych. Część gruntów podlega skutkom eksploatacji górniczej i jest skażona metalami ciężkimi. Gleby w wielu przypadkach straciły swoją wartość użytkową w wyniku ich mechanicznego przekształcenia. Występują tutaj procesy niwelacji terenu, zwłaszcza w dolinach rzecznych pod przyszłe inwestycje, w wyniku których niszczone są profile glebowe oraz warstwa próchniczna gleby.

### Rzeźba terenu
Dzielnica Piotrowice-Ochojec położona jest na Wyżynie Śląskiej, na Płaskowyżu Bytomsko-Katowickim, będącym częścią mezoregionu Wyżyna Katowicka (341.13).
Pod względem jednostek morfologicznych Piotrowice-Ochojec położony jest w trzech jednostkach: na Płaskowyżu Murcek (południowa i wschodnia część dzielnicy), w Obniżeniu Górnej Mlecznej (rejon Kątów Piotrowickich oraz dolina Mlecznej) oraz w Rowie Kłodnicy (rejon Zadola i osiedla Młodych). Na Płaskowyżu Murcek znajduje się najwyżej położone rejony dzielnicy sięgające powyżej 300 m n.p.m. Położone są one wzdłuż granicy Piotrowic-Ochojca z Kostuchną i Murckami. Teren przy Górnośląskim Centrum Medycznym w Katowicach wznosi się na wysokość około 297 m n.p.m. Obniżenie Górnej Mlecznej to miejsce, gdzie znajduje się jeden z najniżej położonych punktów dzielnicy, zlokalizowany w dolinie Mlecznej w pobliżu trójstyku granic Piotrowic-Ochojca, Zarzecza i Kostuchny. Obszar tam położony jest poniżej 270 m n.p.m. Rzędna zwierciadła wody Mlecznej na wysokości ulicy Sępiej wynosi 268,1 m n.p.m. Rów Kłodnicy to obniżenie tektoniczne, odwaniane m.in. przez Ślepiotkę. Środek Parku Zadole położony jest na wysokości 274,4 m n.p.m., a lustro wody Ślepiotki na wysokości kładki przy skwerze Nad Ślepiotką wynosi 265,6 m n.p.m. Różnica wysokości pomiędzy skrajnymi punktami dzielnicy wynosi około 30 metrów.
Na współczesną rzeźbę terenu Piotrowic-Ochojca główny wpływ miało zlodowacenie południowopolskie (Sanu) oraz maksymalny stadiał zlodowacenia środkowopolskiego (Odry), w ostatnim okresie zasadniczy wpływ wywarła także morfogenetyczna działalność człowieka związana z osadnictwem oraz górnictwem. Doprowadziło to do zniszczenia naturalnego podłoża oraz do tworzenia nowych form degradacji rzeźby. Silniej zurbanizowany obszar dzielnicy stanowi także antropogeniczna powierzchnię zrównania.

### Wody

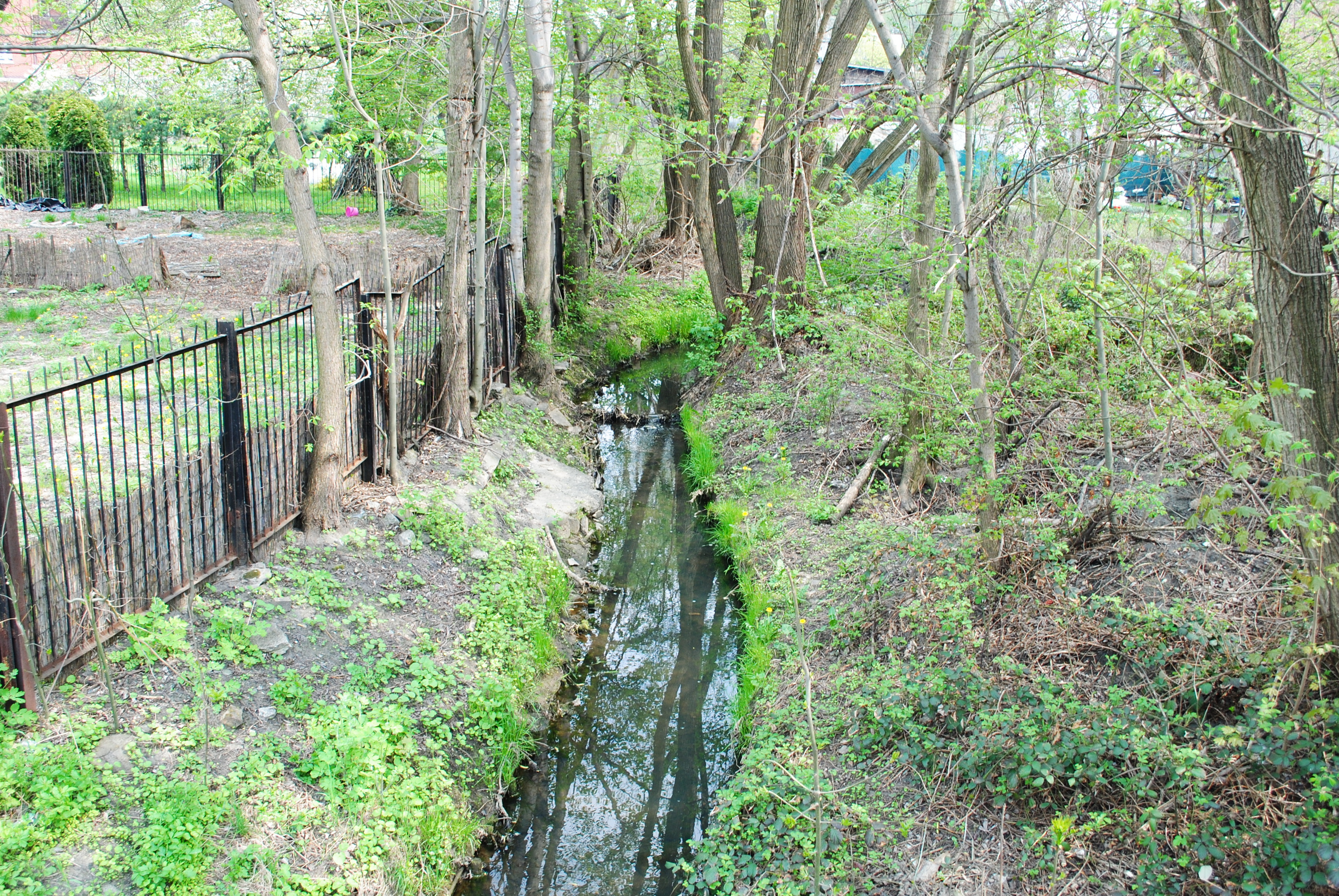
Mleczna w pobliżu ulicy Armii Krajowej

Tereny Piotrowic-Ochojca położone są w dorzeczu Wisły (południowo-zachodnia część dzielnicy) i Odry (północna i wschodnia część dzielnicy). Przez dzielnicę przebiega dział wodny I rzędu rozdzielający oba dorzecza, biegnący od strony zachodniej w przybliżeniu równolegle wzdłuż ulicy T. Kościuszki, a dalej w rejonie ulic: A. Fredry, Jaworowej i Krynicznej, skąd w kierunku południowym granica biegnie do Kostuchny.
W dorzeczu Wisły tereny Piotrowic-Ochojca odwadnia Mleczna wraz z jej dopływami oraz Potok Leśny. Zlewnia Potoku Leśnego obejmuje północno-wschodni skrawek dzielnicy. Mleczna ma swoje źródło w pobliżu osiedla Odrodzenia, skąd płynie na zachód, równolegle do ulic: Wojska Polskiego, Niskiej i Barcelońskiej, gdzie w pobliżu tej trzeciej łączy się z jej dopływem – Rowem Piotrowickim. Dalej rzeka ta płynie na południe w kierunku Zarzecza.
Tereny dzielnicy w dorzeczu Odry położone są w zlewni Kłodnicy, której źródło jest na terenie dzielnicy, przy granicy z Giszowcem. Kłodnica przez Piotrowice-Ochojec płynie w północno-wschodniej części dzielnicy, w kierunku północno-zachodnim. Do Kłodnicy wpływa kilka rzek i potoków płynących przez Piotrowice-Ochojec w kierunku północno-zachodnim: Ślepiotka i jej dopływ Rów Zielny oraz Rów Piotrowicki II. Ślepiotka płynie od strony południowo-zachodnim i przecina kolejno ulice: Ziołową, gen. Z. Waltera-Jankego i T. Kościuszki. W dolinie rzeki przy ulicy gen. Z. Waltera-Jankego został ustanowiony skwer ks. W. Dekiela.
W zlewni Kłodnicy, nad Ślepiotką znajduje się jeden z większych zbiorników w Piotrowicach-Ochojcu, położony na granicy Piotrowic-Ochojca z Kostuchną – jest to zalewisko Ślepiotka. W zlewni Mlecznej, w rejonie skrzyżowania ulic Barcelońskiej i A. Grottgera znajdują się stawy Renata.

### Klimat i topoklimat

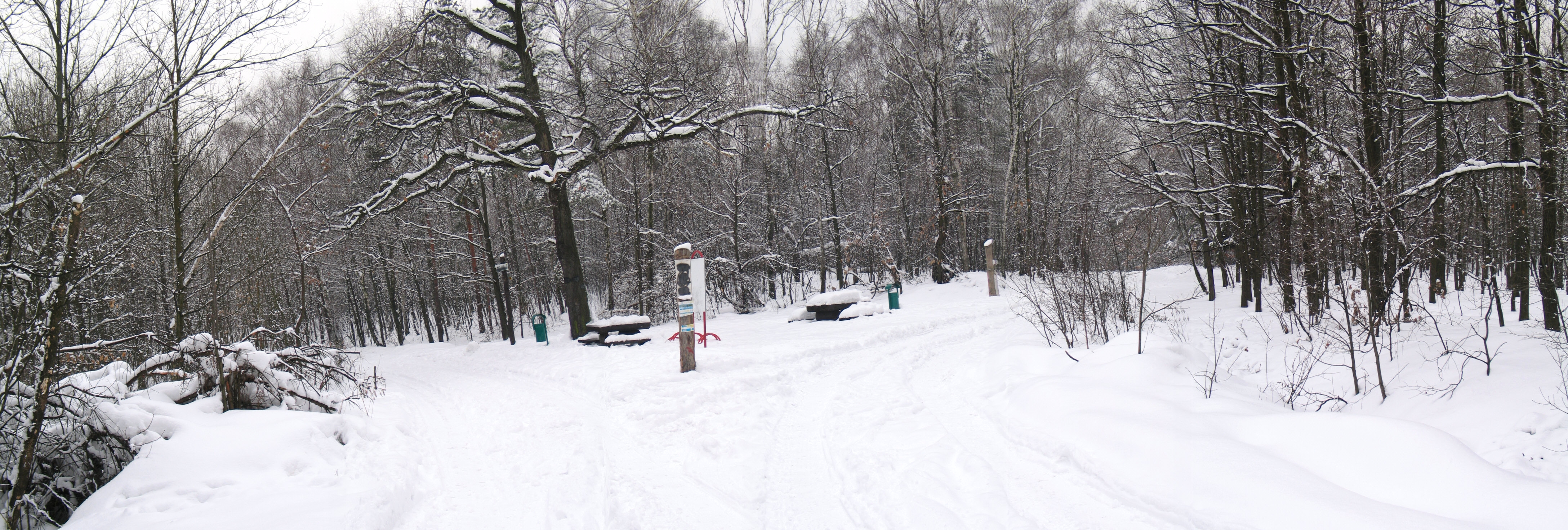
Las w Ochojcu zimą 2004 roku

Warunki klimatyczne Piotrowic-Ochojca są zbliżone do klimatu dla całych Katowic. Jest on modyfikowany zarówno przez czynniki klimatotwórcze, jak i lokalne. Na klimat dzielnicy w większym znaczeniu mają wpływy oceaniczne aniżeli wpływy kontynentalne, klimat modyfikowany jest przez docierające tu sporadycznie od południowego zachodu przez Bramę Morawską masy powietrza zwrotnikowego.
Średnia roczna temperatura w wieloleciu 1961–2005 dla stacji w nieodległym Muchowcu wynosiła 8,1 °C. Najcieplejszym miesiącem w badanym okresie był lipiec (17,8 °C), a najchłodniejszym styczeń (–2,2 °C). Średnie roczne usłonecznienie w latach 1966–2005 wynosiło 1474 godziny, a średnie zachmurzenie w tym samym okresie wynosiło 5,3. Średnia roczna suma opadów w skali roku w okresie lat 1951–2005 wynosiła 713,8 mm. Średni czas zalegania pokrywy śnieżnej wynosi 60–70 dni, a okres wegetacyjny trwa średnio 200–220 dni. W ciągu roku przeważają wiatry zachodnie i południowo-zachodnie (odpowiednio 20,7% i 20,4% wszystkich wiatrów), a najrzadziej wieje z północy (5,7%). Średnia prędkość wiatru wynosiła 2,4 m/s.
Klimat Piotrowic-Ochojca jest modyfikowany przez czynniki lokalne (topoklimat), zależny od pokrycia terenu, a także od położenia względem dolin rzecznych. W dnach doliny Kłodnicy, Ślepiotki i częściowo Mlecznej panuje niekorzystny topoklimat zabudowanych den dolinnych. W czasie pogodnych nocy tworzą się zastoiska zimnego powietrza i możliwe są także lokalne przymrozki typu radiacyjno-adwekcyjnego. Na wyżej położonych terenach dzielnicy panują warunki średnio korzystne. W obszarach zabudowy zwartej na lokalny klimat wpływ ma czynnik podgrzewania atmosfery na skutek działalności człowieka. Zwarte powierzchnie zabudowy, dróg i placów powodują podniesienie temperatury powietrza w przyziemnej warstwie atmosfery. Obszary te szybciej też tracą ciepło na skutek wypromieniowania w nocy, a brak wilgoci w powietrzu nie sprzyja dłuższemu zatrzymaniu ciepła.

### Przyroda i ochrona środowiska

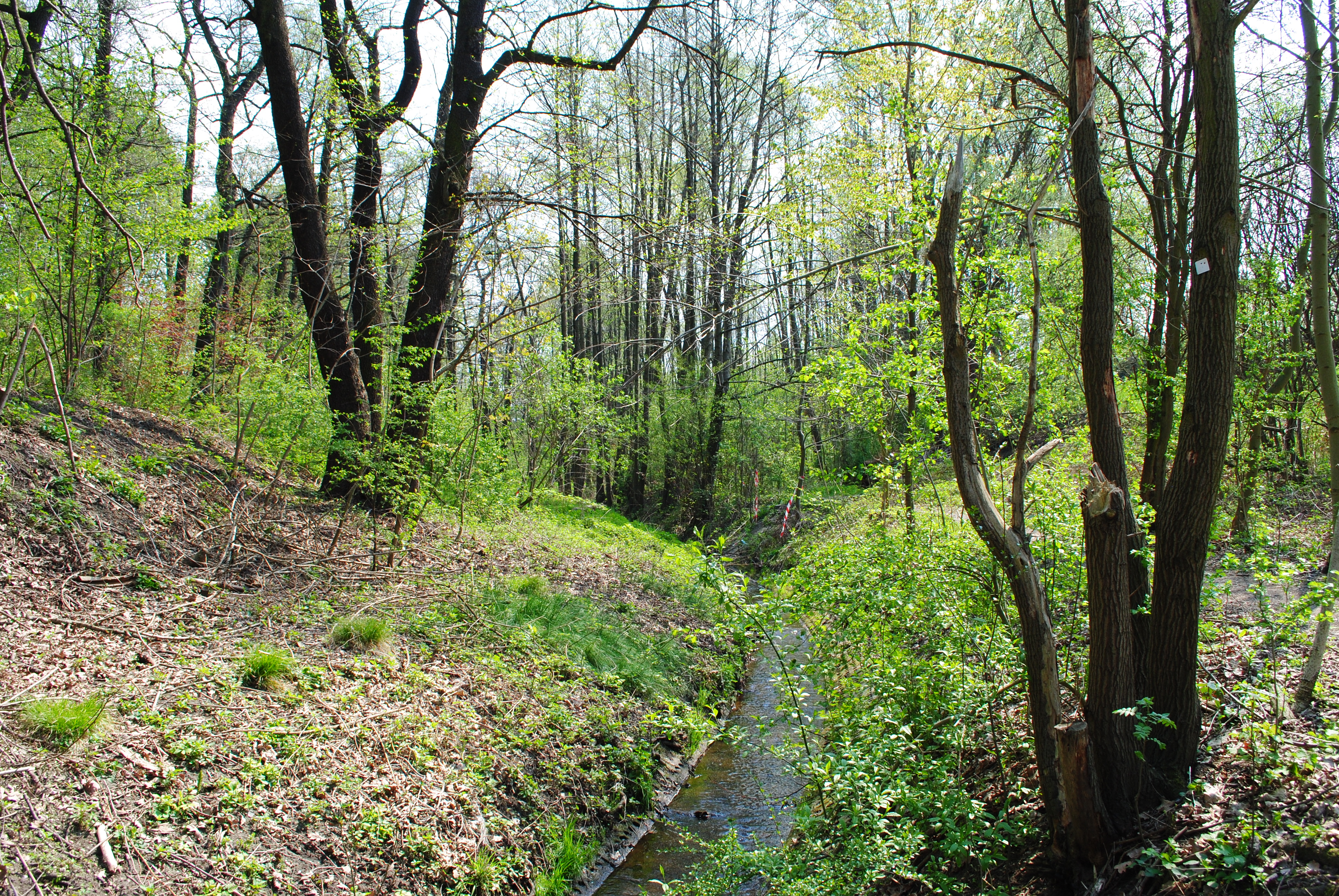
Fragment doliny Ślepiotki, na którym utworzono skwer ks. W. Dekiela

Naturalna szata roślinna na terenie Piotrowic-Ochojca kształtowana się od czasu ostatnich zlodowaceń trwających 12–16 tys. lat temu, a w przeciągu 200 ostatnich lat została poddana silnej antropopresji. Pierwotnie tereny dzielnicy porastały we wschodniej części grądy, w zachodniej bory. Rozwój zwartej zabudowy doprowadził do prawie całkowitego zaniku elementów przyrody naturalnej, a południowo-zachodnia część miasta, w tym część Piotrowic-Ochojca, ma nadal charakter otwarty. Występują tutaj obszar miejsko-przemysłowe umiejscowione w krajobrazie rolniczo-leśnym, a z biegiem czasu następowała coraz silniejsza presja w kierunku zabudowy wolnych terenów. Na siedliskach zurbanizowanych rozwinęły się m.in. zbiorowiska ruderalne, rozwijające się w dzielnicy przede wszystkim w siedliskach antropogenicznych terenów zabudowanych i na nieużytkach miejskich.
W południowych dzielnicach Katowic (Piotrowice-Ochojec, Kostuchna, Podlesie i Zarzecze) dominują przekształcone lasy mieszane, w których według danych z 2005 roku 41% składu gatunkowego drzew stanowią sosny. Kolejne dominujące drzewa to dęby (27%) i brzozy (22%). W obniżeniach terenu leśnego, w siedliskach wilgotnych dominuje olsza czarna, tworzące płaty lasu łęgowego. W runie charakterystyczną rośliną w tutejszych lasach jest czosnek niedźwiedzi, a ponadto występują tutaj stanowiska ciemiężycy zielonej, wawrzynka wilczełyka, kruszczyka szerokolistnego, kopytnika pospolitego, kruszyny pospolitej i kaliny koralowej. Licznie rośnie tu m.in. skrzyp leśny, paprocie i trzmielina pospolita. Występują tutaj także m.in. dwa gatunki grzybów – wachlarzowiec olbrzymi i sromotnik bezwstydny, które podlegały ochronie odpowiednio przed 2014 i 2004 rokiem.

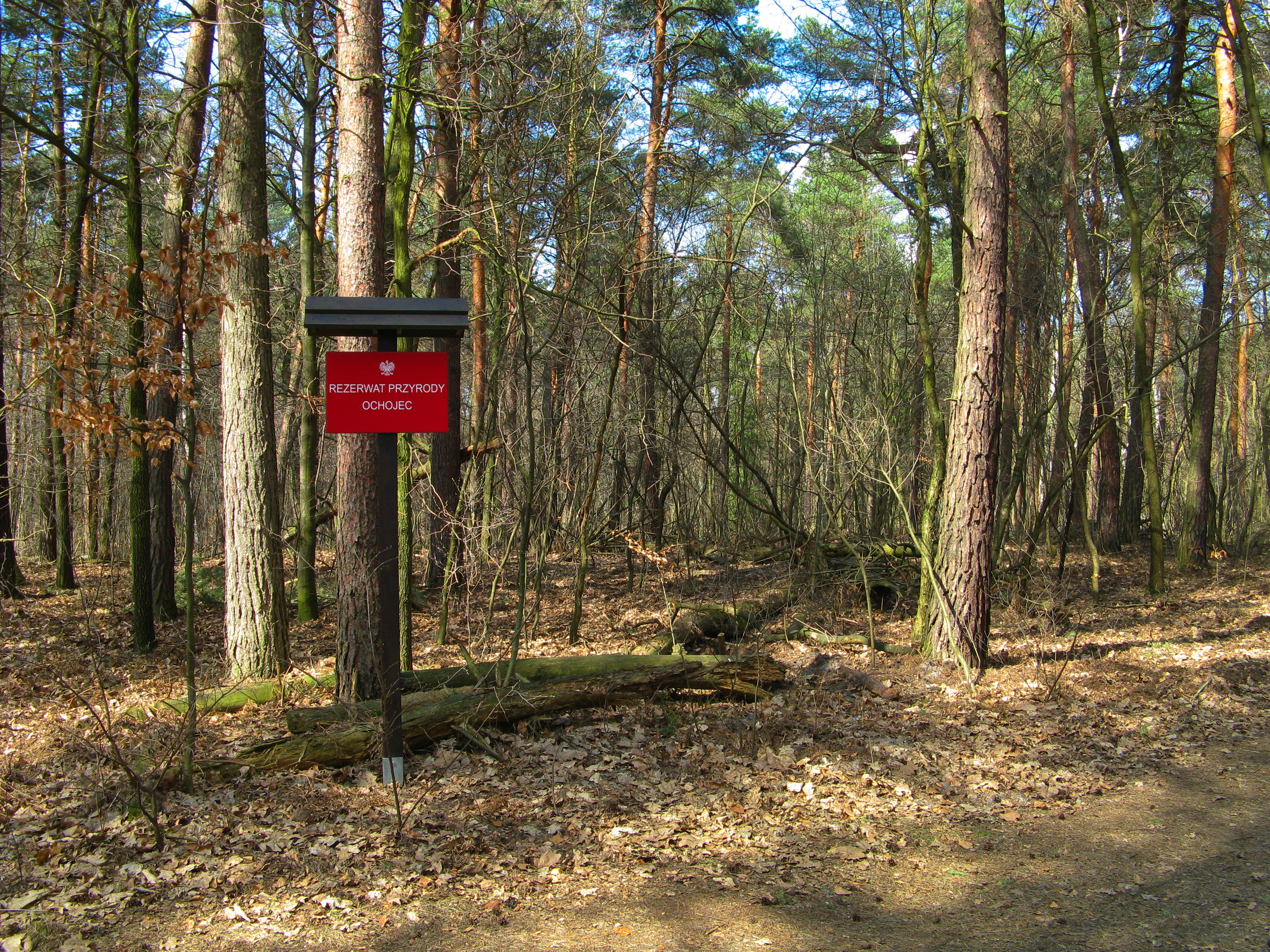
Fragment „rezerwatu przyrody Ochojec” położonego w granicach dzielnicy Piotrowice-Ochojec

Spośród fauny, w siedliskach wilgotnych występuje kilka gatunków płazów bezogonowych, mające w tej części Katowic dobrze warunki do życia i rozwoju. Miejsca te są siedliskami życia żab jeziorkowych, żab wodnych, żab trawnych czy ropuch szarych. W lasach gniazdują ptaki śpiewające, w tym m.in.: modliszki zwyczajne, bogatki, piecuszki i łozówki. Żyją tutaj także inne ptaki, jak: kowaliki, strzyżyki, rudziki, drozdy śpiewaki czy kosy. Tę część Katowic zamieszkują także ssaki – przede wszystkim gryzonie, ale też i gatunki większych ssaków (w tym jelenie czy dziki). Występują tutaj m.in.: jeże wschodnie, ryjówki aksamitne, zające szaraki, wiewiórki i łasice.
Na terenie Piotrowic-Ochojca znajduje się rezerwat przyrody „Ochojec”, ustanowiony w 1982 roku. Położony jest on w górnym biegu Ślepiotki, gdzie występuje jedno z nielicznych stanowisk liczydła górskiego oraz legowiska płazów. W rezerwacie Ochojec występują tutaj również inne chronione i rzadkie rośliny, zwłaszcza charakterystyczne dla terenów torfowisk oraz obszarów zabagnionych i wodnych. Żyje tutaj również wiele gatunków zwierząt, w tym chronionych owadów, płazów i gadów.

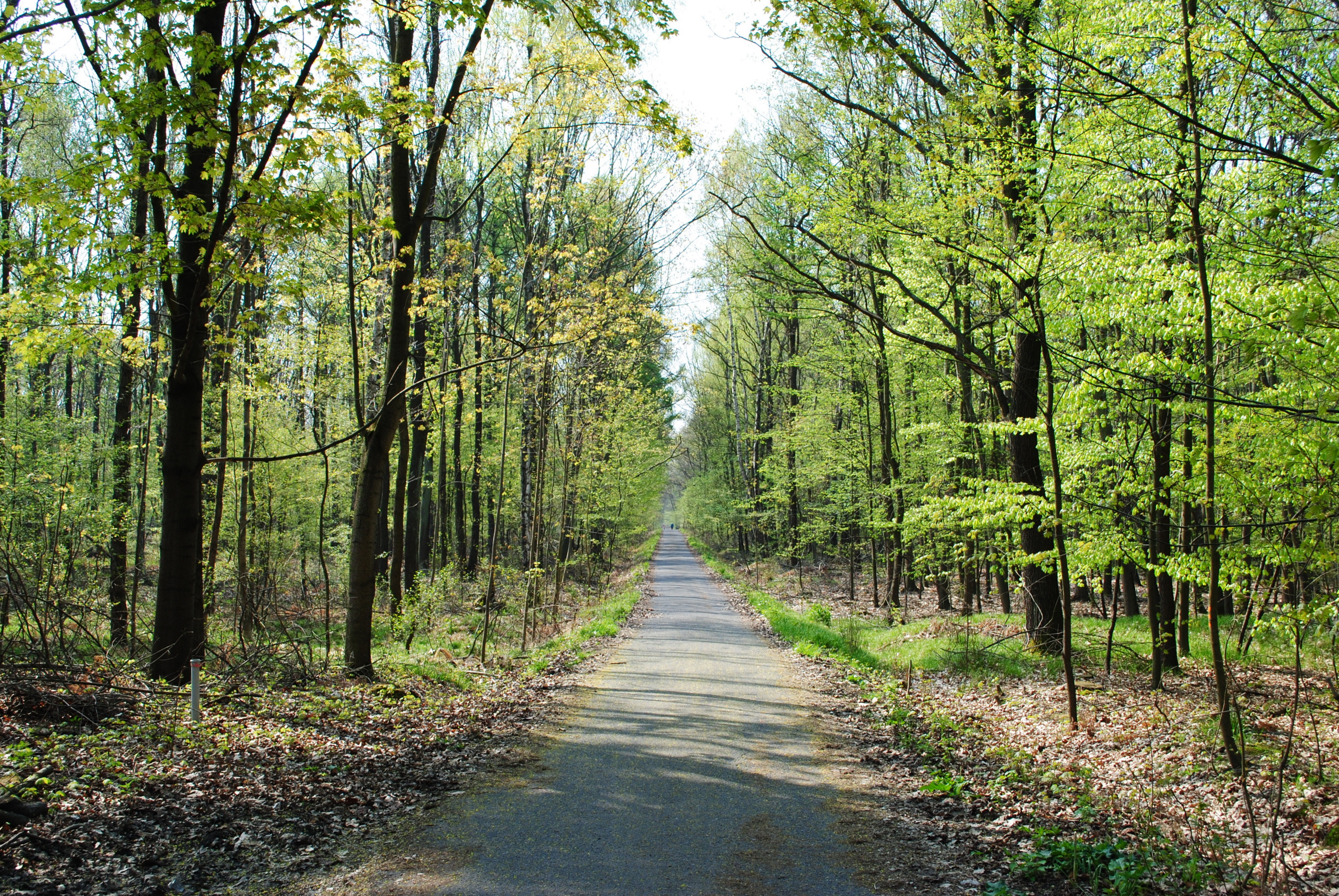
Dukt leśny w lasach na pograniczu Piotrowic-Ochojca i Giszowca

W Piotrowicach-Ochojcu, w sąsiedztwie ulicy 73 Pułku Piechoty znajduje się jeszcze jeden obszar chroniony: zespół przyrodniczo-krajobrazowy „Źródła Kłodnicy”, a łączna powierzchnia tego obszaru wynosi 100,4 ha. Obejmuje on fragmenty wiekowego lasu łęgowego z ponad stuletnimi okazami olszy oraz bogatego w rzadkie i chronione gatunki roślin runa leśnego. Koryta i rozlewiska Kłodnicy stanowią dogodne miejsce bytowania wielu gatunków płazów.
Dolina Ślepiotki na wielu odcinkach zachowała swoje walory naturalne. Skarpy i brzegi potoku są miejscem bytowania wielu gatunków roślin i zwierząt. Najwięcej walorów ma górny bieg Ślepiotki, położony powyżej rezerwatu „Ochojec”. Stawy i niewielkie oczka wodne w tamtym miejscu są miejscem rozwoju i rozrodu płazów. Stwierdzono tam też występowanie takich gadów, jak jaszczurka zwinka i żmija zygzakowata.
W Piotrowicach-Ochojcu brak jest większych zespołów zieleni urządzonej. Jedynym większym tego typu miejscem jest położony na granicy dzielnicy z Ligotą-Panewnikami Park Zadole.
Na obszarze dzielnicy przy ulicy A. Grottgera 10c znajduje się jedyny w Piotrowicach-Ochojcu pomnik przyrody – grusza pospolita, ustanowiona na mocy rozporządzenia z 27 lutego 1997 roku. Drzewo to ma wysokość 8 m, obwód 232 cm i pierśnicę 74 cm.

## Nazwa
Nazwa Piotrowice-Ochojec jest nazwą dwuczłonową, składającą się z nazw dwóch części Katowic, które wchodzą w skład dzielnicy: Piotrowic i Ochojca. Nazwa Piotrowice pochodzi przypuszczalnie od imienia sołtysa Piotra, który został wolnym sołtysem i otrzymał dziedziczną funkcję sołtysa.
Nazwę Ochojec językoznawcy tłumaczą jako zniekształconą nazwę od słowa ojciec. Nazwa ta według Stefana Gierlotki jest etymologicznie ludową obocznością nazwy Ochodziec – przez przemianę głosową dźwięk dź przeszedł na j. Słowo ochodziec, a etymologicznie związany jest ze słowem ochodza, a te od chodzenia, dlatego też Ochodziec (Ochojec) znaczy obszar obchodzony.

## Historia

### Do XIX wieku

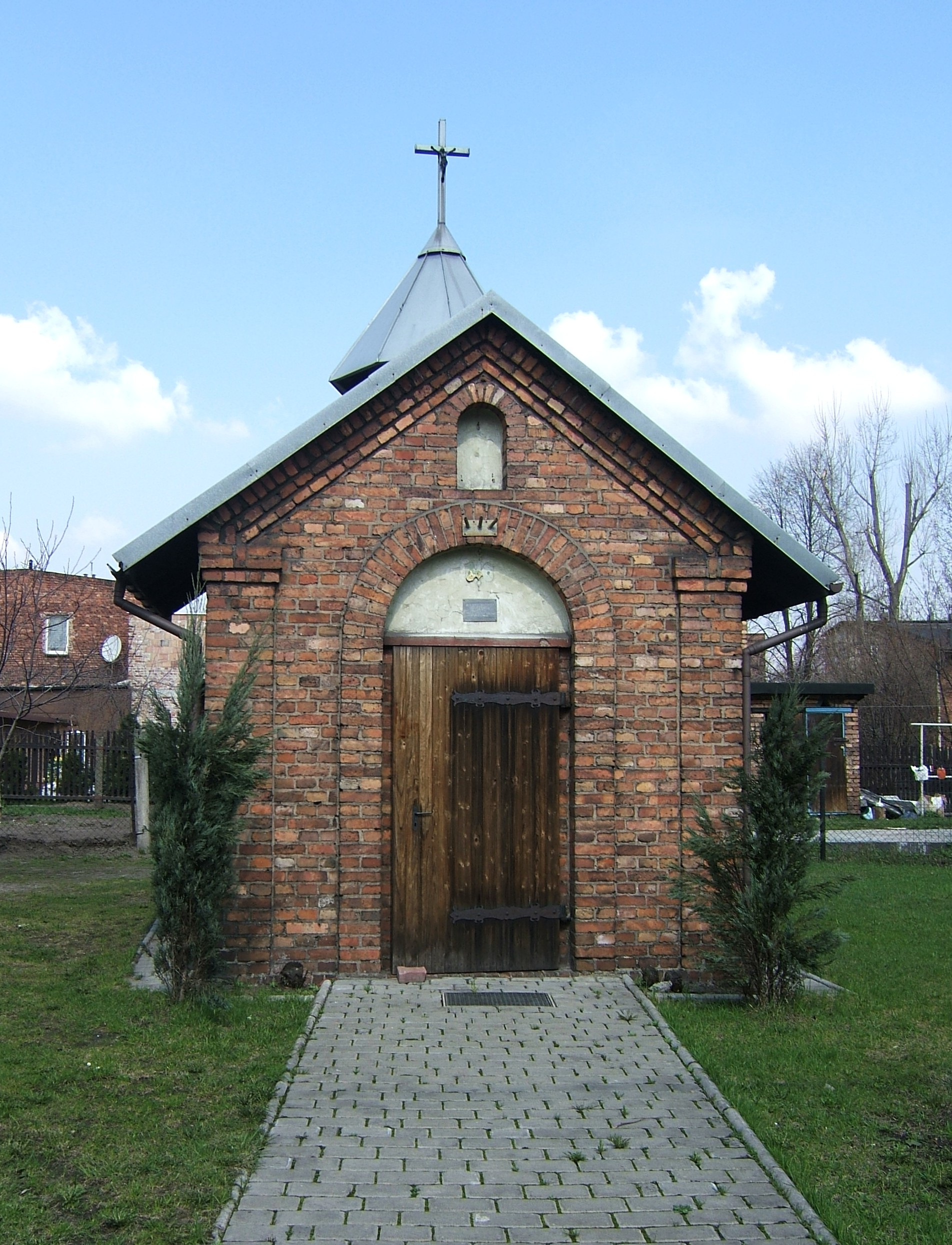
Kaplica z 1922 roku przy ulicy A. Grottgera 3, powstała w miejscu dawnej kaplicy na mogiłach poległych żołnierzy w bitwie z 1644 roku

Pierwsza historyczna wzmianka w dokumentach o terenach współczesnej dzielnicy Piotrowic-Ochojca datowana jest na rok 1287 i pochodzi z dokumentu wystawionego w Rybniku przez księcia raciborskiego Mieszka. Dokument ten wskazuje m.in. na las – Popowe Kąty, które znajdowały się na północ od Głębokiego Dołu i na wschód od szosy do Zarzecza, a las ten znajdował się rejonie Kątów Piotrowickich. Piotrowice były jedną z najstarszych osad na ziemi pszczyńskiej, która wraz z Podlesiem i Zarzeczem tworzyła pierwotnie jedną wieś – Uniczowy. Wieś ta rozpadła się w XV wieku, a po usamodzielnieniu się Podlesia i Zarzecza, z pozostałych ziem powstały Piotrowice i folwark. Ziemie te należały do właścicieli ziemi pszczyńskiej – początkowo do dynastii Promnitzów, potem książąt Anhalt-Cöthen i Hochbergów. Pierwsza wzmianka o sołectwie w Piotrowcach pochodzi z dokumentu z 1474 roku wystawionego dla sołtysa Petrowic-Uniczowa przez księcia opawskiego i raciborskiego Janusza (Hanusza). Dokument ten zatwierdzał wolnemu sołtysowi Piotrowi Ostrzeżonemu prawo do posiadania karczmy, młyna, stawików i gruntów.
Według urbarza pszczyńskiego z 1593 roku, w Piotrowicach mieszkało 10 kmieci, sołtys Maciej i 5 zagrodników. We wsi funkcjonował też należący do sołtysa młyn. Od XVII wieku w rejonie Piotrowic czynne były już trzy młyny: na rzece Ślepiotce w rejonie późniejszego Ochojca, na tej samej rzece w rejonie Zadola oraz nad rzeką Mleczną w centrum Piotrowic. Karczma w Piotrowicach poświadczona była już w 1629 roku, a w początkach XVIII wieku znajdowały się tutaj cztery tego typu obiekty.
W okresie wojny trzydziestoletniej nastąpił upadek gospodarczy terenów księstwa pszczyńskiego. Wielu mężczyzn zginęło w trakcie przemarszu wojsk, a ich synowie byli stamtąd uprowadzani. Wzrosła też liczba drobnych gospodarstw – zagrodniczych i chałupniczych. W trakcie tej wojny, 28 sierpnia 1644 roku, doszło w rejonie Piotrowic do bitwy pomiędzy wojskami szwedzkimi a połączonymi siłami, zgromadzonymi w ramach układu księcia pszczyńskiego Zygfryda II Promnitza i biskupa krakowskiego Piotra Gembickiego. Koalicja antyszwedzka zebrała się pod Tychami. Jeden z dwóch hufców pod dowództwem Żogoły ruszył w stronę Piotrowic, atakując znajdujący się we wsi szwedzki obóz sztabowy. Wojska te wyparły Szwedów w kierunku Mikołowa. Jeszcze w tym samym roku w rejonie dzisiejszej ulicy A. Grottgera 3 postawiono na mogiłach poległych żołnierzy kaplicę. Po zniszczeniach z okresu wojny trzydziestoletniej od połowy XVII wieku nastąpił wzrost demograficzny rejonów Piotrowic-Ochojca, a wraz z tym wzrastała liczba gospodarstw. W tym samym okresie, na terenach należących poprzednio do sołtysa Piotrowic, utworzono folwark zwany Ochojcem. Początki Ochojca jako wsi sięgają końcówki XVIII wieku. W tym czasie na gruntach zlikwidowanego folwarku dominialnego książę pszczyński osiedlił trzech kmieci.
Do połowy XVIII wieku przez Piotrowice przebiegał stary trakt handlowy prowadzący od Mikołowa do Mysłowic (tzw. „furmaniec”), którym wożono m.in. sól z Wieliczki, a na granicy gminy Piotrowice, w Ochojcu, do XVII wieku pobierano na nim myto. Na początku XIX wieku Ochojec i Piotrowice przecięła droga prowadząca z Murcek przez Zadole i Ligotę do Katowic.

### XIX i początek XX wieku

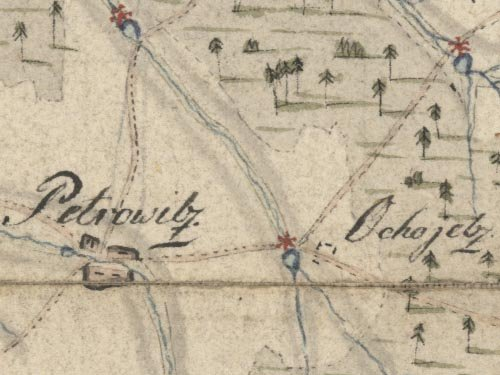
Piotrowice i Ochojec na mapie wydanej na początku XIX wieku

W XIX wieku liczba mieszkańców Piotrowic przekroczyła liczbę 800 osób. W 1830 roku wieś Piotrowice liczyła 42 domy i 751 mieszkańców. Wówczas mieszkali tu m.in.: nauczyciel i po dwóch kramarzy, karczmarzy i młynarzy. W 1819 (bądź w 1818) roku założono w Piotrowicach pierwszą szkołę, w której w latach 1847–1850 uczył Karol Miarka – pisarz i działacz narodowy. Starania o budowę nowej szkoły rozpoczęto w 1856 roku. 28 czerwca 1885 roku doszło do pożaru, w którym spłonęła szkoła oraz kilka sąsiednich domów.
W pierwszej połowie XIX wieku nastąpił rozwój Ochojca, który nasilił się w drugiej połowie XIX wieku, kiedy to zaczęli osiedlać się tutaj chałupnicy. Osadnictwo to rozwijało się zarówno na terenach gminy Piotrowice i na obszarze dworskim. W latach 1855–1907 w Ochojcu działały trzy duże wapienniki. Pierwsza szkoła w Ochojcu powstała w 1910 roku i uczęszczało do niej początkowo 158 dzieci.
W XIX wieku nad Ślepiotką jako przysiółek Piotrowic na pograniczu Piotrowic-Ochojca i Ligoty-Panewnik zostało założone Zadole. Pierwsze gospodarstwa w Zadolu położone były wzdłuż obecnej linii kolejowej łączącej Ligotę z Piotrowicami. Na początku XX wieku Piotrowice zaczęły nabierać charakteru osady podmiejskiej. Zamieszkiwali ją wówczas robotnicy pracujący w okolicznych zakładach przemysłowych. Wówczas też w samych Piotrowicach tworzyły się pierwsze zakłady przemysłowe. W 1907 roku powstała tutaj fabryka urządzeń i maszyn górniczych (późniejszy FAMUR). W 1910 roku Piotrowice liczyły już około 3500 mieszkańców, z których część znalazła zatrudnienie w przemyśle i górnictwie.

### Lata międzywojenne i II wojna światowa

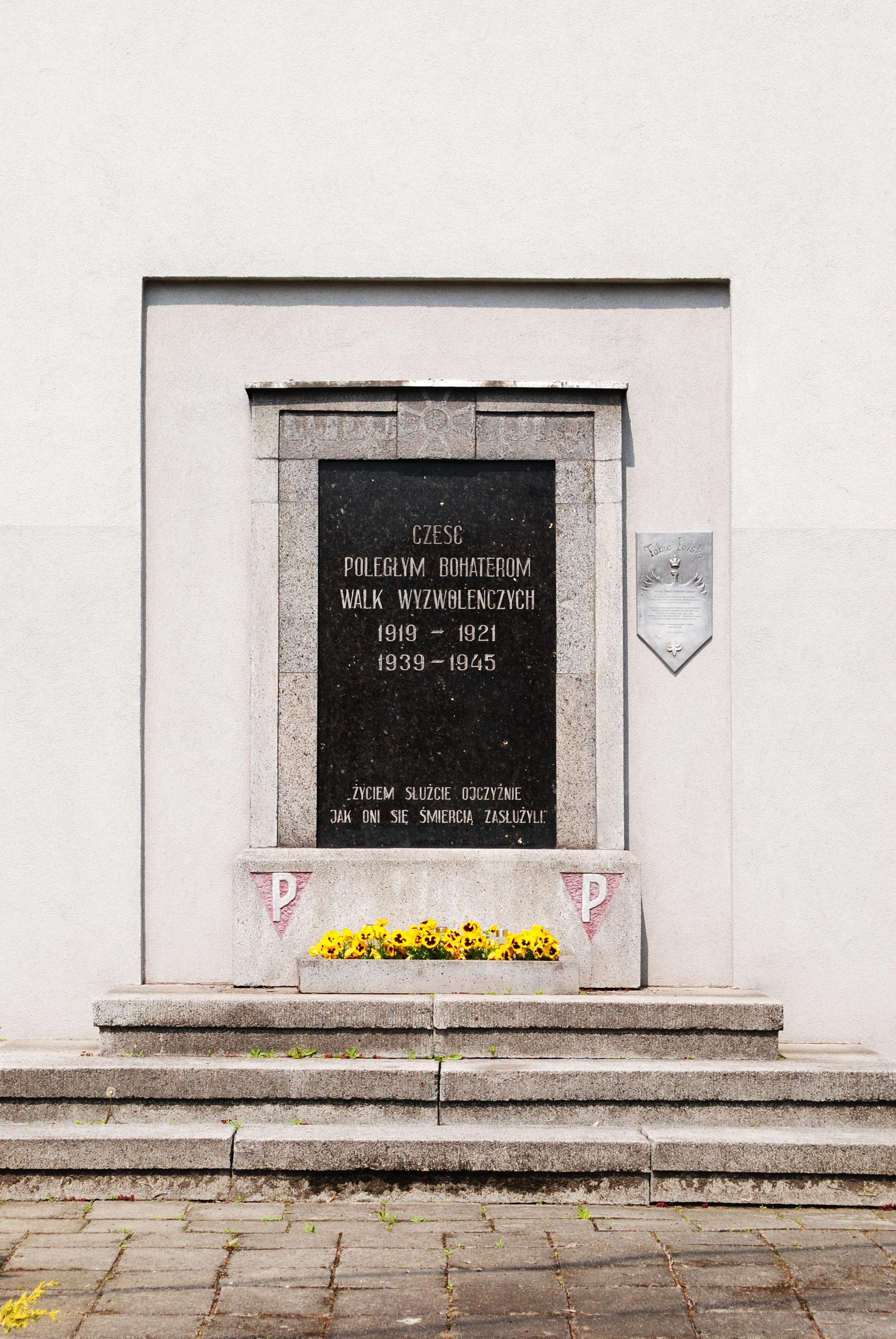
Płyta na budynku Zespołu Szkół Poligraficzno-Mechanicznych im. Armii Krajowej w Katowicach przy ulicy Armii Krajowej 84, upamiętniająca bohaterów poległych w walach wyzwoleńczych w latach 1919–1921 i 1939–1945

19 lutego 1919 roku z inicjatywy Piotra Gierlotki oraz Karola Stabika powołano w Piotrowicach i Kostuchnie oddział Polskiej Organizacji Wojskowej Górnego Śląska. W tym dniu w mieszkaniu Michała Gierlotki przy późniejszej ulicy ks. dr. S. Wilczewskiego  odbyło się zaprzysiężenie pierwszych członków piotrowickiego oddziału POW. 18 czerwca 1919 roku zorganizowano w Piotrowicach spotkanie wszystkich komendantów Polskiej Organizacji Wojskowej powiatu pszczyńskiego. Uczestnicy spotkania domagali się wówczas rozpoczęcia powstania jeszcze w czerwcu 1919 roku. Ponowne zebranie zorganizowano 12 sierpnia tego samego roku.
W dniu wybuchu I powstania śląskiego, 17 sierpnia 1919 roku powstańcy z Piotrowic zebrali się u miejscowego komendanta Piotra Gierlotki. Dołączyli do nich powstańcy z Kostuchny pod dowództwem Karola Stabika. Zadaniem grupy było rozbrojenie w Kostuchnie znajdującej się tam kompanii ciężkich karabinów maszynowych i baterii Grentschutzu. Oddział ten wycofał się do lasów w Czułowie, gdzie doszło do wymiany ognia pomiędzy oddziałami niemieckimi a powstańcami. W Ochojcu w nocy z 17 na 18 sierpnia 1919 roku powstańcy pod dowództwem Jana Żychonia opanowała miejscowość i zajęła stację kolejową w Ligocie przerywając połączenie Katowic z Żorami. Oddziały te także brały udział w walkach w Bogucicach i Dąbrówce Małej.
W nocy z 19 na 20 sierpnia 1920 roku doszło do wybuchu II powstania śląskiego. 20 sierpnia grupa powstańców z Piotrowic przeprowadziła atak w lesie przy szosie mikołowskiej na przejeżdżający tamtędy oddział policji Sipo. Doszło wówczas do strzelaniny, w wyniku czego zranieni zostali dwaj Niemcy i zabity został koń. W obawie przez odwetem powstańcy patrolowali teren pomiędzy Piotrowicami a Mikołowem.
W plebiscycie przeprowadzonym w 1921 roku 89% mieszkańców gminy Piotrowice oraz prawie wszyscy mieszkańcy obszaru dworskiego Piotrowice (58 przeciwko 1 głosowi) opowiedzieli się za przyłączeniem Górnego Śląska do Polski. Do trzeciego powstania śląskiego doszło w nocy z 2 na 3 maja 1921 roku. Komendantem powstańców z Piotrowic był Piotr Gierlotka, a dowódcą kompanii Wilhelm Widuch. Kompania ta wchodziła w skład I Batalionu Pułku Pszczyńskiego. Powstańcy walczyli m.in. w Strzebniowie i pod Górą św. Anny. Tereny Piotrowic-Ochojca po powstaniach znalazły się w Polsce, w autonomicznym województwie śląskim.
W 1922 roku na pamiątkę przyłączenia części Górnego Śląska do Polski oraz dla uczczenia pamięci miejscowych powstańców rozbudowano kaplicę znajdującą się przy dzisiejszej ulicy A. Grottgera 3.

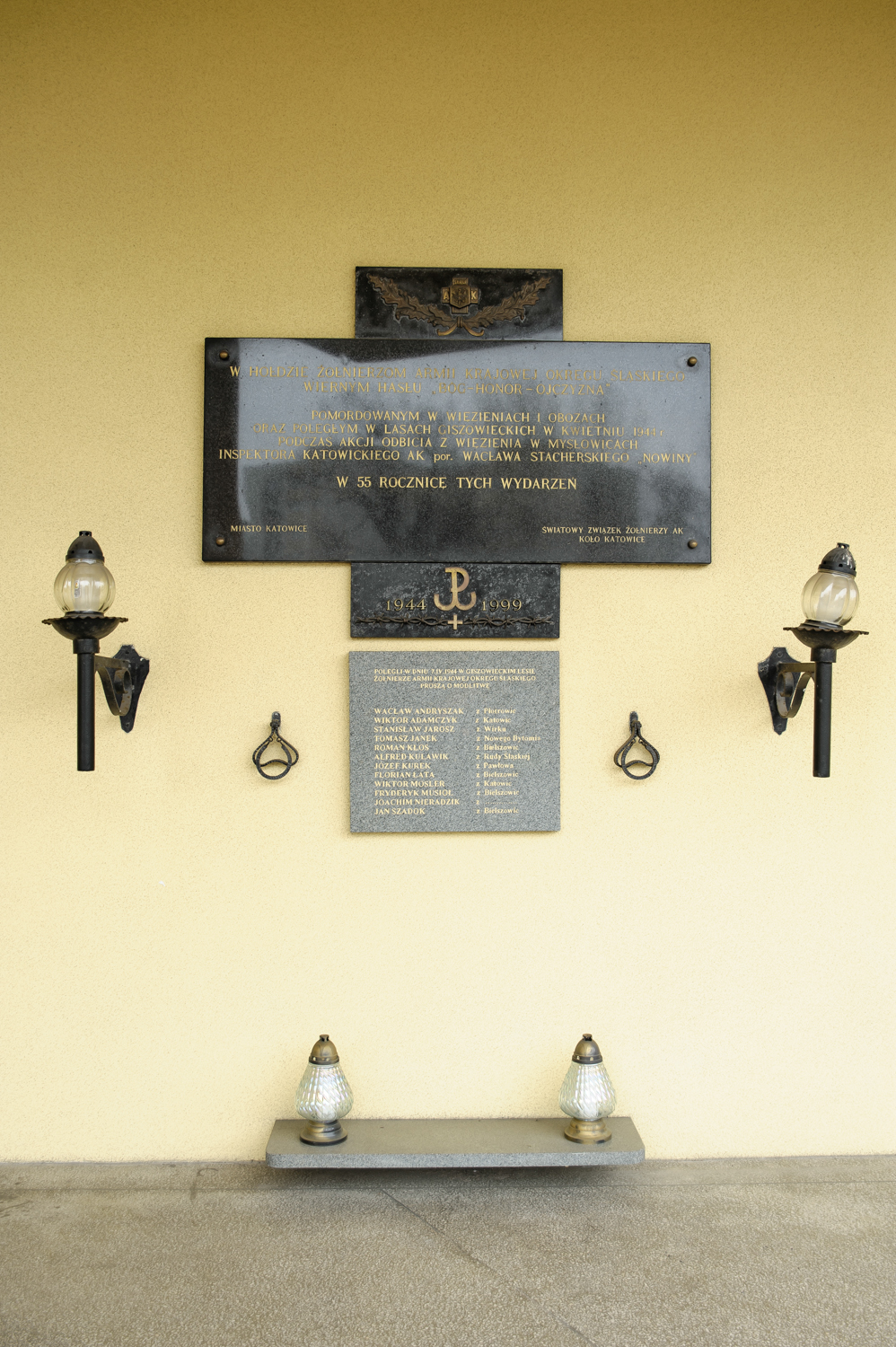
Tablica na fasadzie giszowieckiego kościoła św. Barbary upamiętniająca poległych w 7 kwietnia 1944 roku w giszowieckich lasach oddziału Armii Krajowej w Piotrowic

W latach międzywojennych Piotrowice-Ochojec przeżywały dalszy zintensyfikowany rozwój. Nowa zabudowa w tym czasie powstawała w rejonie ulic Armii Krajowej i gen. Z. Waltera-Jankego, a piotrowicka fabryka urządzeń i maszyn górniczych rozwijała swoją produkcję. W latach międzywojennych wzrastała także liczba mieszkańców samego Ochojca – w 1928 roku osada ta liczyła 1400 osób, a w 1938 roku było ich 5102. W 1930 roku w Piotrowicach został wzniesiony neobarokowy kościół, zastąpiony w latach 1974–1979 przez nową świątynie. Parafię rzymskokatolicką pw. Najświętszego Serca Pana Jezusa i św. Jana Bosko erygowano 1 listopada 1936 roku.
Do 1936 roku powstało przedłużenie obecnej ulicy T. Kościuszki z obecnego skrzyżowania z ulicą Kolejową do Mikołowa, otaczając od północy zwartą zabudowę Piotrowic i Ochojca. Wybudowano wówczas m.in. trzy wiadukty kolejowe i most nad Ślepiotką. Trasa ta obciążyła dojazd do Piotrowic i Ochojca dzisiejszą ulicą Z. Waltera-Jankego. W 1939 (bądź 1938) roku w rejonie ulic B. Prusa i Leśnej w Ochojcu rozpoczęto budowę kościoła pod wezwaniem św. Jacka, który rok później został kościołem parafialnym rzymskokatolickiej parafii św. Jacka.
W pierwszych dniach II wojny światowej, 3 września 1939 roku oddziały Wehrmachtu weszły do Piotrowic od strony Mikołowa. W Ochojcu przy ulicy St. Worcella został tego samego dnia rozstrzelany Emil Wilczek. W pierwszych dniach niemieckiej okupacji terenów Piotrowic-Ochojca władzę administracyjną przejęła armia. Na urzędach gmin zawisły flagi ze swastyką, a w Piotrowicach burmistrzem został Pawlas z Ochojca, a następnie Hans Janowski. W październiku władzę na Górnym Śląsku przejęła administracja cywilna. W czasie niemieckiej okupacji Piotrowic-Ochojca, na terenie Fabryki Kotłów Parowych w Ochojcu znajdował się obóz pracy, w którym przebywali Francuzi, a na terenie Zakładów Naprawczych Taboru Kolejowego w Piotrowicach obóz pracy, w którym okupanci trzymali Polaków, Rosjan i Ukraińców.
W 1942 roku w Piotrowicach i Ochojcu zaczęły powstawać tajne organizacje patriotyczne, które rząd w Londynie przyłączył do Armii Krajowej. W Piotrowicach przywódcą AK był Karol Kornas, w Ochojcu bracia Wiechułowie oraz Józef Skrzydło. Karol Kornas został aresztowany i stracony w Berlinie 17 lipca 1942 roku. Po nim przywódcą piotrowickiego AK został Alojzy Piecha. Oddział partyzantów AK z Piotrowic 7 kwietnia 1944 roku zorganizował akcję odbicia z mysłowickiego więzienia por. Wacława „Nowiny” Stacherskiego – inspektora AK w Katowicach. Partyzanci wpadli w lesie pod Giszowcem w zasadzkę i zginęli w walce z okupantem.
W styczniu 1945 roku rozpoczęła się ofensywa wojsk Armii Czerwonej. Wstrzymano wówczas pracę elektrowni i zakładów przemysłowych w okolicy. 27 stycznia 1945 roku wysadzono dworzec kolejowy w Piotrowicach oraz uszkodzono urządzenia elektroenergetyczne zasilające rejony Piotrowic. Wojska niemieckie wycofywały się wówczas przez Kostuchnę w kierunku Tychów, a do Piotrowic wojska sowieckie wkroczyły od strony Ochojca oraz Ligoty. Resztki armii niemieckiej broniły się jeszcze obok stacji kolejowej. Wycofując się w kierunku Kostuchny wpadły one w ogień krzyżowy Armii Czerwonej. Podczas działań wojsk sowieckich pociski artyleryjskie zniszczyły w Piotrowicach wieżę kościelną oraz szkołę.
Ogółem w czasie II wojny światowej poległo 63 mieszkańców Piotrowic, z czego 46 w więzieniach i obozach koncentracyjnych (w tym bracia Wiechułowie).

### Okres powojenny

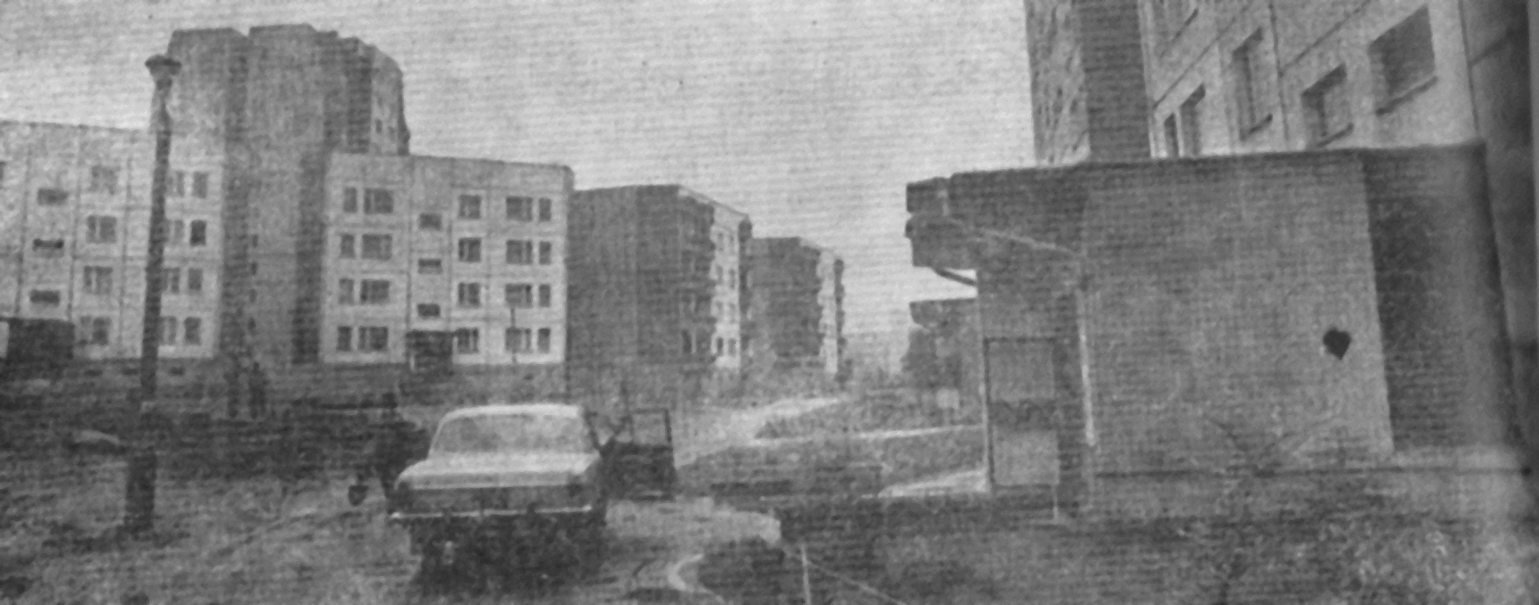
Fragment osiedla Odrodzenia w okolicach lat 80.–90. XX wieku

Po II wojnie światowej, w czasach Polski Ludowej nastąpił szybki rozwój Piotrowic-Ochojca. Otwarto w Piotrowicach pierwszą szkołę średnią: Zespół Szkół Poligraficznych, rozbudowywała się „Piotrowicka Fabryka Maszyn” (późniejszy „Famur”), wzrastała liczba mieszkańców – zaraz po II wojnie światowej sięgała w całej gminie 10 tysięcy osób. Ochojec do lat 50. XX wieku zachował charakter wiejski, chociaż większość tutejszych mieszkańców pracowało w okolicznych zakładach produkcyjnych. W 1951 roku tereny obecnej dzielnicy Piotrowice-Ochojec włączono do Katowic. Na początku lat 60. XX wieku w rejonie ulic Poziomkowej i Traktorzystów powstało osiedle Młodych. W 1977 roku w Ochojcu przy ulicy Ziołowej otwarto Centralny Szpital Górniczy z 750 miejscami. W 1980 roku w na obszarze ulic Spokojnej i Tyskiej powstała pierwsza zabudowa mieszkalna osiedla Odrodzenia, które pierwotnie miała być częścią większego założenia architektoniczno-urbanistycznego przewidzianego na około 120 tys. osób. Przy nim w 1980 roku utworzono parafię rzymskokatolicką pw. Najświętszego Ciała i Krwi Chrystusa. W 1982 roku na części obszarów ochojeckich lasów ustanowiono rezerwat przyrody „Ochojec” celem ochrony stanowiska liczydła górskiego.
Po okresie transformacji ustrojowej w Polsce, 16 września 1991 roku Rada Miejska w Katowicach przyjęła uchwałę, na mocy której 1 stycznia 1992 roku podzielono Katowice na 22 pomocnicze jednostki samorządowe i 22 obszary ich działania. W tym czasie powołano także jednostkę samorządową nr 19 „Ochojec – Piotrowice”. W tym czasie równolegle rozwijało się budownictwo indywidualne, a od lat 90. XX wieku także deweloperskie. Pod budowę domów jednorodzinnych i szeregowych zagospodarowano teren między ulicami A. Kostki-Napierskiego a Głuszców oraz przy ulicy K. Kornasa i ulicy ks. dr. S. Wilczewskiego.
21 listopada 2001 roku oddano do użytku wiadukt nad ulicą Armii Krajowej, po którym odbywa się ruch pociągów. W latach 80. i 90. szlabany przed funkcjonującym wówczas przejazdem kolejowo-drogowym w Piotrowicach były opuszczone średnio 13–14 godzin na dobę, a czas oczekiwania samochodów przed przejazdem sięgał 50 i więcej minut. 12 kwietnia 2021 roku z udziałem premiera Mateusza Morawieckiego i prezydenta Katowic Marcina Krupy oddano do użytku węzeł drogowy na skrzyżowaniu ulic T. Kościuszki i Armii Krajowej. Prace modernizacyjne rozpoczęto w 2018 roku, a w ramach tej inwestycji powstało dwupoziomowe skrzyżowanie ulic, z czego dołem poprowadzono ciąg drogi krajowej nr 81.

## Demografia
| Okres/ l. osób       | przedprodukcyjny (0–18 lat) | produkcyjny (18–60/65 lat) | poprodukcyjny (pow. 60/65 lat) | Razem  |
| -------------------- | --------------------------- | -------------------------- | ------------------------------ | ------ |
| Ogółem               | 3 591                       | 1 4639                     | 5 229                          | 23 459 |
| kobiety              | 1 698                       | 7 075                      | 3 603                          | 12 376 |
| mężczyźni            | 1 893                       | 7 564                      | 1 626                          | 11 083 |
| Wskaźnik feminizacji | 90                          | 94                         | 222                            | 112    |

Jedne z pierwszych danych demograficznych rejonów Piotrowic-Ochojca sięgają XVI wieku. Według urbarza pszczyńskiego z 1536 roku w Piotrowicach mieszkało 9 kmieci, 1 sołtys, a w 1593 roku 10 kmieci, sołtys Maciej i 5 zagrodników. Okres względnej stabilizacji we wsiach ziem pszczyńskich na terenie współczesnych Katowic odzwierciedlają urbarze pszczyńskie z lat 1536, 1549, 1575 i 1593.
W okresie wojny trzydziestoletniej wielu mężczyzn zginęło w trakcie przemarszu wojsk, a ich synowie byli stamtąd uprowadzani. W 1640 roku Piotrowice liczyły 12 kmieci, 1 sołtysa i 19 chałupników (w tym 4 poddanych sołtysa). Po zniszczeniach z okresu wojny trzydziestoletniej od połowy XVII wieku nastąpił wzrost demograficzny tych ziem.
Piotrowice w czasach nowożytnych były największą wsią na terenie obecnych południowych Katowic. Na początku XVIII wieku było tutaj 14 gospodarstw kmiecych i 25 zagrodniczych, a wieś łącznie liczyła około 250 osób – w 1780 roku było ich łącznie 252. W XIX wieku liczba ludności rejonów Piotrowic-Ochojca zaczęła szybciej wzrastać. W Piotrowicach w 1830 (lub 1840) roku mieszkało 751 mieszkańców, a w 1900 roku było ich już 2101 (bądź 2053). W Ochojcu w 1880 roku mieszkało 100 mieszkańców.
W 1906 rok w gminie Piotrowice, do której należał także Ochojec i północna część Kostuchny, mieszkało 2817 osób. W 1934 roku w gminie Piotrowice mieszkało 8195 osób, w tym 86 ewangelików i 11 żydów. Od tego czasu aż do wybuchu II wojny światowej w Piotrowicach budowano średnio ponad 200 domów, a w gminie osiedlała się ludność pochodząca przeważnie z Wielkopolski oraz z zagranicy. W 1936 roku gmina Piotrowice wraz z Kostuchną i Ochojcem liczyła 8066 mieszkańców. W Ochojcu w 1928 roku mieszkało 1400 osób, w 1935 roku 3933 osoby, a w 1938 roku 5102 osoby.
W 1980 roku w rejonie Piotrowic mieszkało około 12 tys. osób, a w Ochojcu 4675 osób. Tereny dzielnicy Piotrowice-Ochojec w 1988 roku zamieszkiwało 27 368 osób. W tym czasie najwięcej żyło osób w przedziale lat 30-44 i 0-14, najmniej przedziale 60 lat i więcej. Od czasu transformacji ustrojowo-gospodarczej w Polsce liczba ludności Piotrowic-Ochojca zaczęła maleć. W 2005 roku Piotrowice-Ochojec liczyły 25 471 mieszkańców, a pod koniec 2007 roku liczyły one 25 110 osób, co stanowiło wówczas 8,1% ludności miasta. Dzielnica ta była wówczas najludniejszą jednostką w zespole dzielnic południowych i trzecią spośród wszystkich dzielnic Katowic. Gęstość zaludnienia dzielnicy w tym czasie wynosiła 2078 osób/km² i była większa od średniej dla całego miasta wynoszącej wówczas 1916 osób/km². W tym czasie dominowały grupy osób w wieku 45-59 i 15–29 lat, a najmniej było w grupie 0–14 lat.
W 2010 roku w Piotrowicach-Ochojcu mieszkały 24 684 osoby, co stanowiło 8,0% mieszkańców Katowic. W tym czasie udział osób w wieku przedprodukcyjnym wynosił 14,0%, w wieku produkcyjnym 67,6%, w wieku poprodukcyjnym 18,4%. Pod koniec 2013 roku liczba ludności dzielnicy wynosiła 24 111 osób, w tym 2920 osób w wieku do 14 lat i 1853 osoby w wieku powyżej 75 lat.
Na współczesne trendy demograficzne Piotrowic-Ochojca wpływ ma bliskość terenów zielonych, niewielka powierzchnia terenów zdegradowanych i zniszczonych przez działalność przemysłową, stosunkowo nieduża intensywność zabudowy i dobre powiązania komunikacyjne z centrum miasta.
Na poniższym wykresie przedstawiono rozwój demograficzny wsi Piotrowice (lata 1629–1910), Piotrowic i Ochojca (lata 1931 i 1938) i Dzielnicy nr 19 Piotrowice-Ochojec (od 1988 roku):
Źródła danych:
1629;
1780;
1825;
1840 (wg innego źródła tyle samo mieszkańców było w 1830 roku);
1861;
1871;
1885 1891; 1900 (wg innego źródła w 1900 roku mieszkały 2053 osoby);
1905 (według innego źródła w gminie mieszkało wówczas 2931 osób);
1910 (według innego źródła Piotrowice liczyły wówczas 3500 osób);
1931;
1938;
1988;
1997;
2005 (31 grudnia);
2010 (31 grudnia);
2015 (31 grudnia);
2020 (31 grudnia).

## Polityka i administracja

### Charakterystyka

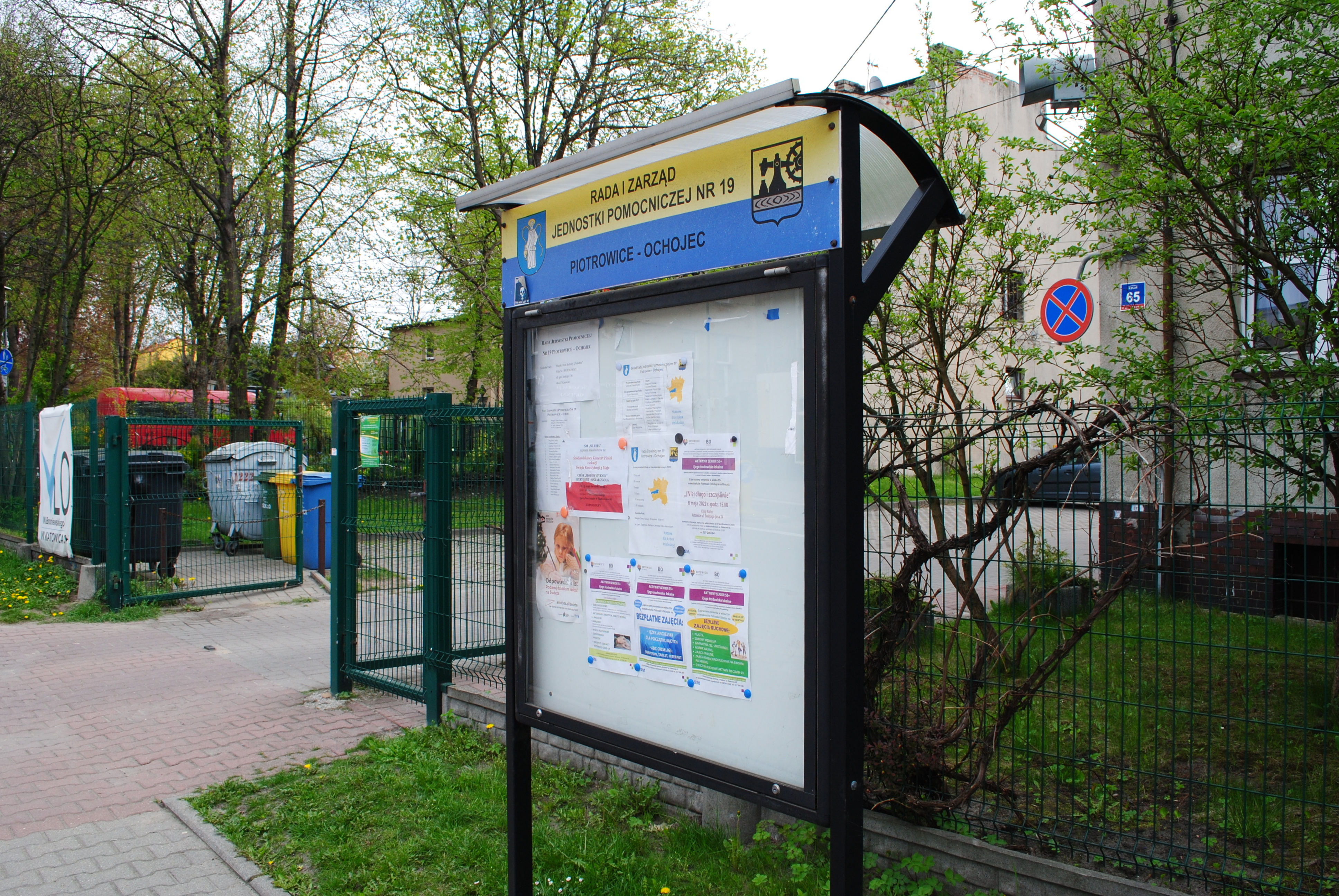
Tablica informacyjna Rady i Zarządu Dzielnicy (dawniej Jednostki Pomocniczej) nr 19 Piotrowice-Ochojec przy gmachu V Liceum Ogólnokształcącego im. Władysława Broniewskiego w Katowicach

Dzielnica nr 19 Piotrowice-Ochojec jest jedną z 22 dzielnic Katowic, stanowiących jednostkę pomocniczą gminy. Została powołana na mocy uchwały Rady Miejskiej w Katowicach jako jednostka samorządowa nr 19 Ochojec-Piotrowice w dniu 1 stycznia 1992 roku. Według Uchwały nr XLVI/449/97 Rady Miejskiej Katowic z dnia 29 września 1997 roku Piotrowice-Ochojec jest statutową dzielnicą w zespole dzielnic południowych. Obowiązujący statut dzielnicy został ustanowiony na mocy Uchwały Nr XLI/909/21 Rady Miasta Katowice z 25 listopada 2021 roku. Zgodnie z przepisami statutu, organami dzielnicy jest Rada Dzielnicy oraz Zarząd Dzielnicy. Rada Dzielnicy składa się z 21 radnych wybieranych na pięcioletnią kadencję. Jest organem stanowiącym dzielnicy, do jej zadań należy m.in. występowania do organów miasta Katowice w sprawie wniosków mieszkańców dzielnicy w zakresie jej działania, inicjowanie i organizowanie obchodów okolicznościowych, imprez kulturalnych, sportowych czy rekreacyjnych, opiniowanie inicjatyw lokalnych czy też wnioskowanie w sprawach miasta dotyczących obszaru Piotrowic-Ochojca. Zarząd Dzielnicy jest organem wykonawczym dzielnicy. Przewodniczący Zarządu reprezentuje dzielnicę na zewnątrz, a do zadań Zarządu należy m.in. przyjmowanie wniosków mieszkańców dzielnicy, organizowanie i koordynowanie inicjatyw społecznych, informowanie mieszkańców o sprawach dzielnicy bądź też przygotowywanie projektów uchwał Rady Dzielnicy.
W Piotrowicach-Ochojcu funkcjonuje Rada oraz Zarząd Dzielnicy nr 19 Piotrowice-Ochojec. Swoją siedzibę ma w Filii „Piotrowice” Miejskiego Dom Kultury „Południe” w Katowicach przy ulicy gen. Z. Waltera-Jankego 136. Przewodniczącym Rady Dzielnicy pod koniec 2022 roku był Andrzej Dawidowski, a Przewodniczącą Zarządu Dzielnicy była wówczas Dorota Ostrowicz. W trakcie kadencji 2016–2020 przedstawiciele Rady i Zarządu brali udział w szeregu spotkań roboczych we władzami miasta Katowice, edukacyjnych w wydarzeniach kulturalnych odbywających się na terenie dzielnicy. Reprezentowali oni dzielnicę podczas uroczystości miejskich i lokalnych, szkoleniach czy na sesjach Rady Miasta Katowice. Radni w tym czasie aktywni uczestniczyli w kolejnych edycjach katowickiego Budżetu Obywatelskiego i inicjatywach lokalnych.

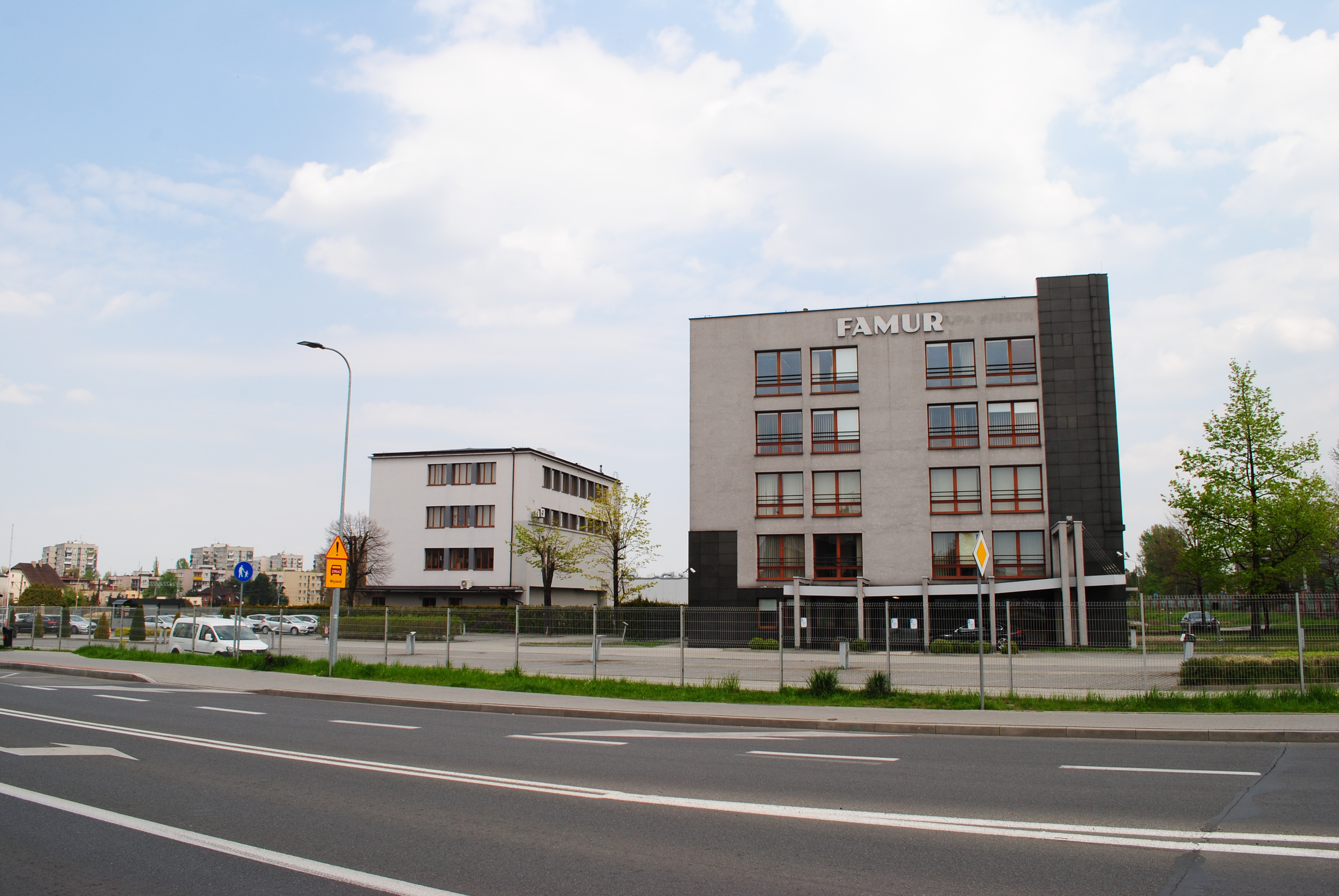
Siedziba grupy FAMUR (ul. Armii Krajowej 51)

W Piotrowicach-Ochojcu przy ulicy Kolejowej 54 siedzibę ma Konsulat Honorowy Republiki Łotewskiej w Katowicach.

### Historia

Herb Piotrowic, używany m.in. przez Radę i Zarząd Dzielnicy nr 19 Piotrowice-Ochojec

Tereny dzielnicy w granicach politycznych Śląska znalazły się pod koniec XII lub na początku XIII wieku i początkowo chodziły prawdopodobnie w skład kasztelanii mikołowskiej, lecz jeszcze w XIII wieku na czoło zaczęła wysuwać się Pszczyna. W 1337 roku tereny dzielnicy wraz z księstwem raciborskim przeszły pod panowanie Mikołaja II z dynastii Przemyślidów opawskich. W 1375 roku Jan – syn Mikołaja II przekazał zwierzchnictwo nad okręgami pszczyńskimi i mikołowskimi księciu opolskiemu Władysławowi II, który przez 1386 rokiem oddał Przemyślidom opawskim. W późniejszych latach ziemia ta przechodziła na różne osoby.
W dokumencie wystawionym przez księcia Janusza Raciborskiego – ówczesnego władcę ziemi pszczyńskiej z w 1474 roku wymieniony jest wolny sołtys Piotrowic Piotr Ostrzeżony. Zachowane dokumenty wskazują, iż wcześniej sołtysem Piotrowic był Mikołaj z Urbanowic, a kolejnymi: Mateusz (od 1549 roku), Maciej (od 1586 roku), Jurek (od 1620 roku) i Jan Wieczorek.
Na początku XVI wieku ziemiami pszczyńskimi zainteresowani byli przedstawiciele dwóch rodów mieszczańskich z Krakowa: Turzonowie i Salomonowie w związku z korzystnymi uwarunkowaniami tych terenów, tj. obecnością rud żelaza, kuźnic i łatwych do eksploatacji terenów leśnych. W 1517 roku Aleksy Thurzon nabył obszar pszczyński od Wacława II, który potem odstąpił teren bratu Janowi w 1525 roku. W 1527 roku tereny te uzyskały status państwa stanowego. W 1548 Jan Turzon sprzedał państwo pszczyńskie biskupowi wrocławskiemu Baltazarowi Promnitzowi i od tego czasu aż do 1763 roku ziemia pszczyńska była pod panowaniem Promnitzów, a potem rodu Anhalt-Cöthen. Spadkobiercami po rodzie Anhaltów był ród Hochbergów. W 1847 roku po śmierci księcia Henryka von Anhalt-Cöthen majątek pszczyński przejął Jan Henryk X Hochberg.
Po 1742 roku, kiedy to tereny dzielnicy Piotrowice-Ochojec weszły w skład państwa pruskiego, na Górnym Śląsku utworzono powiaty. Obszary dzielnicy znalazły się w powiecie pszczyńskim. 1 stycznia 1874 roku na Śląsku ustanowiono nowe jednostki administracyjne, zwane okręgami urzędowymi (niem. Amtsbezirk), obejmujących kilka gmin i obszarów dworskich. W powiecie pszczyńskim utworzono m.in. Piotrowice (niem. Amtsbezirk Petrowitz) obejmujący gminy wiejskie Ligota i Piotrowice oraz obszar dworski Piotrowice. Pierwszy naczelnik okręgu urzędował w Mikołowie. Do gminy Piotrowice prócz samej osady przynależała część Kostuchny w rejonie obecnej ulicy Szarych Szeregów, gmina sąsiadowała z obszarem dworskim Piotrowice, w której znajdował się m.in. przysiółek Ochojec, który nigdy nie był samodzielny administracyjnie.
W 1922 roku przyłączono do Polski m.in. obszar dzisiejszych Katowic wraz z dawną gminą Piotrowice, a niedługo po powstaniu autonomicznego województwa śląskiego przystąpiono do likwidacji obszarów dworskich na jej terenie. W powiecie pszczyńskim nastąpiło to 30 września 1924 roku (zlikwidowano wówczas m.in. obszar dworski Piotrowice), a w dniu następnym zlikwidowane obszary dworskie włączono do sąsiednich gmin.

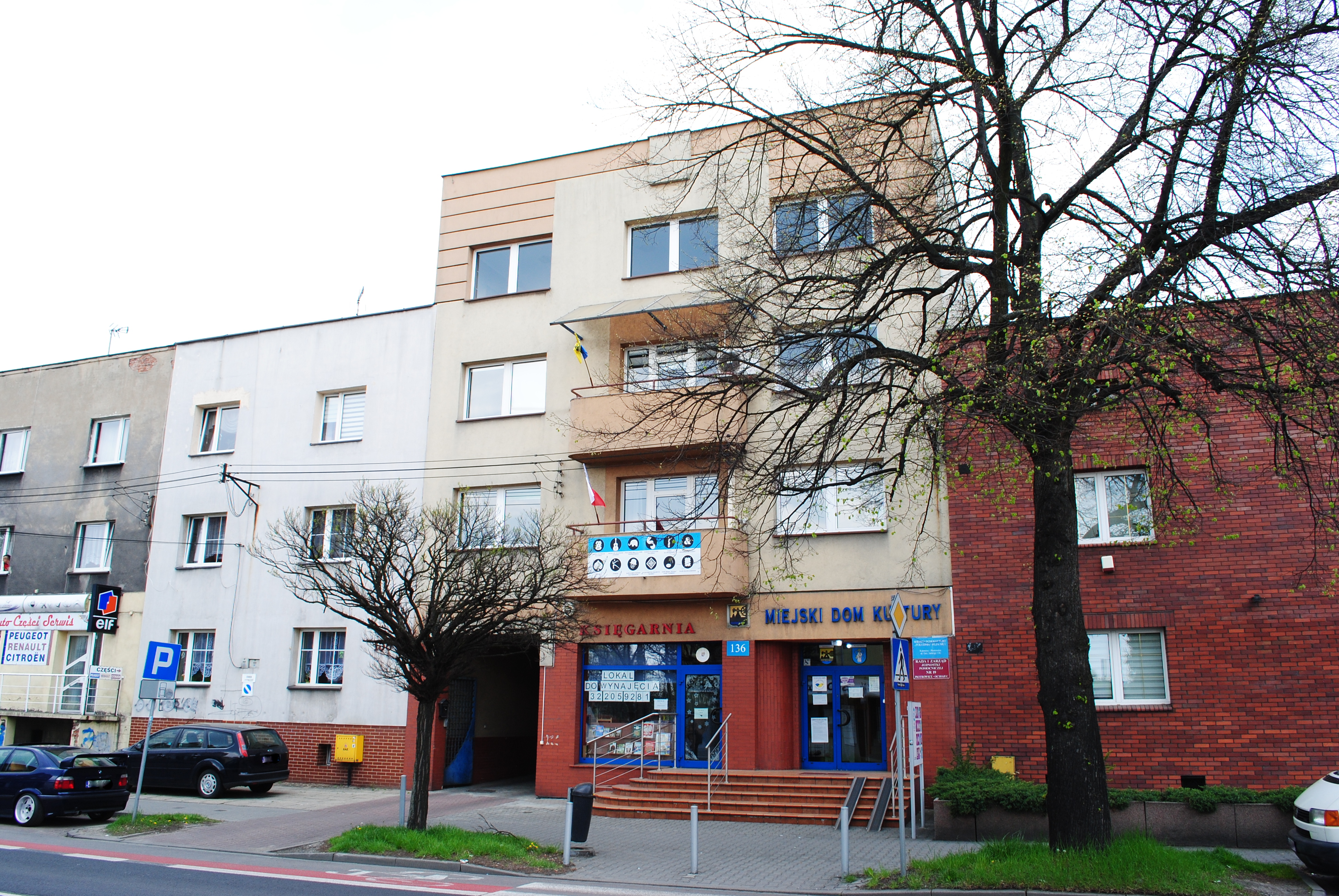
Dawny piotrowicki ratusz – obecnie siedziba m.in. Rady i Zarządu Dzielnicy nr 19 Piotrowice-Ochojec (ul. gen. Z. Waltera-Jankego 136)

Pierwotnie siedziba gminy znajdowała się na piotrowickim rynku, czyli w rejonie skrzyżowania ulic Armii Krajowej i gen. Z. Waltera-Jankego. W latach 30. XX wieku powstał plan budowy ratusza w Piotrowicach, a jego budowę przewidziano na terenie targowiska. Wybuch II wojny światowej w 1939 roku uniemożliwił realizację tych planów. Na potrzeby piotrowickiego ratusza przystosowano budynek przy obecnej ulicy gen. Z. Waltera-Jankego 136. Budynek ten powstał w 1934 roku na gruncie kupionym od Jana Kozy, a inwestorem był aptekarz z Załęża. W tym budynku gmina urzędowała do czasu jej przyłączenia w granice Katowic.
W 1936 roku książę pszczyński Jan Henryk XV Hochberg spotkał się z wojewodą Michałem Grażyńskim celem uregulowania stosunków w państwem polskim, rok później oddał on część swoich terenów, a także zniesiono fideikomis pszczyński. W tym samym roku gmina Piotrowice, obejmująca Piotrowice, Ochojec i część Kostuchny, liczyła w sumie 1200 ha powierzchni, z czego 400 ha stanowiły ziemie orne, 280 ha łąki, 319 ha lasy, a 1 ha stawy. 1 kwietnia 1938 roku włączono do miasta Katowice parcele z terenu gmin Piotrowice i Panewniki, w tym okolice obecnej ulicy Kolejowej. Decyzją Sejmu Śląskiego z dnia 7 marca 1939 roku, 1 kwietnia 1939 roku gminy Piotrowice i Panewniki wyłączono z powiatu pszczyńskiego i włączono do powiatu katowickiego.
W pierwszych dniach niemieckiej okupacji Polski w czasie II wojny światowej władzę administracyjną w regionie przejęła armia. Na urzędach gmin zawisły flagi ze swastyką, a w Piotrowicach burmistrzem został Pawlas z Ochojca, a następnie Hans Janowski. W październiku 1939 roku władzę na Górnym Śląsku przejęła administracja cywilna. władze okupacyjne przywróciły nazewnictwa miejscowości według stanu z 1922 roku pozostawiając nieruszone wszelkie zmiany administracyjne, które nastąpiły do tej pory.
Po objęciu przez polskie władze terenów Górnego Śląska w 1945 roku przywrócono na terenie współczesnych Katowic stan prawny z 1 września 1939 roku, nie uznając przekształceń dokonanych przez niemieckie władze okupacyjne. Podjęto przygotowania do przekształcenia dotychczasowych wiejskich gmin jednostkowych w gminy zbiorowe. Gmina Piotrowice znajdująca się wówczas w powiecie katowickim była dosyć silna i samowystarczalna finansowo, dlatego jej nie przekształcono.
1 kwietnia 1951 roku został zniesiony powiat katowicki, a gminę Piotrowice wraz z północną częścią obecnej Kostuchny włączono w granice miasta Katowice.

### Godło napieczętne gminy Piotrowice
Najstarsze pieczęcie Zarzecza, Podlesia i Piotrowic pochodzą z 1723 roku i znane są z Katastru Karolińskiego, kolejne pochodzą z przełomu XVIII i XIX wieku. Godła Piotrowic i Zarzecza zniknęły z użycia wraz z wycofaniem około 1866 roku mocno już zużytych XVIII-wiecznych tłoków, a w 1864 roku dla miejscowości powiatu pszczyńskiego wprowadzono pieczęcie napisowe. Kres używania godeł gminnych przyniósł wybuch II wojny światowej – okupacyjne władze niemieckie wycofały polskie tłoki, zastępując je niemieckimi wykonanymi według jednego wzorca.
Historyczne godło Piotrowic ma charakter religijny – przedstawia ono świętego patrona, od którego imienia została urobiona nazwa osady. Jest nim święty Piotr trzymający w prawej ręce rybę. Godło to jest współcześnie wykorzystywane przez Radę Dzielnicy nr 19 Piotrowice-Ochojec.

## Gospodarka

### Charakterystyka

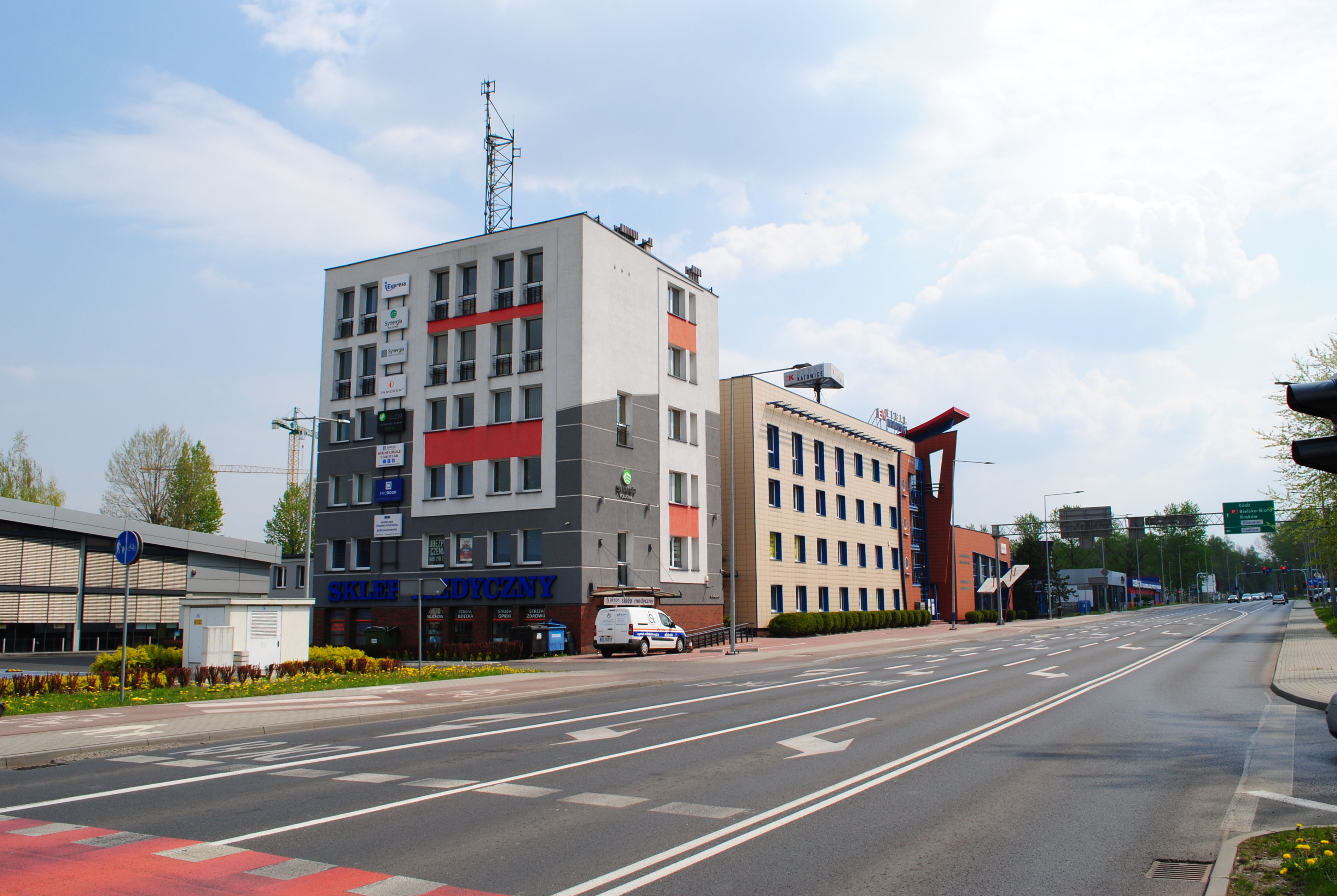
Kompleks usługowo-biurowy położony przy ulicy Kolejowej

Piotrowice-Ochojec jest dzielnicą wielofunkcyjną – poza funkcją mieszkaniową występują tutaj działalności związane z funkcją edukacyjną, opieką zdrowotną, usługami i handlem, szkolnictwem wyższym oraz przemysłem.
Funkcja handlowo-usługowa rozwinęła się przede wszystkim w ciągu ulic T. Kościuszki i Kolejowej. Znajdują się tam salony samochodowe, dyskonty handlowe oraz obiekty biurowe. Swoje salony samochodowe według stanu z końca 2022 roku mają następujące marki: Toyota (ul. Kolejowa 54), Cupra (ul. T. Kościuszki 215), Mazda (ul. T. Kościuszki 215), Hyundai (ul. T. Kościuszki 253), Renault, Dacia, Isuzu (ul. T. Kościuszki 257), Fiat, Jeep (ul. T. Kościuszki 261) i Audi (ul. T. Kościuszki 328).
W Piotrowicach-Ochojcu przy ulicy Armii Krajowej 51 swoją siedzibę ma grupa FAMUR, należąca do spółki akcyjnej TDJ. W skład grupy FAMUR wchodzi ponad 120 spółek i 5 zakładów produkcyjnych zlokalizowanych w różnych częściach świata. Jest to holding technologiczny dostarczający rozwiązania dla branż energetycznej, wydobywczej oraz transportowo-przeładunkowej.
Przy ulicy A. Asnyka 32 siedzibę ma spółka akcyjna Kolejowe Zakłady Automatyki, która prowadzi swoją działalność zakresie prac projektowych, robót budowlano-montażowych, systemów sterowania ruchem kolejowym i produkcji przemysłowej.
W dzielnicy wykształciły się także lokalne ośrodki usługowo-handlowe o znaczeniu podstawowym z dominacją handlu (w tym sklepów spożywczych) i usług podstawowych. Łącznie znajdują się tutaj trzy takie ośrodki: osiedle Odrodzenia (centralna część osiedla w rejonie ulicy St. Łętowskiego), Piotrowice (ulice: Armii Krajowej, gen. Z. Waltera-Jankego, A. Fredry i Policyjna) oraz Ochojec (ulice: gen. Z. Waltera-Jankego i B. Prusa).

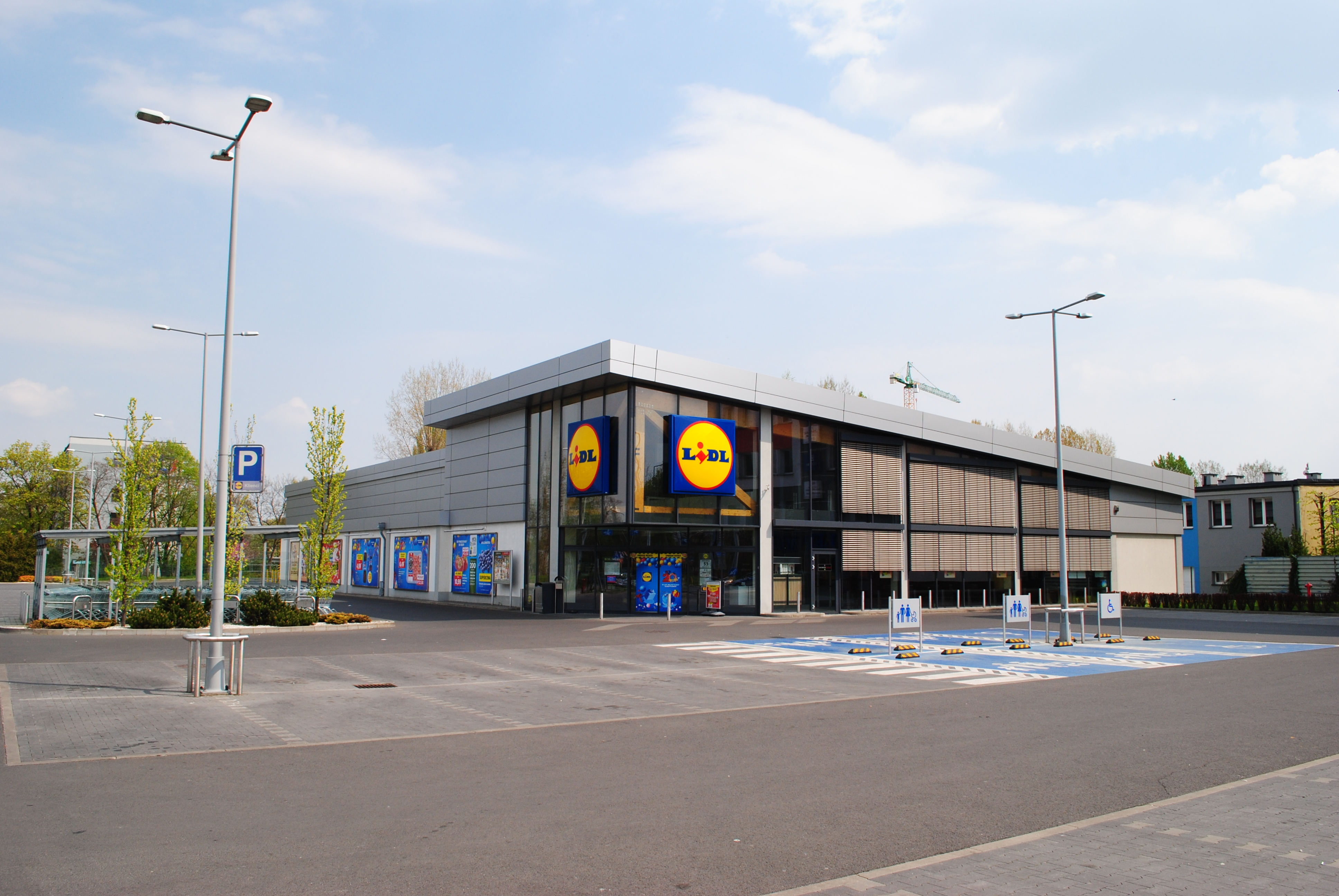
Lidl przy ulicy Kolejowej 53

Jednym z większych placówek handlowo-usługowych w Piotrowicach-Ochojcu położonym przy ulicy Szewskiej jest Centrum Handlowe Manhattan, łączący w sobie funkcje handlowe, usługowe i biurowe. Jest to obiekt dwukondygnacyjny, w którym znajduje się 12 punktów handlowo-usługowych, a najemcami galerii w momencie otwarcia były m.in.: Rossmann, Pepco, Stokrotka, Media Expert i Kolporter. Część handlowa galerii zajmuje 2719 m², a biurowa 1695 m². Inwestorem galerii była firma DL Invest Group, a została oddana do użytku w II kwartale 2016 roku. Poza tą galerią działają w dzielnicy także sklepy dyskontowe, jak np. Biedronka, Lidl, Lewiatan czy E.Leclerc, a także mniejsze osiedlowe sklepy i piekarnie.
Działalność rolnicza w Piotrowicach-Ochojcu jest w fazie zaniku, a większość gruntów ornych w dzielnicy pozostaje odłogowana.

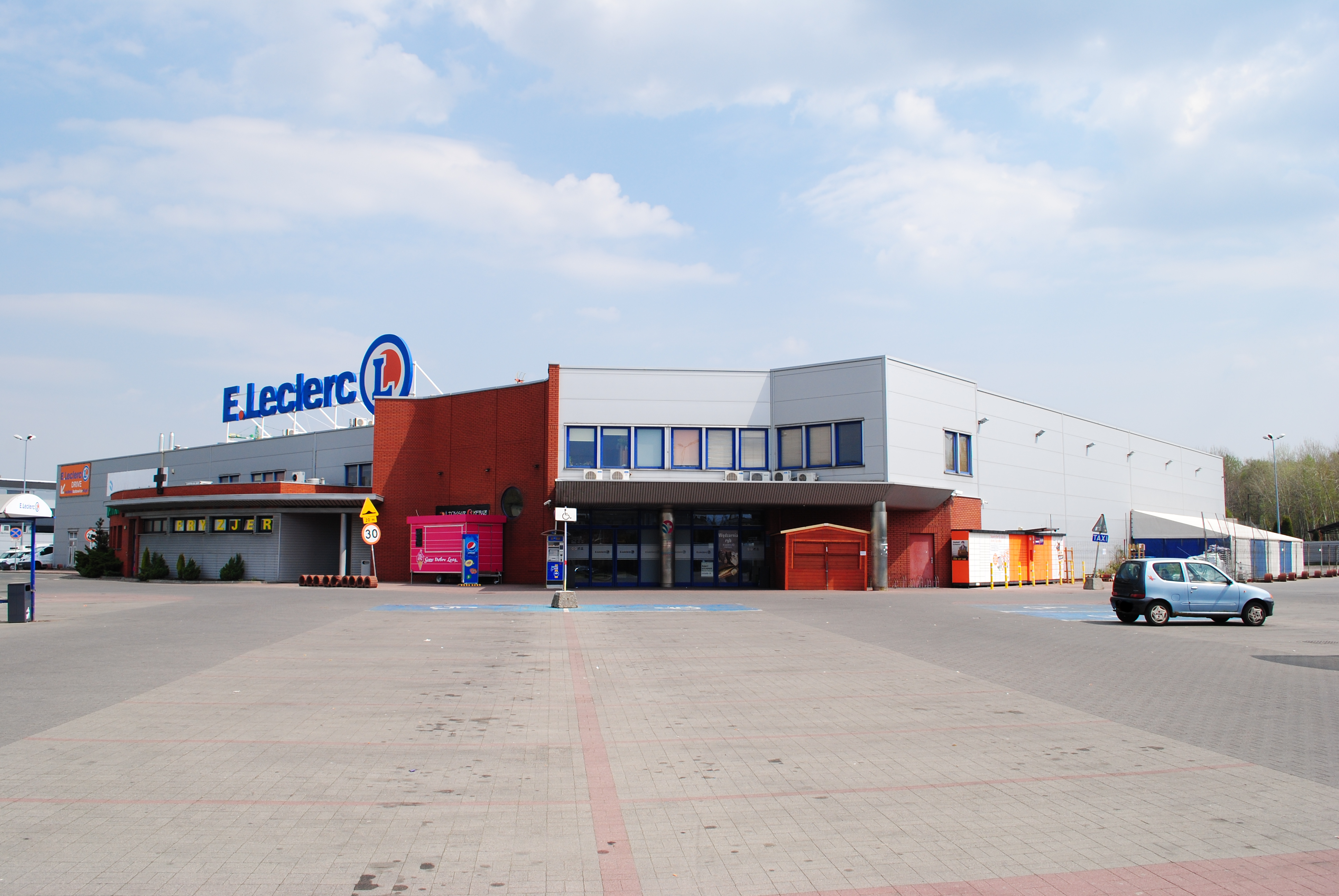
Sklep sieci E.Leclerc przy ulicy gen. Z. Waltera-Jankego 15d

Pod koniec 2013 roku w systemie REGON zarejestrowanych było 3388 podmiotów gospodarczych z siedzibą na obszarze Piotrowic-Ochojca, co stanowiło 7,4% wszystkich podmiotów na terenie całych Katowic. Spośród wszystkich podmiotów 3214 z nich stanowiły mikrofirmy. 31 grudnia 2013 roku liczba bezrobotnych zamieszkałych w dzielnicy wynosiła 605 osób, co stanowiło wówczas 2,5% wszystkich mieszkańców Piotrowic-Ochojca.

### Historia
Na obszarze całych Katowic do końca XVIII wieku głównym źródłem utrzymania tutejszej ludności była gospodarka rolna oraz leśnictwo. Tutejsze gleby były niskiej wydajności, dlatego uprawiano głównie zboża nie wymagające dobrej gleby, jak żyto, owies czy jęczmień. Wsie w południowej części Katowic, w tym na terenie dzielnicy Piotrowice-Ochojec, utrzymywały się znacznym stopniu z gospodarki leśnej, gdzie znajdowały się rozległe lasy, które umożliwiały produkcję węgla drzewnego.

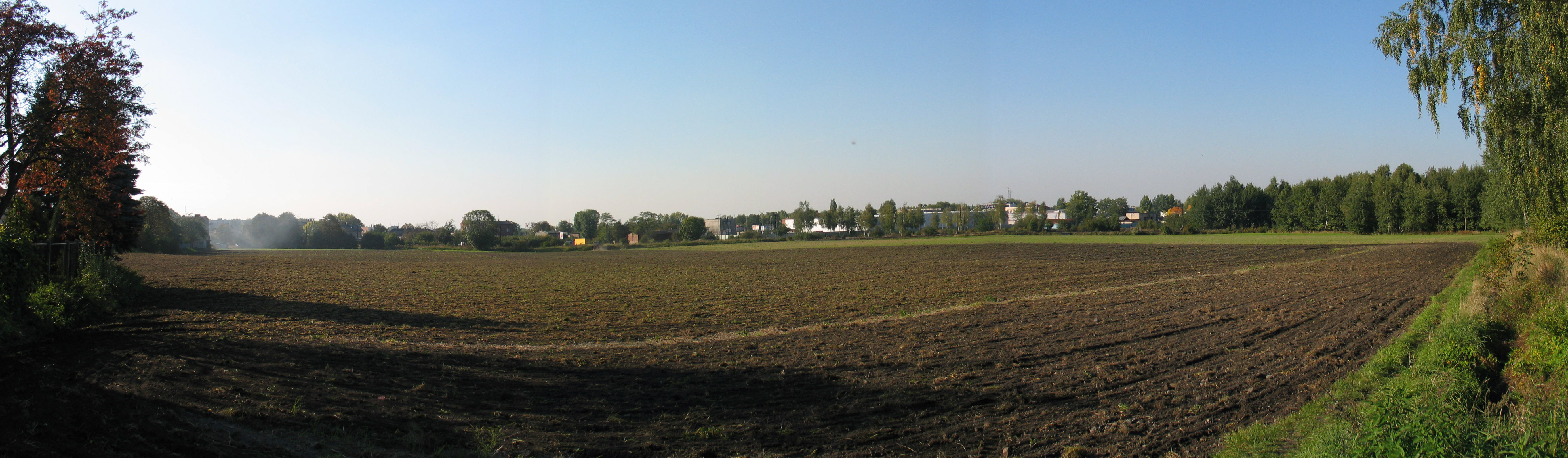
Pole uprawne w Ochojcu

Pod koniec XVIII wieku na terenie współczesnych Katowic nastąpiła w coraz silniejszym stopniu industrializacja związana z powstawianiem kopalń węgla kamiennego. Wówczas to w Piotrowicach mieszkały już osoby pracujące w kopalni węgla kamiennego. Oprócz Matusza Szołtysa w kopalni „Emanuelssegen” (późniejsze „Murcki”) zatrudnionych było 8 zagrodników z Piotrowic. Prawdziwy rozwój przemysłu trwał od lat 30. XIX wieku, kiedy to dokonano uwłaszczenia chłopów, dzieli czemu mogli się oni swobodnie się przemieszczać i zasilić szeregi robotników przemysłowych. W 1840 roku w południowych dzielnicach Katowic odsetek rolników wynosił około 85%, a z tej grupy większość osób miała niewielkie gospodarstwa, dlatego też była zmuszona szukać dodatkowych zajęć.

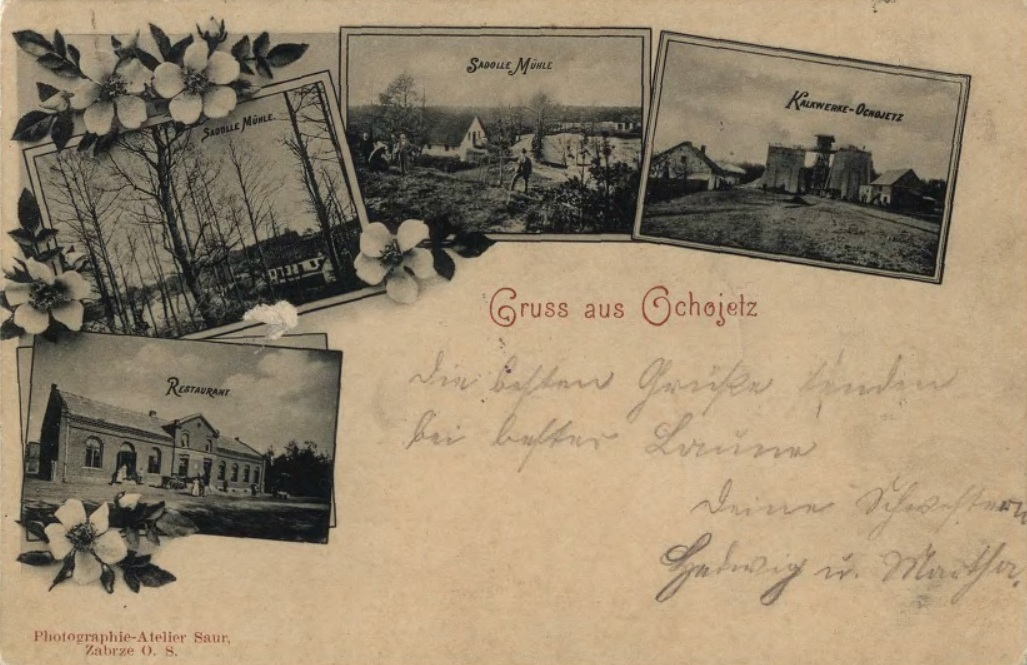
Widokówka wydana około 1899 roku prezentująca kilka miejsc z Ochojca: młyn wodny, wapiennik Towarzystwa Akcyjnego Altsmanna i restaurację (obecny budynek przy ulicy gen. Z. Waltera-Jankego 59)

Ochojec zaczął się intensywnie rozwijać od XIX wieku wraz z poprowadzeniem przez tereny osady linii kolejowej. Osada ta stała się przede wszystkim miejscem sypialnym dla mieszkańców pracujących w pobliskich kopalniach i hutach, a 1855 roku na pograniczu Ochojca, Ligoty i Brynowa Towarzystwo Akcyjne Altsmanna postawiło trzy duże wapienniki według systemu Rumforda. Pracowały one do 1907 roku.
Pierwsze zakłady przemysłowe w Piotrowicach zaczęły powstawać na początku XX wieku. W 1907 roku powstał tutaj jeden z największych zakładów przemysłu metalowego – fabryka urządzeń i maszyn górniczych. Zakład ten w latach międzywojennych przeżywał dalszy rozwój. W 1930 roku przemianowano go na Piotrowicką Fabrykę Maszyn, a zatrudniał on wówczas od 80 do 250 pracowników. W okresie Polski Ludowej, w 1966 roku zakład ten przemianowano na FAMUR, a przez cały ten okres zakład rozwijał produkcję oraz powiększał się o nowe hale, magazyn i obiekty socjalne.
W 1921 roku w Piotrowicach za stacją kolejową od strony Mikołowa, w miejscu zakładu konstrukcji żelaznych „Elevator” założono Zakłady Naprawcze Taboru Kolejowego. Po II wojnie światowej zakład ten przekształcono w Kolejowe Zakłady Zabezpieczenia Ruchu i Łączności w Katowicach. 1 stycznia 1992 roku Kolejowe Zakłady Automatyki zostały wydzielone z grupy PKP i zostały przemianowane na Przedsiębiorstwo Automatyki Kolejowej, a w 2005 roku powstała spółka akcyjna. W I kwartale 2006 roku przedsiębiorstwo przemianowano na Kolejowe Zakłady Automatyki.

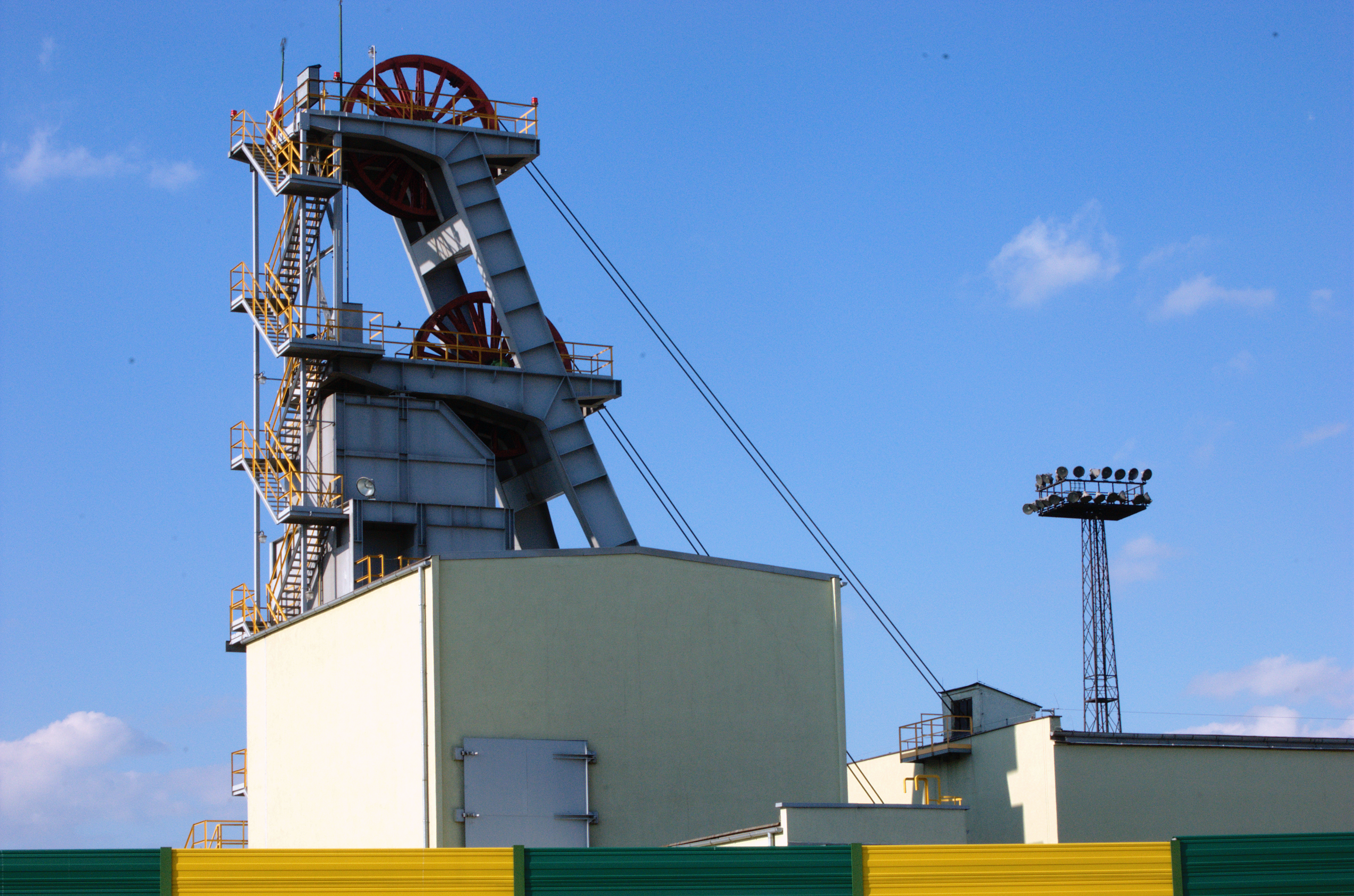
Szyb „Zygmunt” dawnej kopalni „Murcki”, znajdujący się w pobliży osiedla Bażantowo

W 1924 roku w Ochojcu Paweł Ruda założył Śląską Wytwórnię Części do Kotłów Parowych (późniejsze Zakłady Budowy Urządzeń Kotłowych), która w latach 30. XX wieku zatrudniała 50-55 robotników. W 1929 roku uruchomiono w niej odlewnię żelaza, w 1950 roku zakład ten znacjonalizowano, przemianowując go na Zakłady Budowy Urządzeń Kotłowych. Zakład miał siedzibę przy ulicy Fabrycznej 15, 30 stycznia 2004 roku został wykreślony z rejestru przedsiębiorców.
W Piotrowicach w 1962 roku powstała na targowisku giełda warzyw i owoców. Była to całodobowa hurtownia czynna do czasu rozpoczęcia budowy osiedla Targowisko.
W południowej części obecnej dzielnicy Piotrowice-Ochojec powstał szyb „Zygmunt” kopalni „Murcki”, znajdujący w sąsiedztwie osiedla Bażantowo i osiedla Odrodzenia. Szyb ten budowano w latach 1983–1990 jako szyb peryferyjny wentylacyjno-materiałowy o przekroju kołowym. W 1990 roku przerwano zbrojenie szybu, zachowując jego funkcję wentylacyjną. W 2009 roku postanowiono przeprowadzić modernizację szybu i przywrócić mu funkcję szybu wentylacyjno-materiałowego. W 2017 roku był on wykorzystywany przez kopalnię „Murcki-Staszic”.

## Infrastruktura techniczna
Zaopatrzenie terenów Piotrowic-Ochojca w bieżącą wodę odbywa się przez zbiorniki sieciowe w Mikołowie i Murckach. Są one zasilane ze stacji uzdatniania wody w Dziećkowicach, Goczałkowicach-Zdroju i Kobiernicach. Wody te są tłoczone do wspólnego systemu rozrządu Górnośląskiego Przedsiębiorstwa Wodociągowego, skąd za pomocą systemu magistral wodociągowych i przyporządkowanej do nich sieci rozdzielczej Katowickich Wodociągów zaopatrywane są m.in. Piotrowice-Ochojec w wodę. Wodociągi magistralne w dzielnicy ciągną się wzdłuż jej głównych ulic.
Pierwotnie w Piotrowicach-Ochojcu poziom wód gruntowych nie był głęboki, dlatego też były tu powszechne studnie przydomowe. W latach międzywojennych wybudowano na piotrowickim targowisku publiczną studnię z ręczną pompą, a podobna powstała także na piotrowickim rynku. W 1937 roku położono w dzielnicy sieć wodociągową o średnicach 300–400 mm łączącą przepompownię Dąb przez Ligotę i Ochojec do Piotrowic, umożliwiając zaopatrywanie obecnych południowych dzielnic Katowic. Rozbudowa lokalnej sieci wodociągowej nastąpiła jeszcze w czasie II wojny światowej – w 1942 roku została wybudowana w Piotrowicach i Ochojcu sieć wodociągowa, która ciągnęła się wzdłuż dzisiejszej ulicy gen. Z. Waltera-Jankego. Magistralę tę poprowadzono z Katowic.
Eksploatacją sieci kanalizacji sanitarnej i ogólnospławnej w dzielnicy zajmuje się należący do Katowickich Wodociągów Oddział Eksploatacji Sieci Kanalizacyjnej – Południe, kanalizacją deszczową zarządza Miejski Zarząd Ulic i Mostów w Katowicach. Południowe dzielnice Katowic, w tym Piotrowice-Ochojec, są podłączone w głównej części do Oczyszczalni Ścieków Podlesie, z której oczyszczone ścieki wpływają do Mlecznej. Część dzielnicy jest także obsługiwana przez Oczyszczalnię Ścieków Panewniki. Sieć kanalizacyjna w Ochojcu, budowana przeważnie w latach 1929–1935, to kanały ogólnospławne. W latach 1936–1937 wybudowano sieć kanalizacyjną wzdłuż ulicy gen. Z Waltera-Jankego od Ochojca w kierunku Mikołowa. Sieć kanalizacyjna w dzielnicy została rozbudowana po II wojnie światowej, a w związku z tym budowano kolektory wzdłuż Kłodnicy i Ślepiotki do Oczyszczalni Ścieków Panewniki. W latach 2004–2012 nastąpiło skanalizowanie znacznej części niskiej zabudowy tej części miasta.
Zaopatrzenie dzielnicy w energię elektryczną odbywa się poprzez sieć wysokich napięć 110 kV. Sieć ta w Piotrowicach-Ochojcu okala zwartą zabudowę dzielnicy od wschodu, a jedna z nitek łączy się z położoną na terenie Kostuchny przy ulicy Bażantów stacją elektroenergetyczną „Piotrowice” o napięciu 110/20 kV. W latach 1920–1922 zelektryfikowano Piotrowice i Ochojec, sieć elektroenergetyczną wybudowała wówczas firma Elektrownia Okręgowa Ligota.
Dzielnica zaopatrywana jest w gaz ziemny wysokometanowy. System zaopatrzenia Katowic w gaz nie posiada własnych źródeł zasilania, gaz jest dostarczany z układów o charakterze ogólnopolskim. Gazyfikację Piotrowic rozpoczęto w 1961 roku – sieć gazową budowano od strony Ligoty wzdłuż ulicy Armii Krajowej. Do 1965 roku zgazyfikowano odcinek od Ligoty do przejazdu kolejowego w Piotrowicach, w 1967 roku odcinek od ulicy Armii Krajowej do piotrowickiego rynku i dalej w kierunku Mikołowa, w 1970 roku odcinek wzdłuż ulicy A. Fredry w kierunku Ochojca. W latach 80. XX wieku większość obszaru Piotrowic-Ochojca była już uzbrojona w sieć gazową.

## Transport

### Transport drogowy

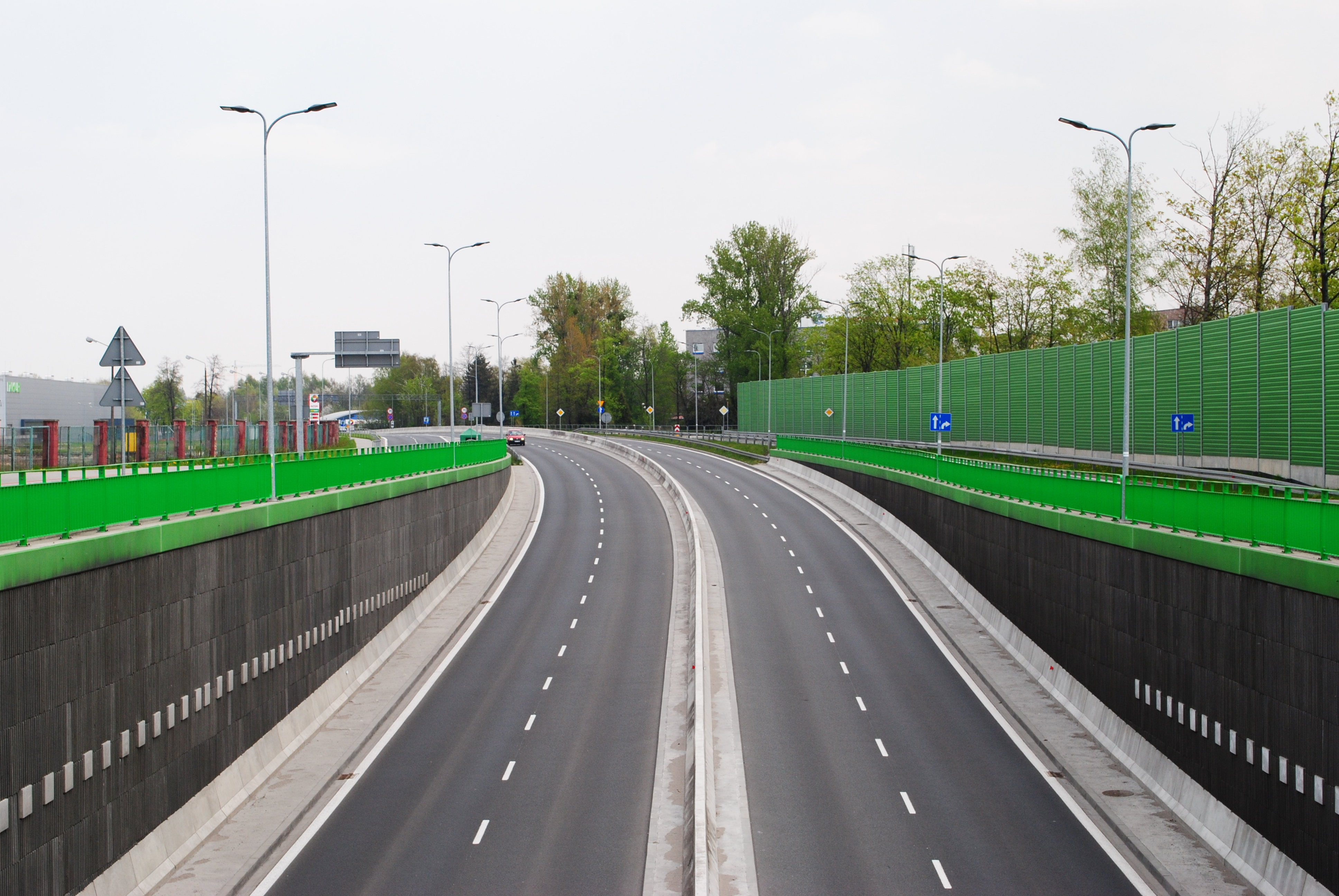
Fragment ulicy T. Kościuszki w ciągu drogi krajowej nr 81 na wysokości ulicy Armii Krajowej (widok w kierunku centrum Katowic)

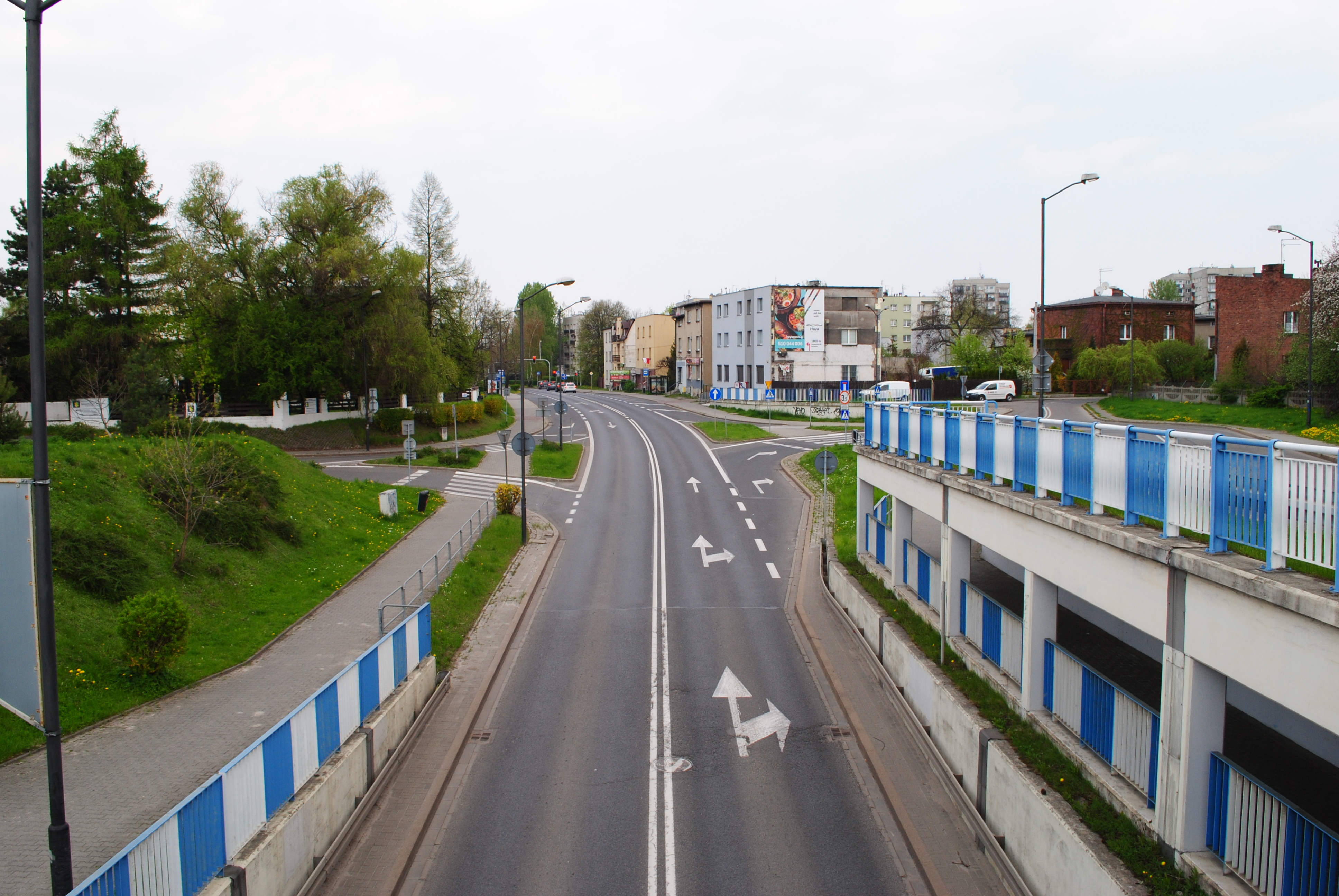
Ulica Armii Krajowej na wysokości wiaduktu (widok w kierunku Zadola)

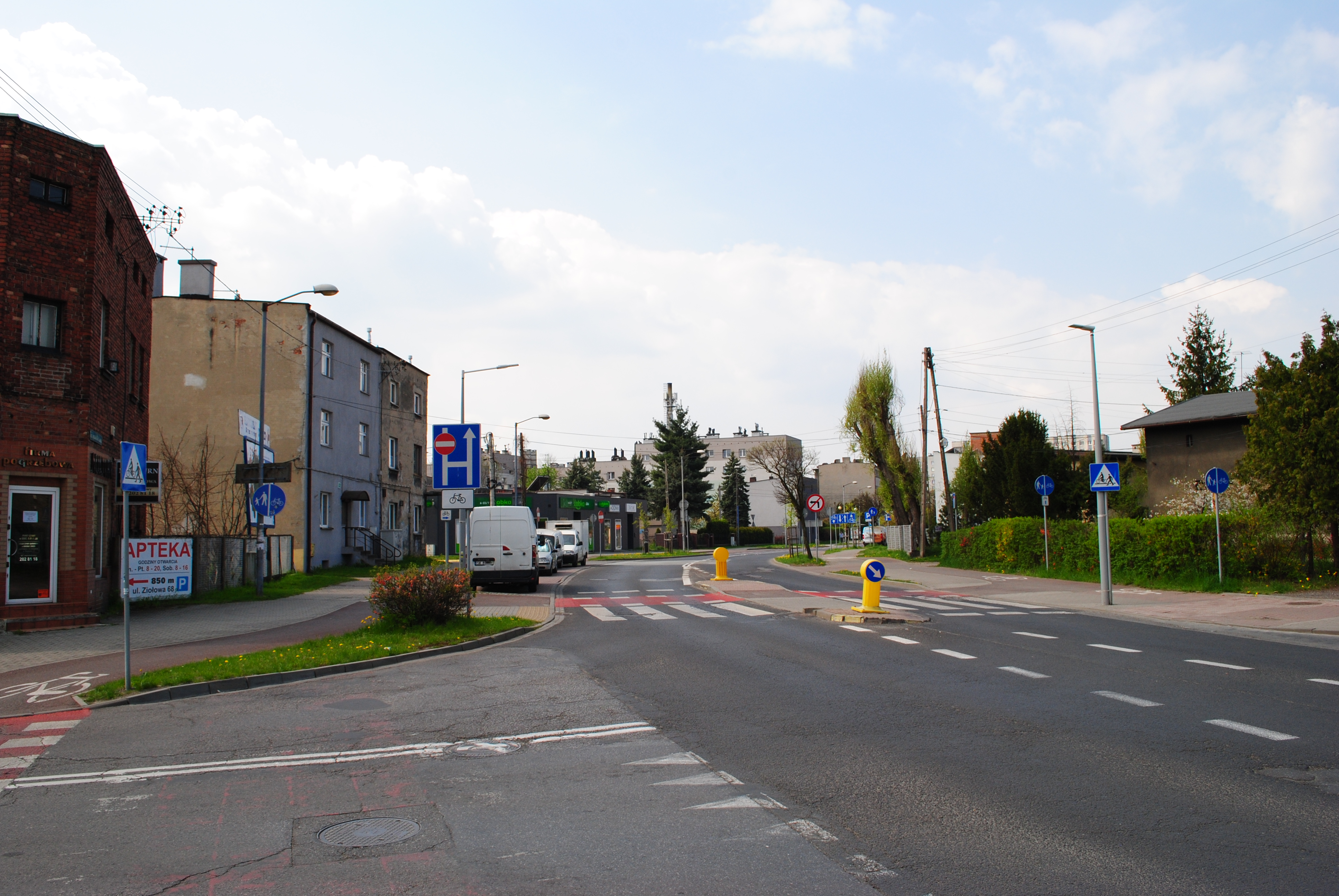
Ulica gen. Z. Waltera-Jankego na wysokości ulicy Ziołowej (widok w kierunku południowo-zachodnim)

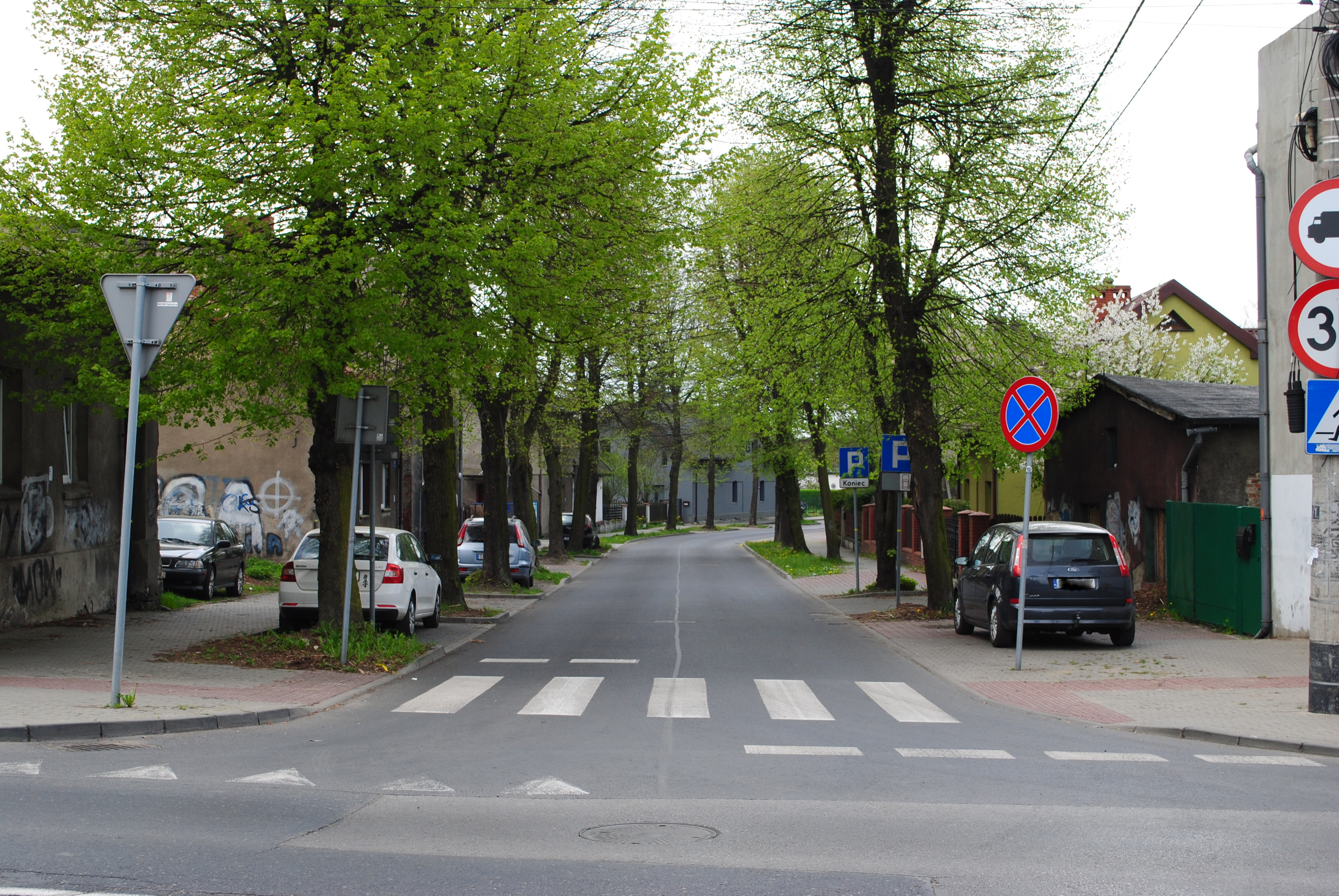
Ulica Wojska Polskiego na wysokości ulicy Armii Krajowej (widok w kierunku zachodnim)

Przez teren Piotrowic-Ochojca przechodzi droga krajowa nr 81 relacji Katowice – Mikołów – Żory – Skoczów; biegnie ulicami: 73 Pułku Piechoty – Kolejowa – T. Kościuszki aż do granicy z Mikołowem. Przez dzielnicę nie przebiegają drogi wojewódzkie.
Do ważniejszych ulic w ruchu wewnątrz dzielnicy należą następujące drogi:
- Ulica Armii Krajowej – jedna z najdłuższych ulic w południowej części Katowic, łącząca ze sobą dzielnice: Ligota-Panewniki, Piotrowice-Ochojec, Kostuchna i Podlesie; o łącznej długości ok. 5,3 km[172]; droga ta biegnie południkowo i przechodzi przez Zadole, Piotrowice i dalej obok osiedla Bażantowo w Kostuchnie; jest to droga powiatowa klasy drogi zbiorczej (Z),
- Ulica Karola Darwina – lokalna droga w centralnej części Piotrowic, łącząca ulicę gen. Z. Waltera-Jankego z ulicą A. Grottgera; jest to droga gminna klasy drogi lokalnej (L),
- Ulica Artura Grottgera – lokalna ulica w Piotrowicach, znajdująca się w jej zachodniej części, w Kątach Piotrowickich; zaczyna się na skrzyżowaniu z ulicą ks. dr. S. Wilczewskiego; jest to droga gminna klasy L,
- Ulica Aleksandra Kostki-Napierskiego – lokalna droga w południowej części Piotrowic, od strony zachodniej krzyżująca się z ulicą ks. dr. S. Wilczewskiego i kierująca się w stronę Skotnicy i osiedla Odrodzenia; jest to droga gminna klasy L,
- Ulica Tadeusza Kościuszki – najdłuższa ulica w Katowicach, łącząca Piotrowice-Ochojec ze Śródmieściem i Brynowem częścią wschodnią-Osiedlem Zgrzebnioka, a w kierunku południowo-zachodnim prowadzi do Mikołowa; ma bardzo ważną rolę dla mieszkańców południowych dzielnic Katowic, będąc trasą dojazdową do centrum miasta[173]; w Piotrowicach-Ochojcu jest drogą dwupasmową, częściowo w ciągu drogi krajowej nr 81; na pozostałym, północnym odcinku jest to droga powiatowa klasy drogi zbiorczej (Z),
- Ulica Bolesława Prusa – lokalna ulica w Ochojcu, biegnąca równoleżnikowo i krzyżująca się w środkowym odcinku prostopadle z ulicą gen. Z. Waltera-Jankego; jest to droga gminna klasy drogi lokalnej (L),
- Ulica Kazimierza Przerwy-Tetmajera – lokalna ulica w zachodniej części Piotrowic, biegnąca w przybliżeniu południkowo i krzyżuje się na północy z ulica gen. Z. Waltera-Jankego; jest to droga gminna klasy drogi lokalnej (L),
- Ulica gen. Zygmunta Waltera-Jankego – jedna z najważniejszych ulic w Piotrowicach i Ochojcu, łącząca ze sobą obydwie części dzielnicy; długość ulicy wynosi ponad 4 km[174]; od północy krzyżuje się z ulicą Kolejową i z tego miejsca biegnie na południe przez Ochojec, a na wysokości Ślepiotki zmienia kierunek na południowo-zachodni, skąd kieruje się do centrum Piotrowic, a dalej do Kątów Piotrowickich; kończy się na skrzyżowaniu z ulicą T. Kościuszki w rejonie Szkoły Policji w Katowicach; jest to droga powiatowa klasy drogi zbiorczej (Z),
- Ulica ks. dr. Stanisława Wilczewskiego – ulica w zachodniej części Piotrowic, biegnąca południkowo od skrzyżowania z ulicą gen. Z. Waltera-Jankego na północy do ulic Bukszpanowej i Tunelowej za Rowem Piotrowickim; jest to droga powiatowa klasy drogi zbiorczej (Z),
- Ulica Wojska Polskiego – ulica w historycznym centrum Piotrowic, biegnąca od skrzyżowania z ulicą ks. dr. S. Wilczewskiego na zachodzie do ulicy K. Kornasa na wschodzie, przecinając po drodze m.in. ulicę Armii Krajowej i rzekę Mleczną; jest to droga gminna klasy drogi dojazdowej (D).

W transporcie indywidualnym w 2008 roku do najbardziej obciążonych ruchem dróg należały ulice: T. Kościuszki, gen. Z. Waltera-Jankego i Armii Krajowej. W sieci miejskiego transportu zbiorowego najbardziej obciążone były w tym czasie ulice: Armii krajowej, gen. Z. Waltera-Jankego, Ziołowa i T. Kościuszki. Wewnętrzny układ komunikacyjny dzielnicy, oparty na ulicach Armii Krajowej i gen. Z. Waltera-Jankego w godzinach porannych i popołudniowych jest przeciążony, co negatywnie wpływa na dostępność komunikacyjną dzielnicy. Piotrowice-Ochojec stanowi też dzielnicę tranzytową dla innych południowych dzielnic Katowic: Kostuchny, Podlesia i Zarzecza.
W powiązaniach wewnętrznych pomiędzy poszczególnymi mikrorejonami Katowic, Piotrowice i Kostuchna mają dobre powiązania ze Śródmieściem za pomocą ulicy T. Kościuszki, która zapewnia dużą bezpośredniość, lecz brak jest alternatywnej do niej drogi. Z innymi rejonami Katowic Piotrowice i Kostuchna najlepsze powiązania ma z Ligotą i Brynowem oraz Murckami i Giszowcem, a najsłabsze z Bogucicami i Pniakami oraz Józefowcem i Koszutką.
W Piotrowicach-Ochojcu przy ulicy Lechickiej 24 siedzibę ma Zarząd Dróg Wojewódzkich w Katowicach, będący samorządową jednostką organizacyjną województwa śląskiego, która zarządza drogami wojewódzkimi województwa śląskiego położonymi poza granicami miast na prawach powiatu.

### Transport kolejowy

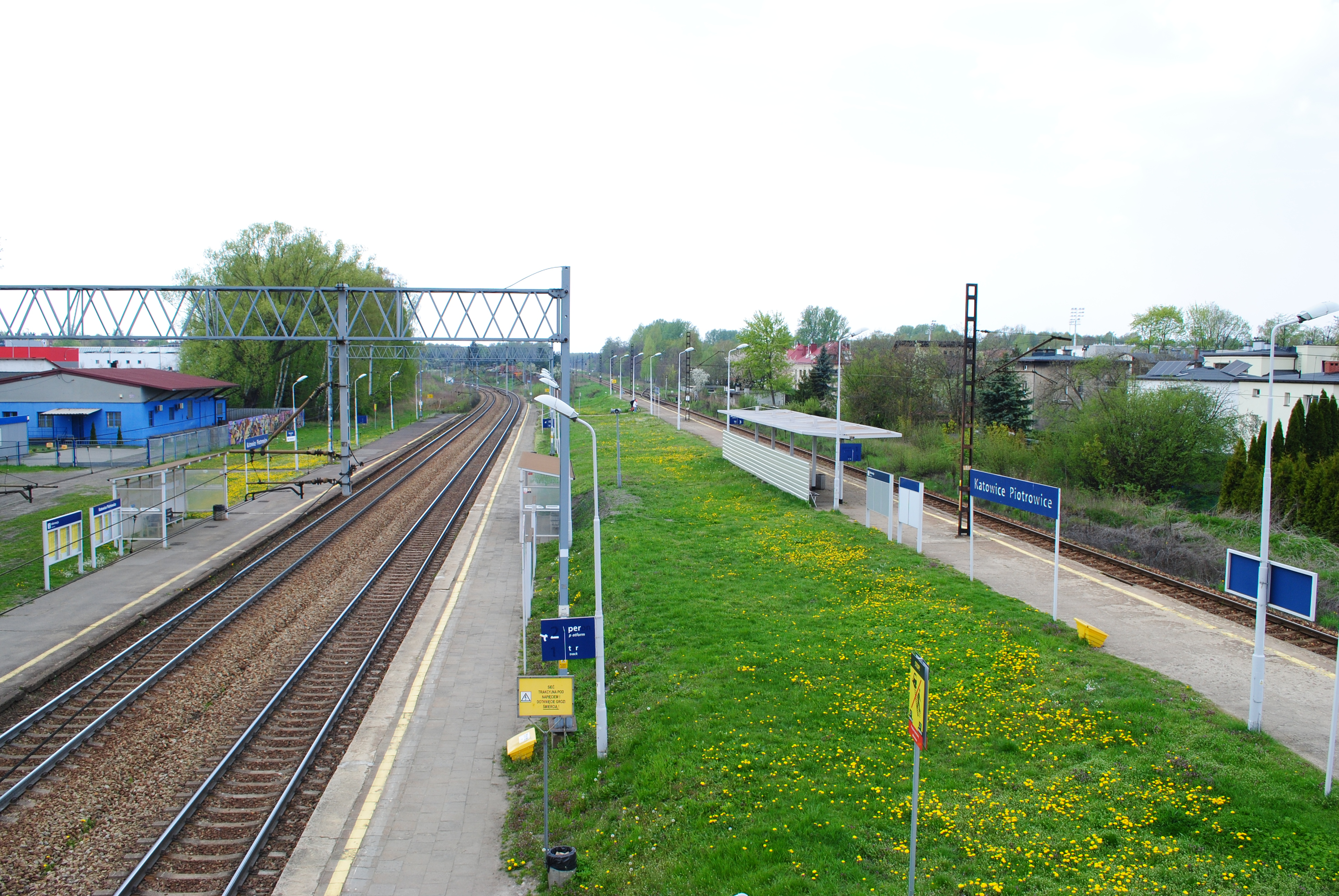
Fragment przystanku osobowego Katowice Piotrowice (widok w kierunku zachodnim)

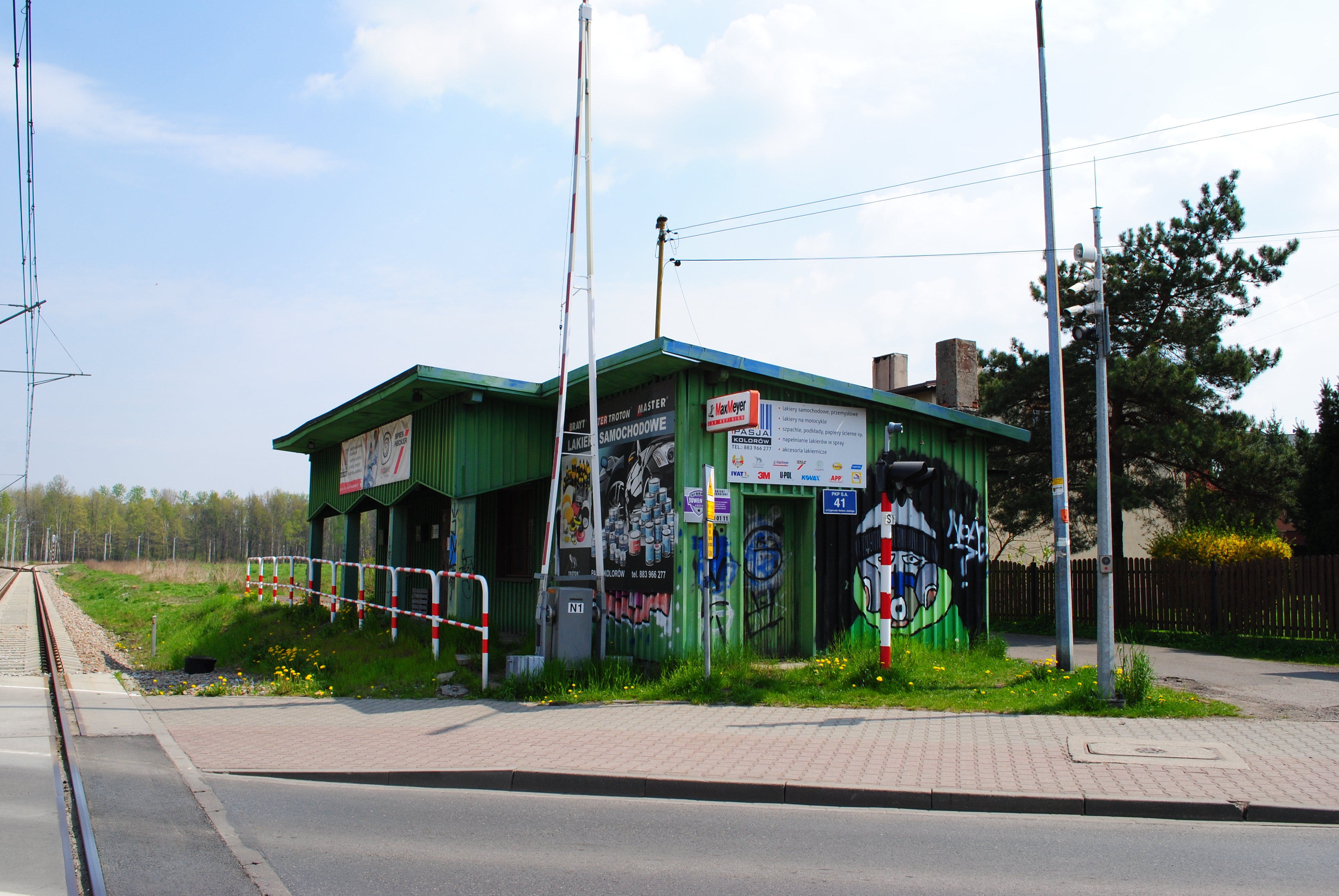
Budynek na dawnym przystanku osobowym Katowice Ochojec (2022)

Przez Piotrowice-Ochojec według stanu z końca 2022 roku przebiegają bądź przebiegały następujące linie kolejowe:
- Linia kolejowa nr 139 Katowice – Katowice Piotrowice – Zwardoń; linia magistralna znaczenia państwowego; zelektryfikowana i dwutorowa, na której prowadzony jest ruch pasażerski i towarowy[180]; przez teren dzielnicy biegnie ona równolegle do ulic Polarnej i A. Asnyka, za przystankiem osobowym Katowice Piotrowice skręca na południe, przecinając dwupoziomowo ulicę T. Kościuszki, a na jednym poziomie ulicę gen. Z. Waltera-Jankego[181],
- Linia kolejowa nr 140 Katowice Ligota – Katowice Piotrowice – Nędza; linia pierwszorzędna znaczenia lokalnego[180]; w granicach dzielnicy jest linią jednotorową i zelektryfikowaną; odbywa się na niej ruch pasażerski i towarowy; biegnie wzdłuż ulic Polarnej i A. Asnyka równolegle do linii nr 139, za przystankiem Katowice Piotrowice kieruje się do Mikołowa[182],
- Linia kolejowa nr 142 Katowice Ligota – Katowice Ochojec – Tychy; linia pierwszorzędna znaczenia lokalnego[180]; jednotorowa i zelektryfikowana; w Piotrowicach-Ochojcu od strony Katowic Ligoty biegnie początkowo na południe, skręcając przed Ślepiotką w kierunku północno-zachodnim i przecinając w Ochojcu dwupoziomowo ulicę T. Kościuszki i jednopoziomowo ulicę Z. Waltera-Jankego – przy tej ostatniej znajduje się posterunek odgałęźny Katowice Ochojec; w dalszym ciągu linia skręca w stronę południowo-wschodnią do Murcek[183],
- Linia kolejowa nr 171 Dąbrowa Górnicza Towarowa – Panewnik; linia drugorzędna znaczenia państwowego; prowadzony jest na niej wyłącznie ruch towarowy[180]; linia ta stanowi częściowo granicę pomiędzy Piotrowicami-Ochojcem i Brynowem częścią wschodnią-Osiedlem Zgrzebnioka, biegnąc w sąsiedztwie Centrum Przesiadkowego Brynów[184],
- Linia kolejowa nr 652 Katowice Muchowiec – Katowice Murcki; linia miejscowa znaczenia państwowego[180]; linią kursują wyłącznie pociągi towarowe; jest to jednotorowy, zelektryfikowany łącznik otaczający od zachodu zespół przyrodniczo-krajobrazowy „Źródła Kłodnicy” i przecina dwupoziomowo ulicę 73 Pułku Piechoty w pobliżu tartaku[185],
- Linia kolejowa nr 653 Katowice Muchowiec – Katowice Ochojec KOc; linia miejscowa znaczenia państwowego[180]; linia ta przed sierpniem 2014 roku została zlikwidowana (pozostawała w takim stanie w grudniu 2022 roku) i łączyła podg Katowice Ochojec i dawną stację Katowice Muchowiec, przecinając jednopoziomowo ulicę 73 Pułku Piechoty w pobliżu skrzyżowania z ulicą Rzepakową[186],
- Linia kolejowa nr 706 Katowice Muchowiec – Katowice Ochojec KOc1; linia miejscowa znaczenia państwowego[180]; była to zlikwidowana przed 2018 rokiem łącznica[187],
- Linia kolejowa nr 898 Staszic – KWK Staszic; jest to obsługiwana w ruchu towarowym łącznica, znajdująca się we wschodniej części dzielnicy na granicy z Murckami i Giszowcem; prowadzi w kierunku ruchu „Staszic” kopalni „Staszic-Wujek”[188].

W Piotrowicach w rejonie ulic Armii Krajowej i A. Asnyka znajduje się przystanek osobowy Katowice Piotrowice, położony w ciągu dwóch linii kolejowych: 139 (7,75 km osi) i 140 (1,66 km osi). Wyposażony jest on w dwa perony (łącznie trzy krawędzie peronowe) z wiatami. Budynek dworca kolejowego na przystanku został zaadaptowany na inne cele, a kasy biletowe zlikwidowano. Na przystanku tym według rozkładu ważnego w okresie od 11 grudnia 2022 roku do 11 marca 2023 roku zatrzymywały się wyłącznie pociągi spółki Koleje Śląskie. Głównymi kierunkami połączeń w tym czasie były stacje i przystanki: Chałupki, Częstochowa, Katowice, Oświęcim, Racibórz, Sosnowiec Główny, Tychy Lodowisko, Wisła Głębce, Zwardoń i Żywiec.
W Ochojcu przy ulicy gen. Z Waltera-Jankego na wysokości skrzyżowania z ulicą Fabryczną znajduje się posterunek odgałęźny Katowice Ochojec, będący w przeszłości także przystankiem osobowym. Przecinają się tutaj dwie linie kolejowe: nr 142 (1,84 km osi) i 653 (1,92 km osi). Przystanek składał się on dawniej z dwóch peronów – łącznie dwa krawędzie peronowe. Dworzec kolejowy został zaadaptowany do innych celów. Ruch pasażerski na nim został zawieszony w 2000 roku.

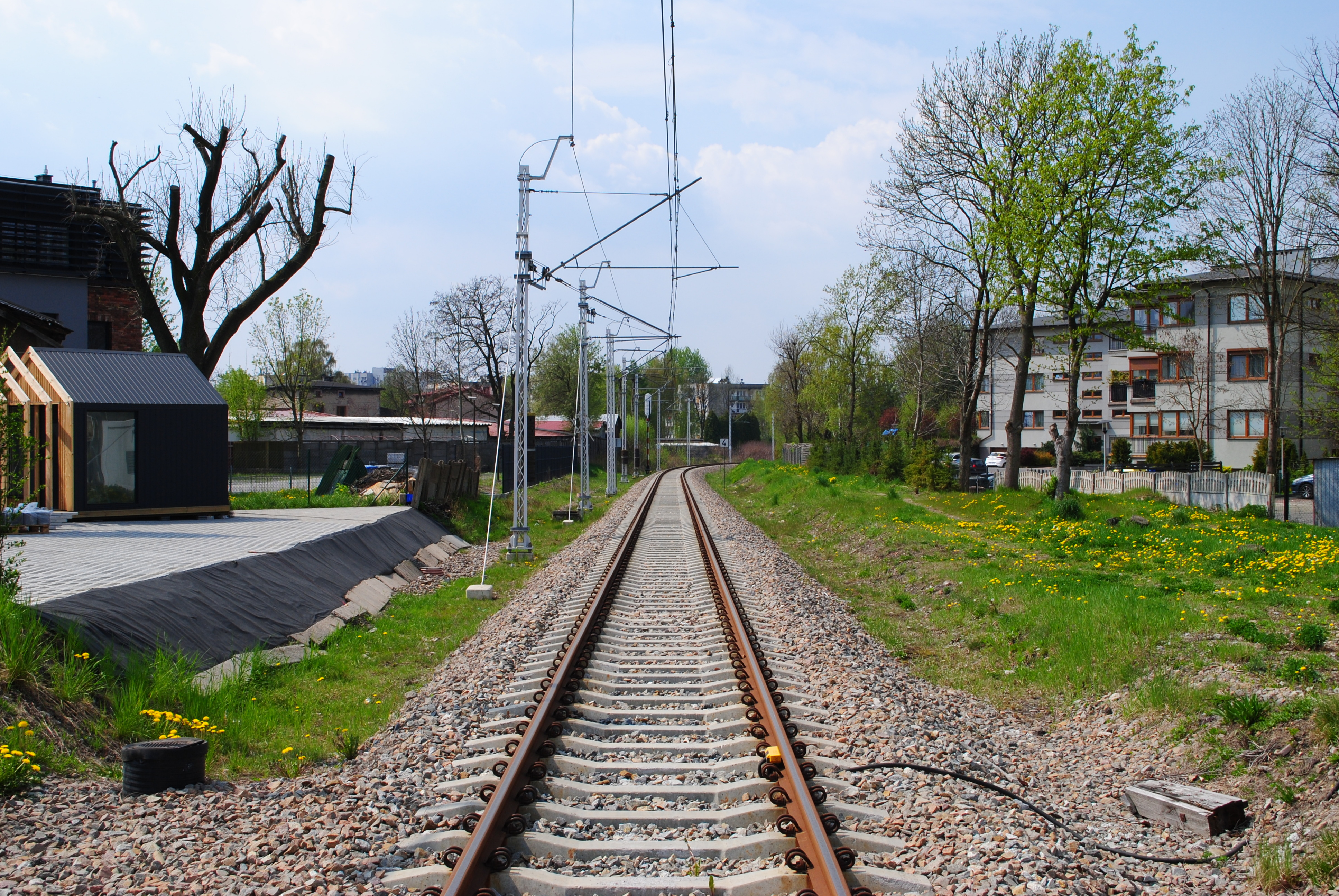
Fragment linii kolejowej nr 142 w Ochojcu; widok w kierunku stacji kolejowej Katowice Ligota

Pierwsza linia kolejowa w Piotrowicach-Ochojcu wybudowało Towarzystwo Kolei Górnośląskiej, a była to linia prowadząca do kopalni „Emanuelssegen” (późniejsza kopalnia „Murcki”) w Murckach z Katowic przez Ligotę i Ochojec (współczesna linia kolejowa nr 142). Linię tę otwarto 1 grudnia 1852 roku i została wydzierżawiona raciborskiej Kolei Wilhelma. Spółka ta zrealizowała za to linię kolejową z Nędzy przez Rybnik, Mikołów, Piotrowice do Ligoty, przez co połączono ją z liniami Kolei Górnośląskiej. Odcinek pomiędzy Mikołowem a Ligotą (obecna linia kolejowa nr 140) oddano do użytku 20 grudnia 1858 roku (bądź 30 kwietnia 1856 roku), a przystanek kolejowy w Piotrowicach dopiero w 1895 roku (bądź w 1894). Przystanek ten posiadał jeden peron do czasu przemianowania go na stację handlową IV klasy w 1912 roku, kiedy to oddano do użytku łącznik do stacji Tychy. Znajdował się wówczas po wschodniej stronie obecnej ulicy Armii Krajowej, przy peronie postawiono budynek dróżnika. Koleje na terenie całych Prus zostały w 1884 roku upaństwowione, w tym wszystkie linie kolejowe na terenie dzielnicy. W ramach rozbudowy sieci kolejowej, 2 listopada 1912 roku oddano do użytku trasę kolejową Ligota – Piotrowice – Podlesie – Tychy (obecną linię kolejową nr 139). Linia ta znacznie skróciła drogę z Katowic w kierunku Pszczyny.

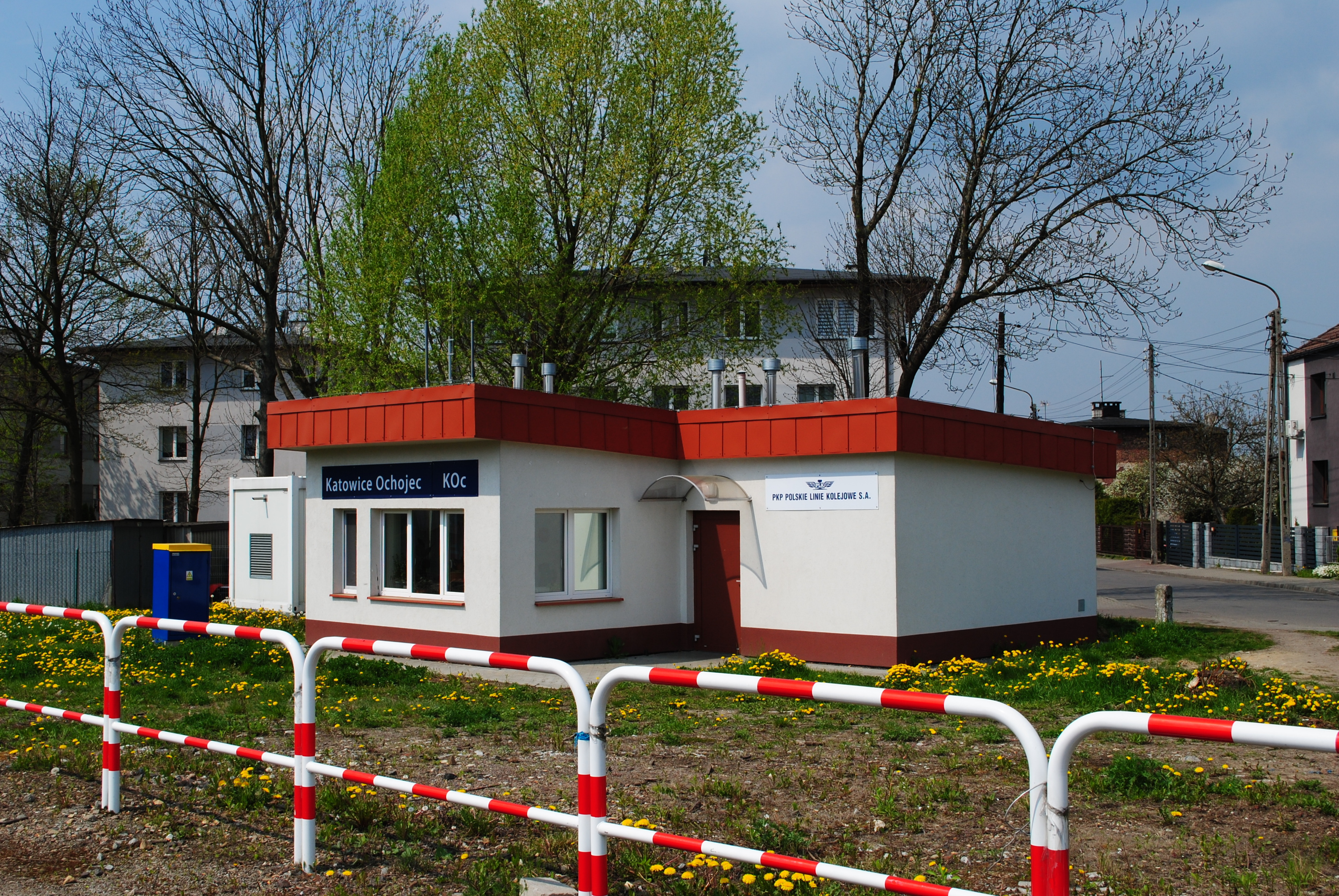
Budynek nastawni KOc

W okresie międzywojennym, w 1923 roku w Piotrowicach otwarto warsztaty naprawy taboru, a w 1932 roku w Ochojcu oddano do użytku przystanek kolejowy na obecnej linii kolejowej nr 142. Zatrzymywały się tam pociągi osobowe łączące Katowice i Tychy przez Murcki i Kostuchnę. Przystanek ten zamknięto w 1995 (bądź 2000) roku wraz z likwidacją nierentownych połączeń kolejowych
W czasie II wojny światowej, w celach militarnych powstał drugi tor na trasie Ligota – Tychy. W czasach Polski Ludowej przeprowadzono szereg inwestycji modernizacyjnych sieci w rejonie Piotrowic-Ochojca. 4 marca 1961 roku linię nr 142 Katowice Ligota – Katowice Ochojec – Tychy zelektryfikowano, w 1963 roku linię nr 139 na odcinku Katowice – Katowice Piotrowice – Bielsko-Biała Główna przebudowano na dwa tory, a także zelektryfikowano, w 1977 roku zelektryfikowano trasę nr 140 Katowice Ligota – Katowice Piotrowice – Mikołów.
Największy ruch pociągów przez Piotrowice-Ochojec odbywał się pod koniec lat 80. XX wieku. W latach 90. XX wieku liczba połączeń zmalała kosztem wzrostu udziału transportu samochodowego. W latach 1999–2001 roku w ciągu ulicy Armii krajowej wybudowano tunel pod torami kolejowymi, gdyż istniejący w tym miejscu przejazd kolejowy był niewydolny.
Kasę biletową w Piotrowicach zlikwidowano w latach 2000., a sam dworzec kolejowy z biegiem czasu został zaniedbany. Po 2010 roku budynek dworca kolejowego na przystanku Katowice Piotrowice został wyremontowany, działał w nim Teatr Żelazny. Teatr w budynku zaczął działać w 2014 roku, w sierpniu 2022 roku podjęto decyzję o przeniesieniu teatru na Załęże.

### Transport rowerowy

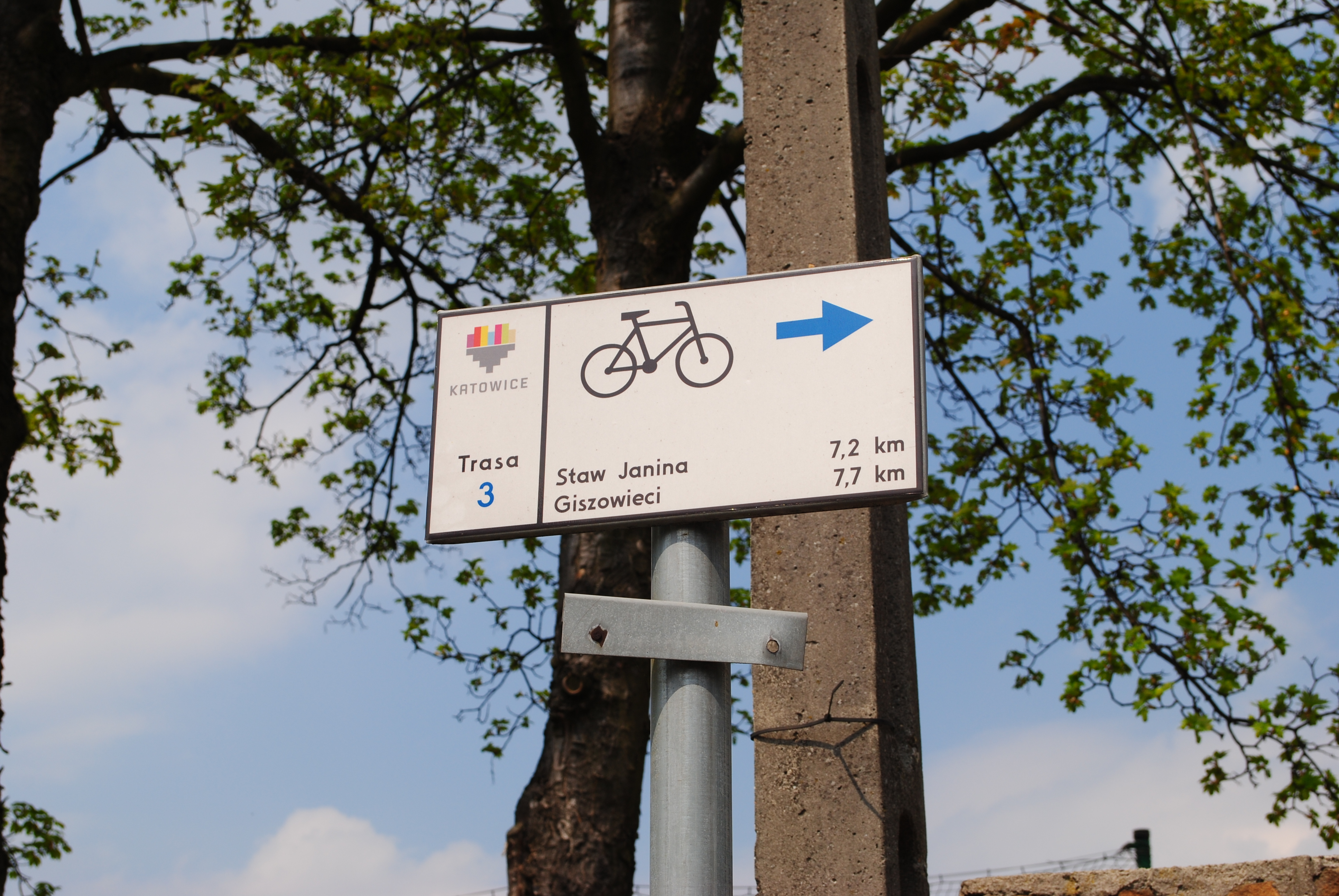
Tablica z oznaczeniem niebieskiego szlaku rowerowego nr 3 w rejonie skrzyżowania ulic gen. Z. Waltera-Jankego i Armii Krajowej

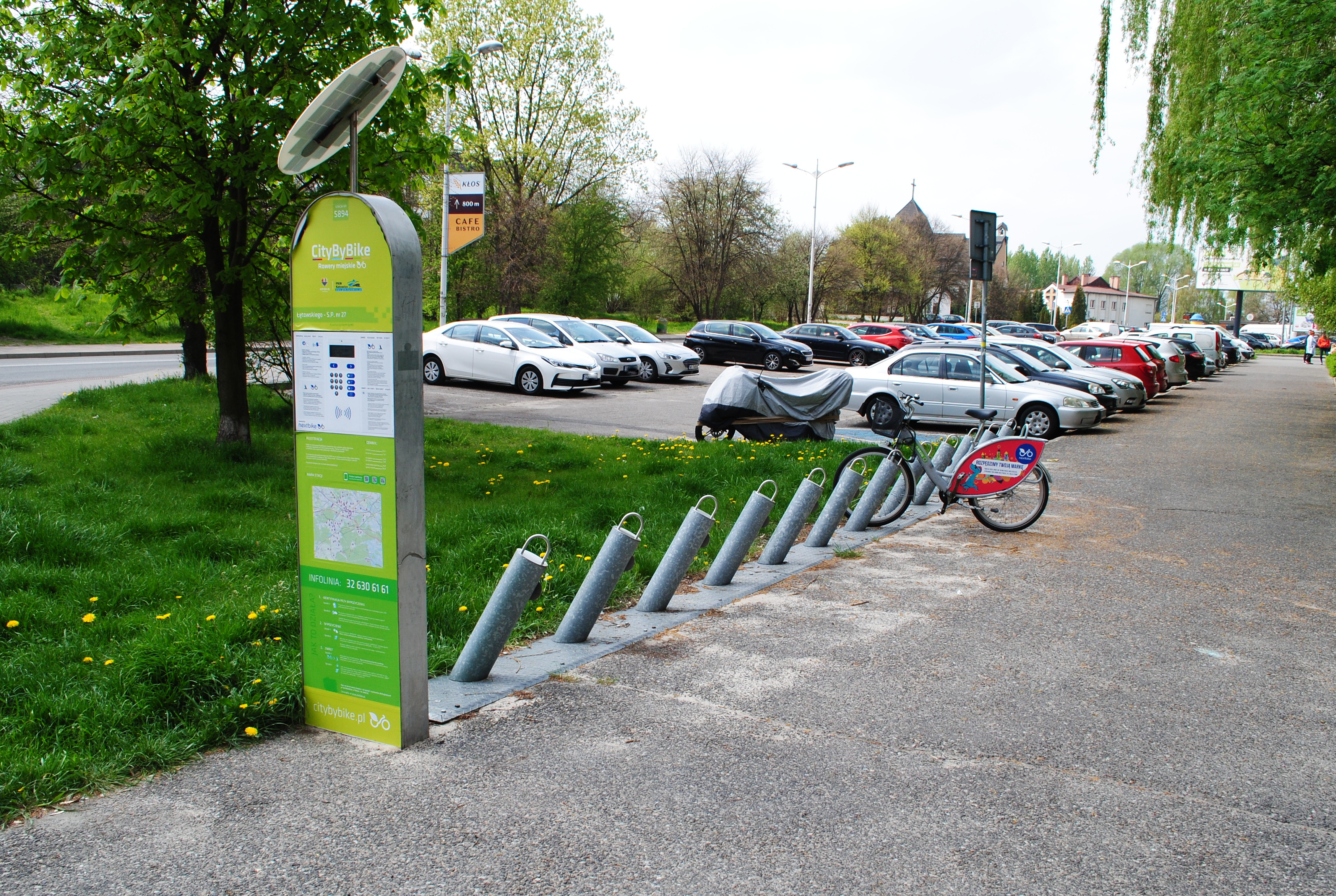
Stacja miejskiej wypożyczalni rowerów City by bike Łętowskiego – S.P. nr 27 na osiedlu Odrodzenia

Sieć infrastruktury rowerowej na terenie Piotrowic-Ochojca koncentruje się w ciągu części głównych i ważniejszych ulic dzielnicy. Sieć ta według docelowej sieci tras rowerowych opublikowanej przez Urząd Miasta Katowice jest w stanie z końca 2022 roku częściowo rozwinięta – brakującymi fragmentami są m.in. trasy okalające zurbanizowaną część dzielnicy od wschodu i ciąg rowerowy w ciągu ulicy B. Prusa. Drogi w zurbanizowanej części Piotrowic-Ochojca są przewidziane jako trasy o funkcji transportowej, a drogi w lasach mają funkcję rekreacyjną.
Pod koniec 2022 roku na terenie Piotrowic-Ochojca istniały następujące rodzaje dróg rowerowych:
- drogi dla rowerów – wzdłuż ulicy gen. Z. Waltera-Jankego na odcinku pomiędzy ulicami Barcelońską i Policyjną oraz rejony ulic Szewskiej i Ziołowej (trasy w nawierzchni asfaltowej), wzdłuż ulicy Rzepakowej na odcinku od skrzyżowania z ulicą Z. Waltera-Jankego do skrzyżowania z ulicą Kolejową (trasa w kostce brukowej), rejon Centrum Przesiadkowego Brynów (trasa w asfalcie) i wzdłuż ulicy M. Radockiego na odcinkach pomiędzy ulicami: Jaworową – Spokojną i S. Łętowskiego (południowo-wschodnie skrzyżowanie) – A. Kostki-Napierskiego oraz krótkie odcinki w rejonie ulicy Armii Krajowej, ulicy Bażantów i na zachód od osiedla Młodych,
- pasy ruchu dla rowerów – wzdłuż ulicy gen. Z. Waltera-Jankego na odcinku pomiędzy ulicami Policyjną i Braci Wiechułów,
- ciągi pieszo-rowerowe odseparowane – wzdłuż ulic: Rzepakowej (krótki fragment w rejonie skrzyżowania z ulicą Kolejową), Kolejowej i gen. Z. Waltera-Jankego (od Centrum Przesiadkowego Brynów do skrzyżowania z ulicą Ziołową), a także obustronnie na przejeździe przez ulicę T. Kościuszki w ciągu ulicy Armii Krajowej,
- ciągi pieszo-rowerowe nieodseparowane – wzdłuż ulicy M. Radockiego na odcinku pomiędzy ulicami Spokojną a Si. Łętowskiego i szlak pomiędzy ogródkami ROD „Zgoda”,
- ciągi z dopuszczalnym ruchem po chodniku – w Parku Zadole, w ciągu ulicy Armii Krajowej pomiędzy ulicami Chełmską a T. Kościuszki oraz łącznik ulicy Żurawiej z ROD „Zgoda”.

W Piotrowicach-Ochojcu funkcjonuje również część miejskiej sieci wypożyczalni rowerów miejskich – Metrorower, który zastąpił system City by bike firmy Nextbike. Według stanu z końca 2022 roku funkcjonowały tutaj łącznie 4 stacje City by bike: Armii Krajowej/Jankego, Łętowskiego – S.P. nr 27, Piotrowice V L.O. i Ligota Wczasowa.

### Miejski transport zbiorowy

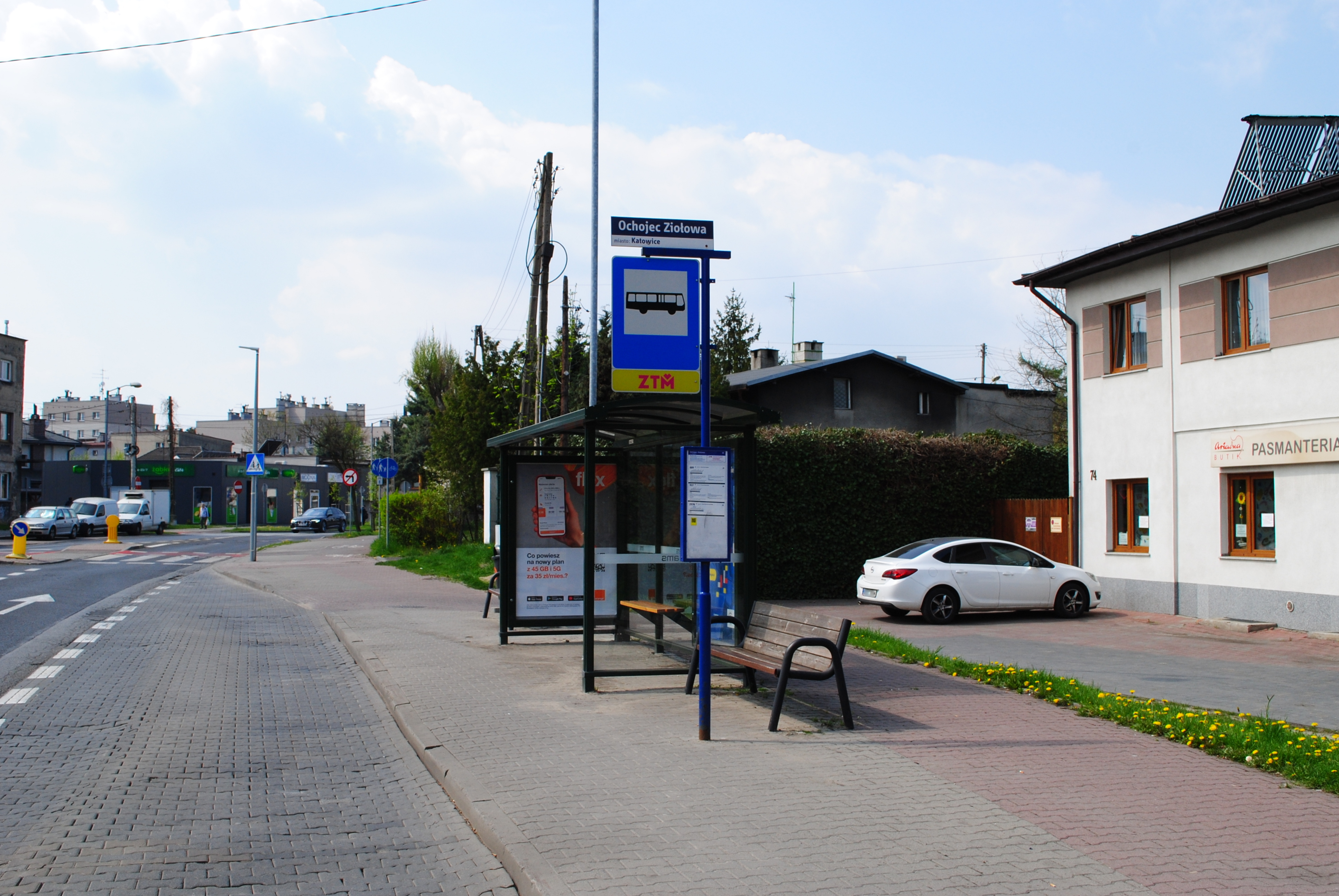
Przystanek autobusowy Ochojec Ziołowa (ul. gen. Z. Waltera-Jankego)

Organizatorem miejskiego transportu zbiorowego na terenie Piotrowic-Ochojca jest Zarząd Transportu Metropolitalnego (ZTM), który przejął obowiązki od poprzednich organizatorów 1 stycznia 2019 roku. Transport zbiorowy w granicach dzielnicy realizowany jest zarówno w formie połączeń autobusowych, którego głównym operatorem połączeń w dzielnicy jest PKM Katowice, jak i też przez tramwaje obsługiwane przez spółkę Tramwaje Śląskie.
Na terenie Piotrowic-Ochojca, według stanu z końca 2022 roku autobusy kursują głównymi ulicami dzielnicy, łącząc poszczególne jej części z innymi dzielnicami Katowic i miastami Górnośląsko-Zagłębiowskiej Metropolii. W tym czasie z czterostanowiskowego przystanku Piotrowice Skrzyżowanie kursowało 12 linii autobusowych, w tym jedna nocna. Z przystanku Ochojec Sadowa linii było 9 (w tym jedna nocna), a z przystanku Osiedle Odrodzenia Radockiego 2 (w tym jedna nocna). Najważniejsze przystanki autobusowe na terenie Piotrowic-Ochojca to: Piotrowice Tyska, Osiedle Odrodzenia Radockiego, Ochojec Szpital, Piotrowice Skrzyżowanie i Piotrowice Dworzec PKP.

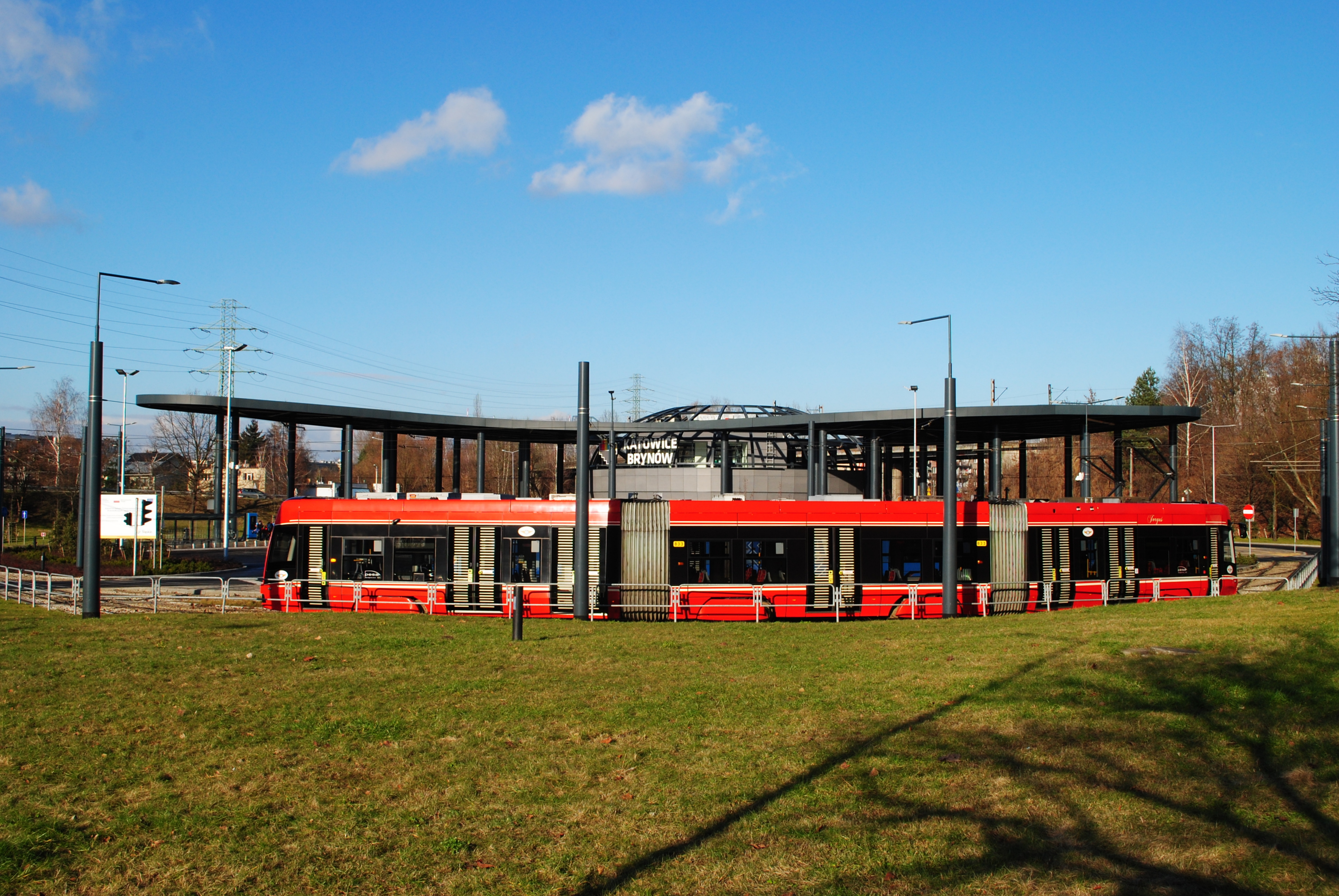
Centrum Przesiadkowe Brynów od strony południowo-wschodniej (2023)

Sieć tramwajowa w Piotrowcach-Ochojcu obejmuje wyłącznie Centrum Przesiadkowe Brynów wraz z krótkim odcinkiem torowiska w kierunku Śródmieścia Katowic. Położony jest on przy ulicy T. Kościuszki, w pobliżu granicy Piotrowic-Ochojca z dzielnicą Brynów część wschodnia-Osiedle Zgrzebnioka. Jedyny autobusowo-tramwajowy przystanek w dzielnicy – Brynów Centrum Przesiadkowe, znajduje się w miejscu dawnego przystanku Katowice Brynów Pętla. Według stanu z końca 2022 roku odjeżdżały z niego wówczas 4 linie tramwajowe, które kursowały w kierunku Śródmieścia, Zawodzia, Koszutki i Wełnowca-Józefowca. Średnio co godzinę w dni robocze kursowało z tego przystanku wówczas 16 par połączeń tramwajowych.
Połączenia autobusowe w rejonie Piotrowic-Ochojca pojawiły się już w latach międzywojennych. 16 grudnia 1938 roku Śląskie Linie Autobusowe zainaugurowały regularne połączenie autobusowe na trasie Katowice – Ochojec – Piotrowice – Kostuchna. Początkowo kursowały tą trasą trzy autobusy na dobę w dni powszechne i pięć w niedziele. Początki przechodzącej przez dzielnicę trasy tramwajowej sięgają 18 września 1947 roku, kiedy to w tym dniu oddano do użytku przedłużenie trasy tramwajowej z Parku im. T. Kościuszki do Brynowa o długości 2,1 km. Pętla tramwajowa w miejscu mijanki końcowej powstała w 1969 roku. 16 lutego 2018 roku rozpoczęto prace przygotowawcze związane z budową centrum przesiadkowego na terenie brynowskiej pętli tramwajowej. 8 grudnia 2020 roku Centrum Przesiadkowe Brynów zostało oddane do użytku.

## Architektura i urbanistyka

### Charakterystyka
Dzielnica Piotrowice-Ochojec składa się z dwóch części, tj. Piotrowic i Ochojca. Obie te części stanowią zwarty kompleks charakteryzujący się zbliżonym poziomem i sposobem zainwestowania, co jest wynikiem wspólnego rodowodu historycznego. Na zabudowę mieszkalną dzielnicy składają się budynki o różnej intensywności zabudowy i powstałe w różnym okresie historycznym. Budynki jednorodzinne oraz wielorodzinne do 3-4 kondygnacji, powstałe głównie w okresie międzywojennym, zlokalizowane są głównie w pasmach ulic: gen. Z. Waltera-Jankego, Szewskiej, Spokojnej, B. Prusa, Odrodzenia, Zbożowej, Marmurowej i Armii Krajowej. Zabudowa wielorodzinna (w tym czterokondygnacyjna i wyższa) z lat 70. i 80. XX wieku zlokalizowana jest w rejonie ulicy Głogowskiej (osiedle Targowisko) oraz w ramach zwartego kompleksu budynków wielorodzinnych osiedla Odrodzenia. Fragmenty XIX-wiecznej zabudowy zachowały się m.in. w rejonie ulicy Wojska Polskiego, a w ciągu ulicy gen. Z. Waltera-Jankego oraz Armii Krajowej zachowała się zabudowa z początku XX wieku.

### Rozwój architektoniczno-urbanistyczny

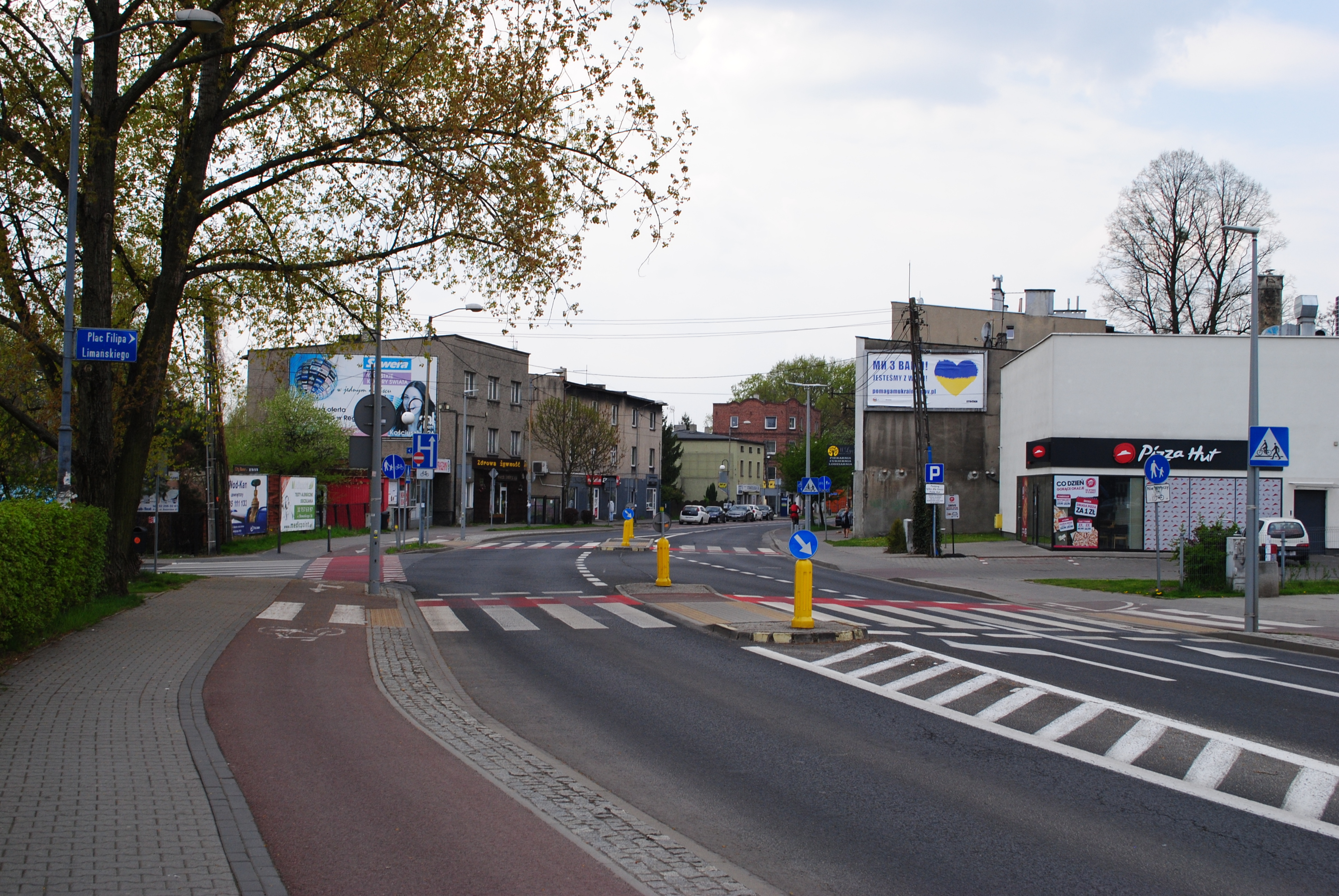
Fragment Piotrowic w rejonie ulicy gen. Z. Waltera-Jankego, składający się z zabudowy powstałej w różnych okresach historycznych

Pierwsze domy w Piotrowicach powstały w dolinie rzeki Mlecznej, a historyczne centrum osady wyznaczają ulice: Kasztanowa, Świerkowa i Wojska Polskiego. Budynki we wsi wznoszono w osi wschód-zachód, co było podyktowane przepływającą w tym rejonie Mleczną. Układ morfologiczny Piotrowic i Ochojca do 1754 roku charakteryzował się obecnością zwartej zabudowy wiejskiej w Piotrowicach, w Ochojcu i Zadolu znajdowały się młyny. Wokół wsi były pola uprawne, a pozostała część terenów dzisiejszych Piotrowic-Ochojca była zalesiona. Na rzekach znajdowały się liczne stawy (tzw. rybniki). Osadnictwo Piotrowic w XVIII i XIX wieku miało charakter skupiony.
Tradycyjne budownictwo mieszkalne z XVIII i XIX wieku w rejonie Piotrowic-Ochojca było na ogół drewniane o konstrukcji zrębowej z dwutraktowym układem wnętrza. Sień budynku budowano w środkowej osi budynków. Dachy domostw początkowo kryto strzechą, a obok domów drewnianych stawiono także budynki murowane z cegły lub kamienia. Dachy tych drugich budynków kryto dachówką. Drewniana zabudowa zaczęła ustępować murowanej przede wszystkim od połowy XIX wieku, po wprowadzeniu w życie administracyjnego zakazu budowy z drewna celem lepszej ochrony przeciwpożarowej. Murowano tutaj przede wszystkim z cegły, a w rejonie Piotrowic i Podlesia używano do budowy także kamienia wapiennego jako budulca uzupełniającego.
W pierwszej połowie XIX wieku w rejonie mostu na Ślepiotce znajdował się niewielki staw, a obok niego młyn istniejący już w 1736 roku. Za rzeką, w kierunku północno-wschodnim znajdował się Ochojec z domami jednorodzinnymi otoczony przez gęste lasy. Również w pierwszej połowie XIX wieku centrum Piotrowic przesunęło się w rejon krzyżowania ulic Armii Krajowej i gen. Z. Waltera-Jankego, a w 1830 roku osada liczyła łącznie 42 domy. Od II połowy XIX wieku nowa zabudowa zaczęła powstawać wzdłuż obecnej ulicy Armii Krajowej pomiędzy Piotrowicami, Kostuchną i Podlesiem. Budowano wówczas niewielkie domy mieszkalne dla robotników kopalń i hut oraz nowe murowane domy chłopskie.

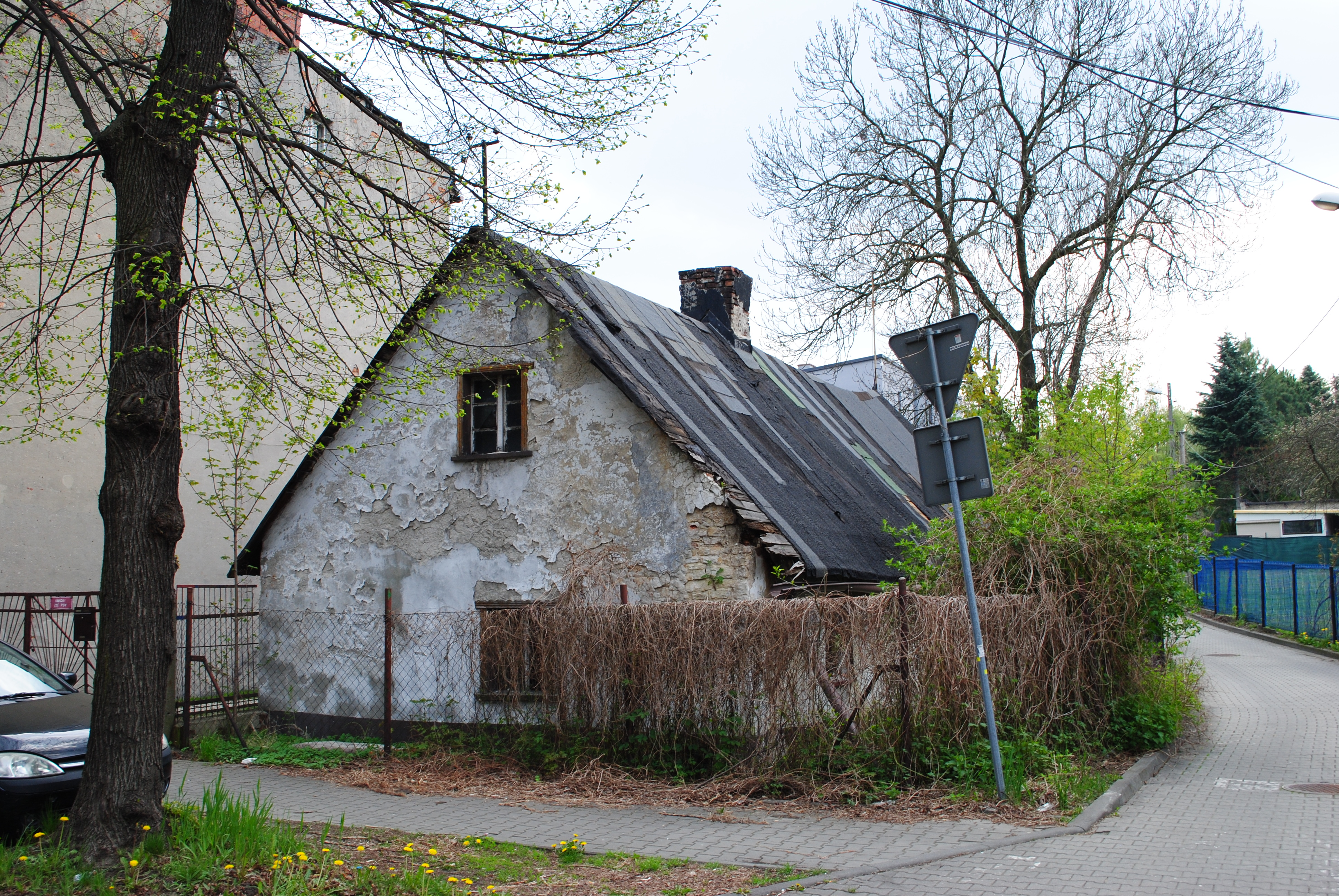
Najstarszy budynek w Piotrowicach-Ochojcu – dom wiejski przy ulicy Załogowej 1 w Piotrowicach

W drugiej połowie XIX wieku zabudowa współczesnej dzielnicy koncentrowała się głównie w Piotrowicach i częściowo nad rzeką Ślepiotką. W 1851 roku zarząd dób księcia pszczyńskiego rozpoczął działania na rzecz zbudowania nowej drogi z Mikołowa do Katowic przez Piotrowice. Budowa ta rozpoczęła się w 1879 roku, a w 1880 roku doprowadzono ją do granic powiatu pszczyńskiego na Kłodnicy. Obecnie w jej śladzie biegnie ulica Z. Waltera-Jankego, a droga ta otoczyła główną zabudowę Piotrowic od północy. Na początku XX wieku przy obecnej ulicy gen. Z Waltera-Jankego stało tylko kilka domów. Działki wzdłuż tej ulicy zaczęto dość szybko rozbudowywać w późniejszym czasie. Na mapie z 1914 roku istniały już budynki w rejonie skrzyżowania z obecną ulicą Armii Krajowej w Piotrowcach i w rejonie skrzyżowania z ulicą B. Prusa w Ochojcu.
Do najstarszych budynków, powstałych przed XX wiekiem, należą pojedyncze obiekty w różnych częściach dzielnicy, położonych przy ulicach: gen. Z. Waltera-Jankego 28, 76, 183 i 216, Leśnej 18, Wojska Polskiego 48, Załogowej 1, Grottgera 28, Kostki-Napierskiego 15 i K. Kornasa 26. Najstarszym z nich, istniejącym pod koniec 2022 roku budynkiem jest pochodzący z przełomu XIX i XX wieku wiejski dom mieszkalny przy ulicy Załogowej 1.
Na początku XX wieku w rejonie Piotrowic wraz ze wzrostem ludności zaczęto budować domy wielokondygnacyjne, murowane i otynkowane. W Ochojcu nowe domy w tym czasie powstawały przy drodze prowadzącej do Murcek w rejonie ulic Ziołowej i Zakątek (dawna kolonia Kamionka-Thor). Według mapy z 1902 roku na południe od ulicy Kolejowej działały niewielkie kamieniołomy po obydwu stronach obecnej ulicy gen. Z. Waltera-Jankego, a w rejonie Ochojca nad Ślepiotką znajdowało się kilka domów. W tym samym okresie powstała też główna część zabudowy Zadola.
| - Dom mieszkalny przy ulicy Armii Krajowej 93, powstały w latach 20./30. XX wieku - Dom przy ulicy gen. Z. Waltera-Jankego 172 - Budynek przy ulicy gen. Z. Waltera-Jankego 59 z przełomu XIX i XX wieku, w późniejszych latach przebudowany - Dom przy ulicy B. Prusa 45 z przełomu XIX i XX wieku |

Domy na wiejskich terenach Ochojca, Piotrowic, Podlesia, Kostuchny i Zarzecza na początku XX wieku i w latach międzywojennych dysponowały skromną liczbą pomieszczeń – najczęściej posiadały sień, kuchnię i izbę (czasem dwie).

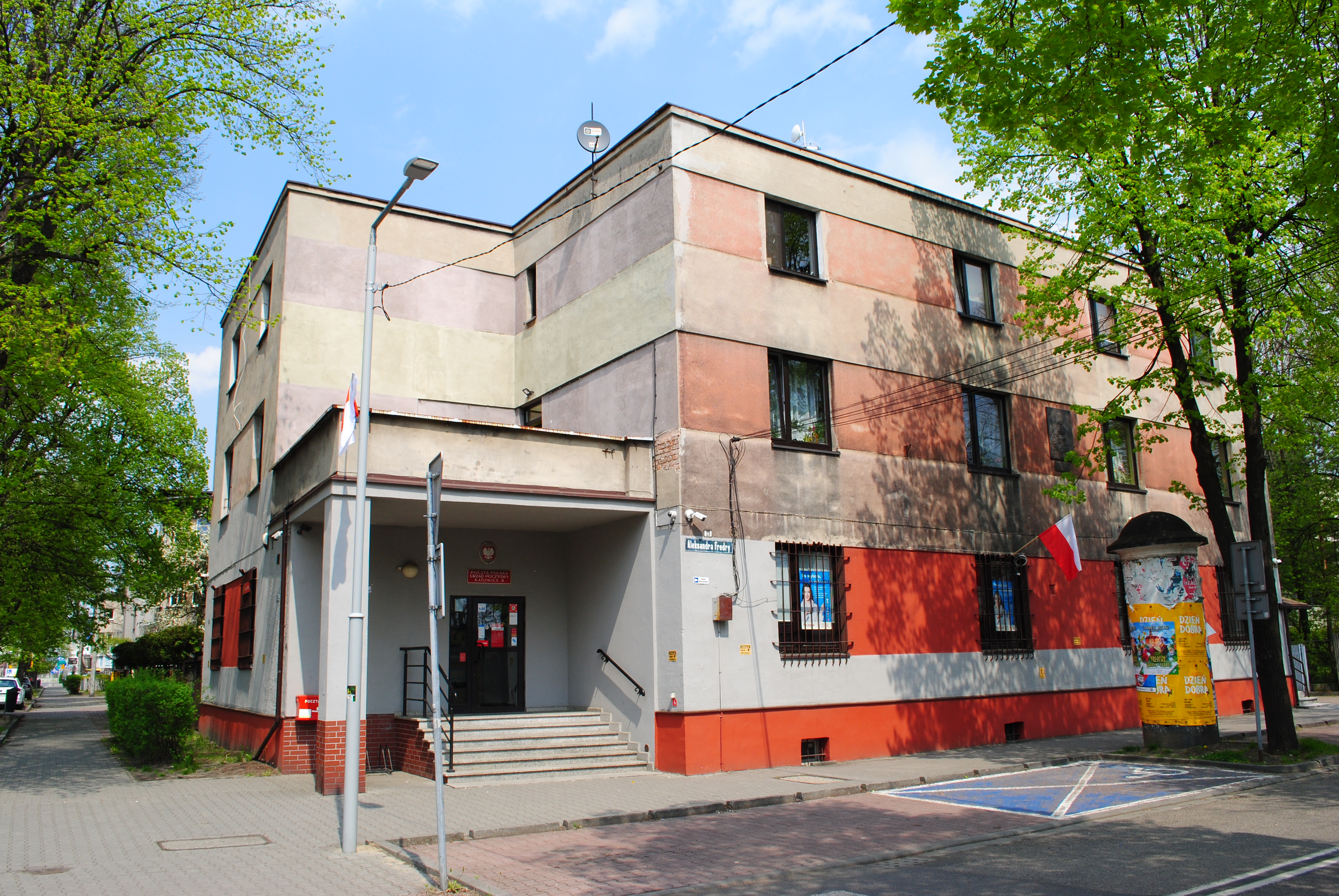
Budynek Poczty Polskiej przy ulicy A. Fredry 28 z lat 30. XX wieku

W okresie międzywojennym Piotrowice-Ochojec intensywnie się rozwijało pod względem urbanistyczno-architektonicznym. W samych Piotrowicach nowa zabudowa powstała wzdłuż dzisiejszych ulic Armii Krajowej i gen. Z. Waltera-Jankego. W rejonie obecnej ulicy Armii Krajowej powstały domy jedno- lub kilkurodzinne, często z przylegającymi budynkami gospodarczymi i ogródkami. W latach międzywojennych przy skrzyżowaniu obecnych ulic Armii Krajowej i gen. Z. Waltera-Jankego powstał tzw. „rynek”. Następowała też ekspansja osadnictwa wiejskiego na zewnątrz istniejących wsi. Stopniowo wkraczała zabudowa rozproszona pomiędzy Piotrowicami, Zarzeczem, Podlesiem a Kostuchną. Najwięcej istniejących obiektów powstałych w latach 1900–1922 znajduje się w historycznym centrum Piotrowic (rejon ulic: A. Grottgera, gen. Z. Waltera-Jankego, ks. dr. S. Wilczewskiego i Wojska Polskiego) i Ochojca (rejon skrzyżowania ulic W. Prusa i gen. Z. Waltera-Jankego).

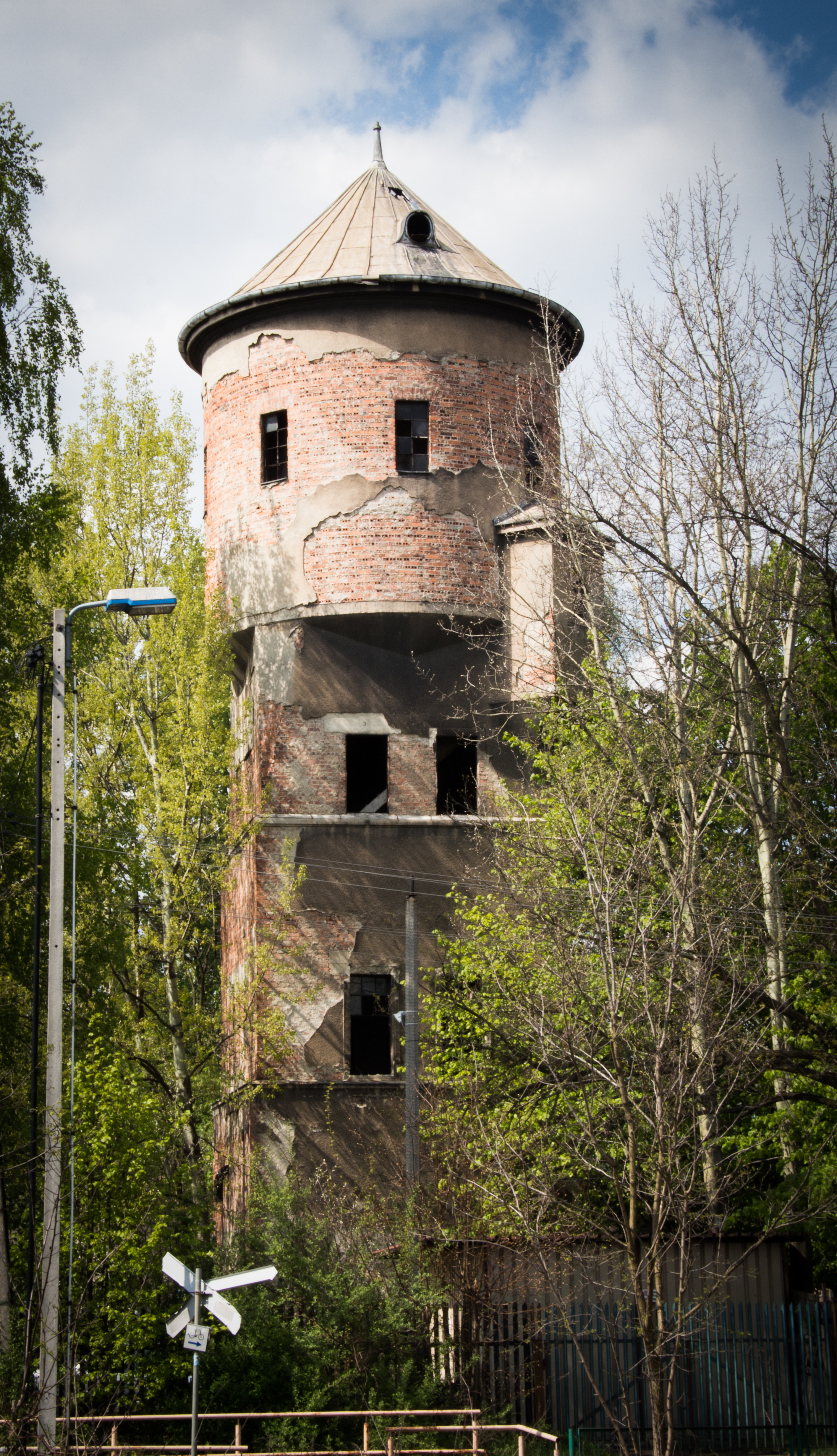
Wieża ciśnień przy ulicy A. Asnyka, znajdująca się na terenach Kolejowych Zakładów Automatyki

Przy ulicy A. Asnyka 32, na terenach Kolejowych Zakładów Automatyki znajdują się dawne budynki przemysłowe Zakładów Naprawczych Taboru Kolejowego, w tym wieża ciśnień. Zabudowa ta powstała w latach międzywojennych, z czego dla samej wieży procedurę jej budowy wszczęto w grudniu 1927 roku. Wieża ta pozostaje nieużytkowana.
Kościół pw. św. Jacka w Ochojcu znajdujący się przy ulicy Leśnej 14 zaczęto budować w 1938 roku, a rok później budowę tę przerwano. Zgodę na dokończenie budowy parafia uzyskała dopiero 7 grudnia 1970 roku. Zdecydowano się wówczas na nową koncepcję dokończenia rozbudowy, którą opracował architekt Mieczysław Król. Powiększoną świątynie poświęcił 15 czerwca bp Herbert Bednorz. Obecna ochojecka świątynia jest kościołem halowym, z kaplicami i salkami w bocznych częściach. Prezbiterium kościoła urządzono według posoborowych dyspozycji.

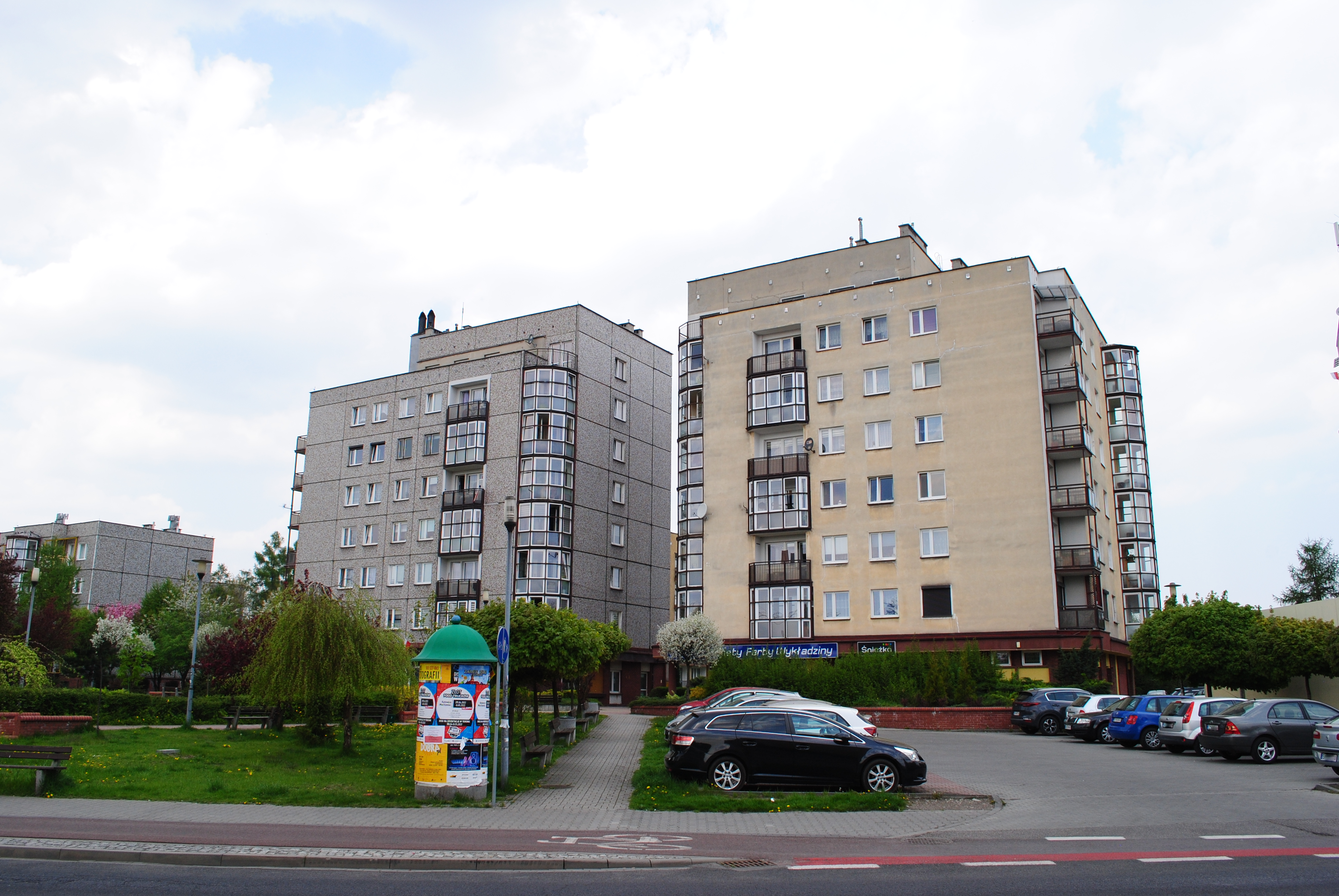
Fragment osiedla Targowisko, widzianego od strony ulicy gen. Z. Watera-Jankego

W latach 1945–1989 zmieniał się charakter Piotrowic i Ochojca na typowo miejski, a wraz z tym zagospodarowano tereny dzielnicy pod osiedla mieszkaniowe. Miejscowości te w tym okresie się zasymilowały, tereny między Ligotą a Zadolem przekształciły się w obszary przemysłowe i kolejowe. W czasach Polski Ludowej Piotrowice rozwijało się koncentrycznie wokół centrum osady i na wschód. W Ochojcu powstało szereg własnościowych domów jednorodzinnych.
Pierwsze bloki mieszkalne w Piotrowicach-Ochojcu zaczęto stawiać w drugiej połowie lat 60. XX wieku pomiędzy ulicą T. Kościuszki a ulicą Żurawią (tzw. osiedle Kolejowe). W latach 60. powstawała też zabudowa przy ulicach gen. Z. Waltera-Jankego i A. Kostki-Napierskiego. Na początku lat 60. XX wieku powstało w rejonie ulic Poziomowej i Traktorzystów przy przystanku osobowym Katowice Piotrowice osiedle domów jednorodzinnych – osiedle Młodych. Składa się ono z bliźniaczych domów jednorodzinnych.
W latach 1974–1979 przy ulicy A. Fredry 26 został wzniesiony rzymskokatolicki kościół pw. Najświętszego Serca Pana Jezusa i św. Jana Bosko. Powstał on według projektu inż. Karola Gierlotki i Franciszka Klimka, a nowy kościół zastąpił tymczasową świątynię poświęconą 26 października 1930 roku. Jest to budynek dwuskrzydłowy, wybudowany na planie kąta prostego. Ołtarz główny usytuowany jest skośnie do naw. Pod koniec 1977 roku oddano do użytku gmach ochojeckiego szpitala przy ulicy Ziołowej. Dziesięciopiętrowy budynek główny oraz pawilony zaprojektował inżynier architekt K. Przygoda.
W czasach Polski Ludowej Wydział Architektury wspólnie z KW PZPR wykonał plany wyburzenia istniejących piotrowickich domów celem budowy nowoczesnego centrum Katowic. W odpowiedzi na te zamierzenia powstały miejscowe komitety, które czyniły starania na rzecz zaniechania realizacji tych planów. W 1982 roku odstąpiono od planów wyburzeń, lecz mimo tego w tym okresie zrównano z ziemią wiele domów w rejonie Piotrowic-Ochojca. Najwięcej z nich przeprowadzono przy targowisku i w Skotnicy, gdzie powstało kolejno osiedle Targowisko i osiedle Odrodzenia.
W marcu 1977 roku przy ulicy A. Fredry i Z. Waltera-Jankego rozpoczęto budowę osiedla mieszkaniowego według projektu inż. Zygmunta Fagasa, składającego się z kilku bloków mieszkalnych. Osiedle to zostało przez mieszkańców nazwane osiedlem Targowisko z uwagi na to, iż bloki te powstały w miejscu dawnego gminnego bazaru. Na początku lat 80. XX wieku na pograniczu Piotrowic i Kostuchny, w rejonie ulic: Tyska, St. Łętowskiego, A. Kostki-Napierskiego i M. Radockiego rozpoczęto budowę osiedla Odrodzenia zaprojektowanego przez wrocławski zespół architektów przy współpracy z katowickim „Inwestprojektem”. Prace budowlane przy osiedlu rozpoczęto w 1979 roku. Było ono fragmentem założenia architektoniczno-urbanistycznego z końca lat 70. XX wieku, przewidujący budowę dużego zespołu osiedli mieszkaniowych na 120 tysięcy osób.

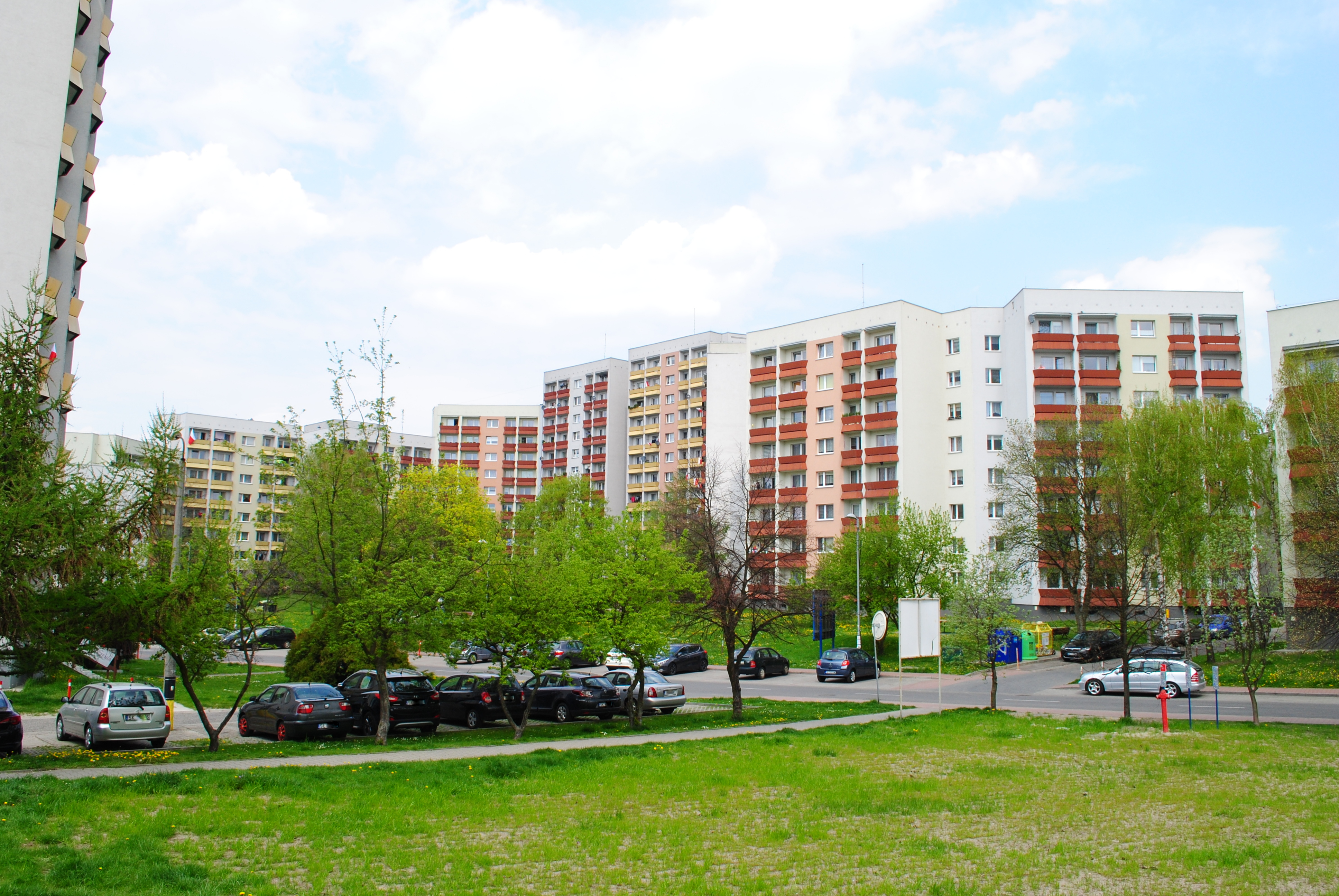
Fragment osiedla Odrodzenia

Z inicjatywy Wojewódzkiej Spółdzielni Mieszkaniowej w Katowicach podjęto decyzję o powołaniu spółdzielni dla południowych dzielnic Katowic. 22 grudnia 1979 roku zarejestrowano w Sądzie Rejonowym w Katowicach Spółdzielnię Mieszkaniową „Silesia”.
Po 1989 roku w architekturze i urbanistyce wszystkich południowych dzielnic Katowic zaznacza się trend budowy nowej zabudowy mieszkaniowej, głównie domów jednorodzinnych i szeregowych oraz osiedli mieszanych. Powstaje tutaj najwięcej deweloperskich osiedli mieszankowych w Katowicach. Nowa zabudowa harmonizuje z dotychczasową zabudową dzielnicy zwłaszcza pod względem wysokości zabudowy.
Wraz z rozwojem osadnictwa w południowych dzielnicach Katowic widoczny jest także niedorozwój dróg w stosunku do rozwijającego się tutaj budownictwa mieszkaniowego. Dodatkowo lokalizacja wielu osiedli na południu, na niezagospodarowanych dotychczas terenach wymusza stawianie tutaj obiektów usługowo-handlowych, kulturalnych i rozrywkowych. Największym tego typu obiektem jest położona nieopodal, na pograniczu dzielnic Ligota-Panewniki i Piotrowice-Ochojec Galeria Libero, której budowę ukończono w 2018 roku.

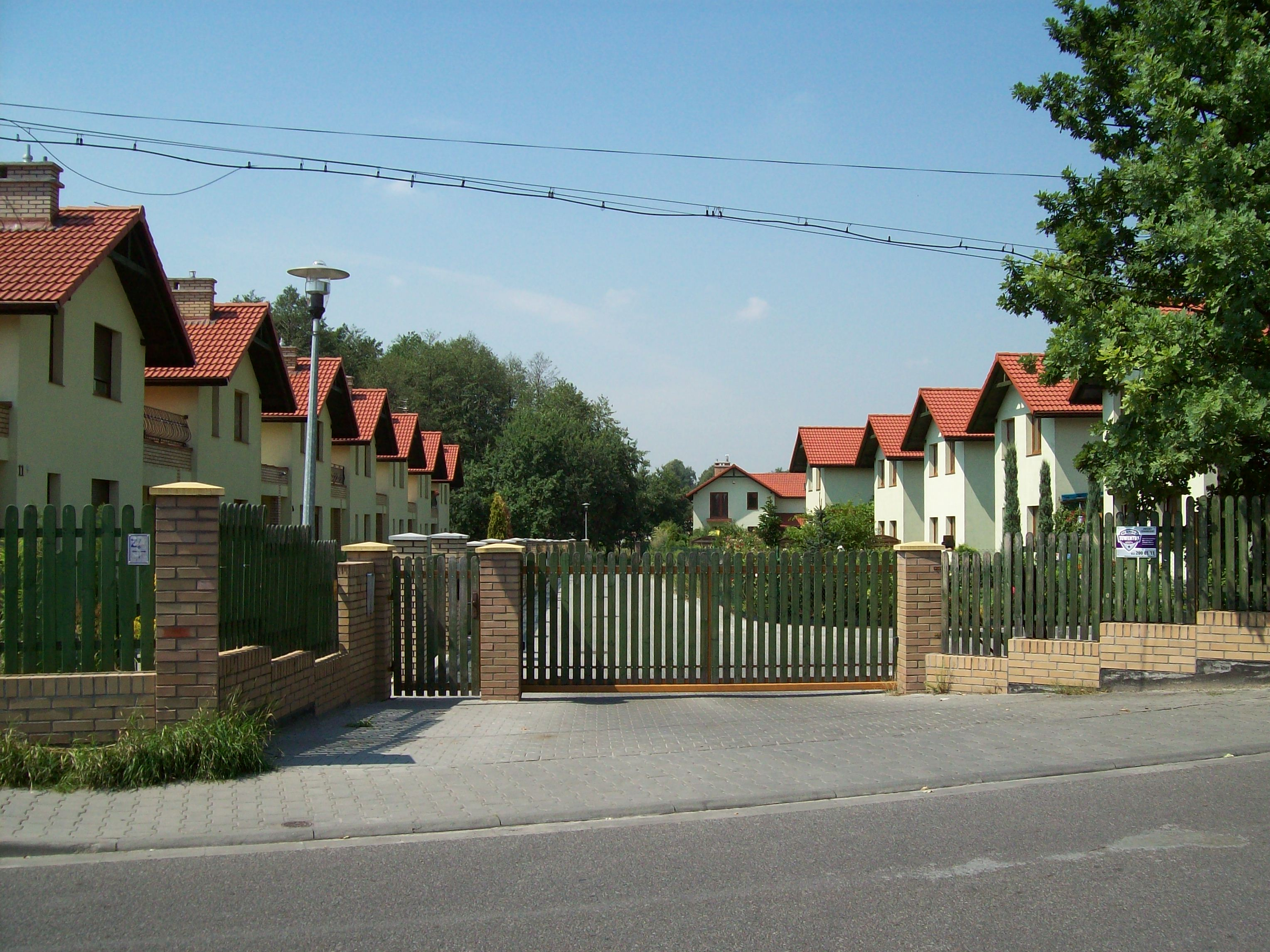
Osiedle szeregowych domów jednorodzinnych przy ulicy K. Kornasa

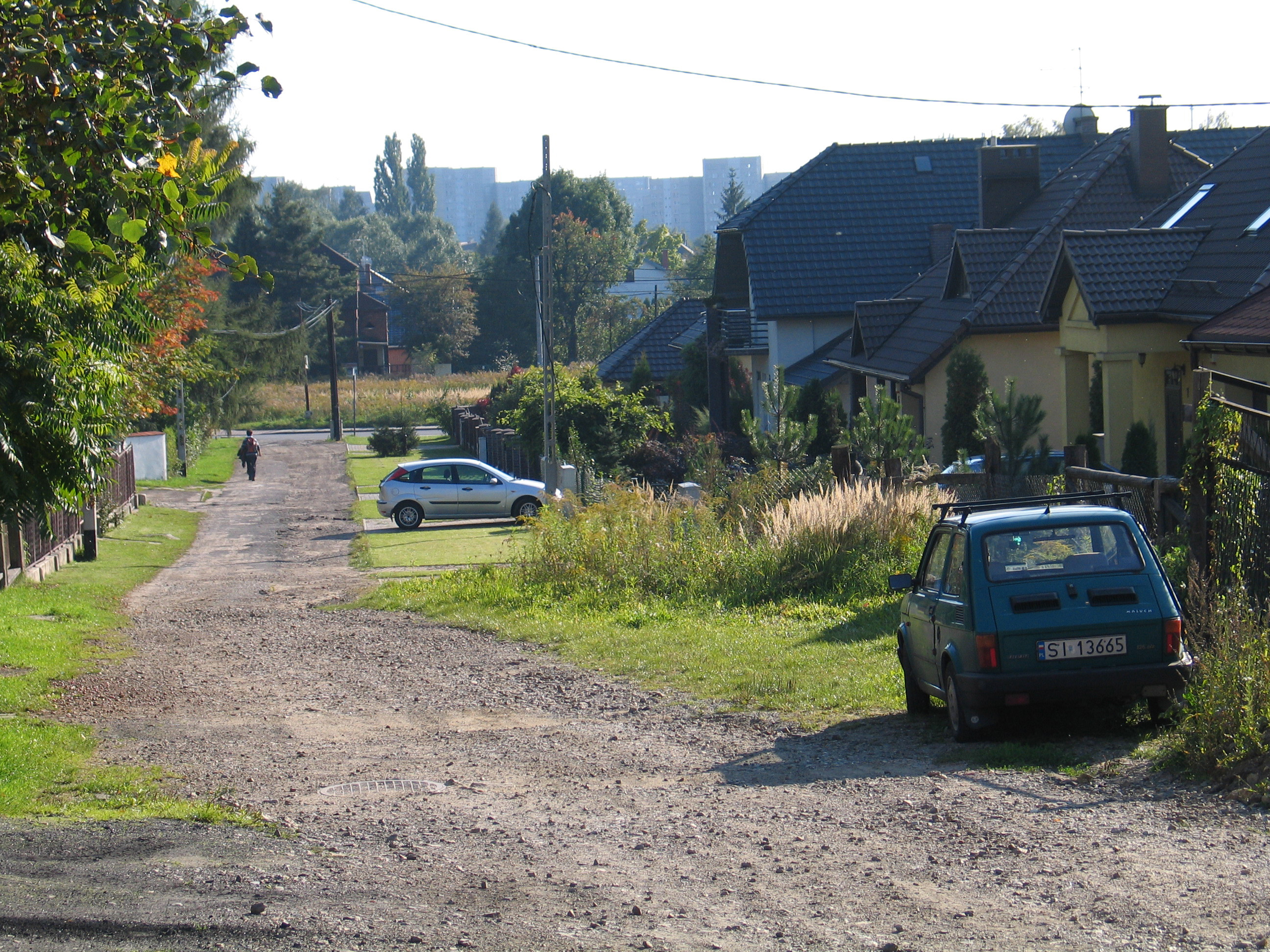
Fragment osiedla domów jednorodzinnych w Ochojcu; w tle osiedle Odrodzenia (2004)

W latach 1989–2011 w granicach dzielnicy Piotrowice-Ochojec powstały m.in. następujące inwestycje mieszkaniowe:
- Ul. K. Kornasa i Wrzosowa – osiedle zamknięte składające się z 21 jednorodzinnych domów szeregowych[233],
- Ul. K. Kempy – osiedle 13 domów bliźniaczych[233],
- Ul. ks. dr. S. Wilczewskiego – osiedle zamknięte, składające się z 10 domów jednorodzinnych w zabudowie szeregowej; inwestor: PRYM[233],
- Ul. ks. dr. S. Wilczewskiego – zespół 7 domów jednorodzinnych w zabudowie wolnostojącej; inwestor: Agnes Nieruchomości[233],
- Ul. ks. dr. S. Wilczewskiego i Kalinowa – zespół 6 domów jednorodzinnych w zabudowie bliźniaczej; inwestor: Dombud[233],
- Ul. Honorowych Dawców Krwi – 52 domy jednorodzinne w zabudowie szeregowej; inwestor: Dombud[233],
- Ul. Niska – zespół 2 budynków wielorodzinnych dwupiętrowych po 6 mieszkań; inwestor: Dombud[233],
- Ul. Działowa – zespół 10 budynków jednorodzinnych w zabudowie szeregowej; inwestor: Dombud[233],
- Ul. Działowa i Sępia – 2 zespoły po 3 domy szeregowe z garażami; inwestor: Agnes Nieruchomości[233],
- Barcelońska I i Barcelońska II (ul. Sępia i Barcelońska) – 2 zespoły zabudowy; 26 szeregowców jednorodzinnych z garażami i 41 domów w zabudowie szeregowej i bliźniaczej; inwestor: Agnes nieruchomości[234],
- Ul. Kryniczna – zespół 4 budynków w zabudowie bliźniaczej i 3 w zabudowie wolnostojącej; inwestor: PB Feniks[235].

Przy ulicy M. Radockiego 251 na osiedlu Odrodzenia znajduje się kościół pw. Najświętszego Ciała i Krwi Chrystusa. Został on wybudowany w latach 1988–2004 według projektu Jacka Leśko i Barbary Rowińskiej. W architekturze świątyni ostre linie akcentowane przez widoczne elementy konstrukcyjne są skontrastowane przez owalną mensę i falisty kształt podstawy ołtarza.

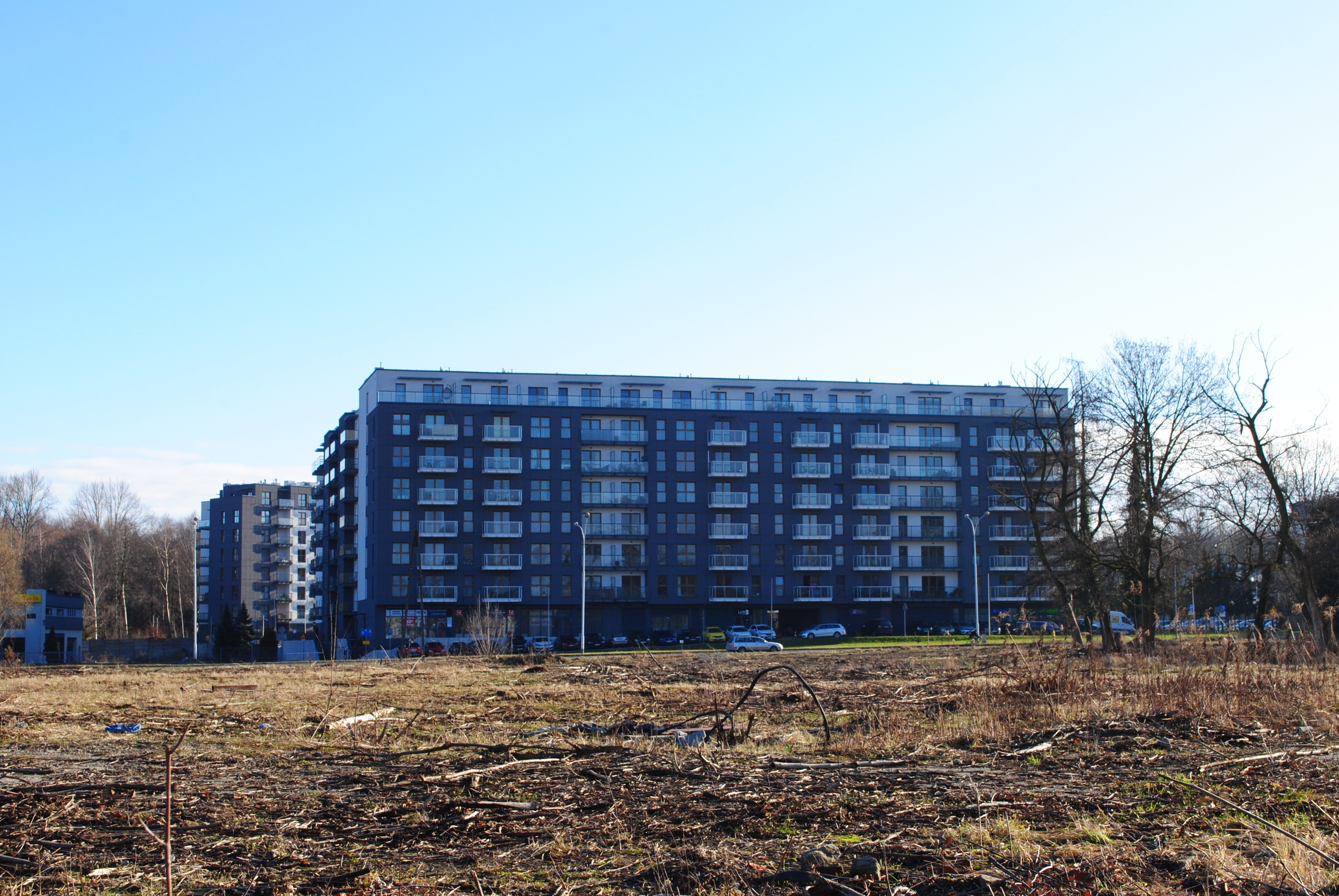
Osiedle Nowy Brynów przy ulicy Rzepakowej (2023)

29 maja 2015 roku Rada Miasta Katowice uchwaliła miejscowy plan zagospodarowania przestrzennego dla obszaru Subcentrum Południe, obejmującego tereny na granicy Piotrowic-Ochojca i Ligoty-Panewnik w rejonie skrzyżowania ulic T. Kościuszki i Kolejowej. Plan ten miał na celu przyciągnąć w tym rejonie nowe inwestycje mieszkaniowe i usługowe na dawnych terenach produkcyjno-fabrycznych, a także miał być przygotowaniem do dużych inwestycji komunikacyjnych w tym rejonie. Na tym obszarze powstało Centrum Przesiadkowe Brynów, pod koniec 2022 roku w granicach dzielnicy Piotrowice-Ochojec ukończono bądź w realizacji były dwie inwestycje mieszkaniowe:
- Osiedle Nowy Brynów – osiedle mieszkaniowe przy ulicy Rzepakowej 4, powstałe w latach 2018–2020, składające się z dwóch zespołów budynków mieszkalno-usługowych, w których powstały 492 mieszkania; inwestorem osiedla była spółka ATAL[240],
- Osiedle Dobrynów – osiedle mieszkaniowe przy ulicy Rzepakowej, którego budowa została rozpoczęta w lutym 2022 roku; zaprojektowano łącznie osiem budynków wielorodzinnych (404 mieszkania) z częścią usługową na parterze (9 lokali) i podziemną halą garażową; inwestorem jest spółka TDJ Estate[241].

### Osiedla i kolonie

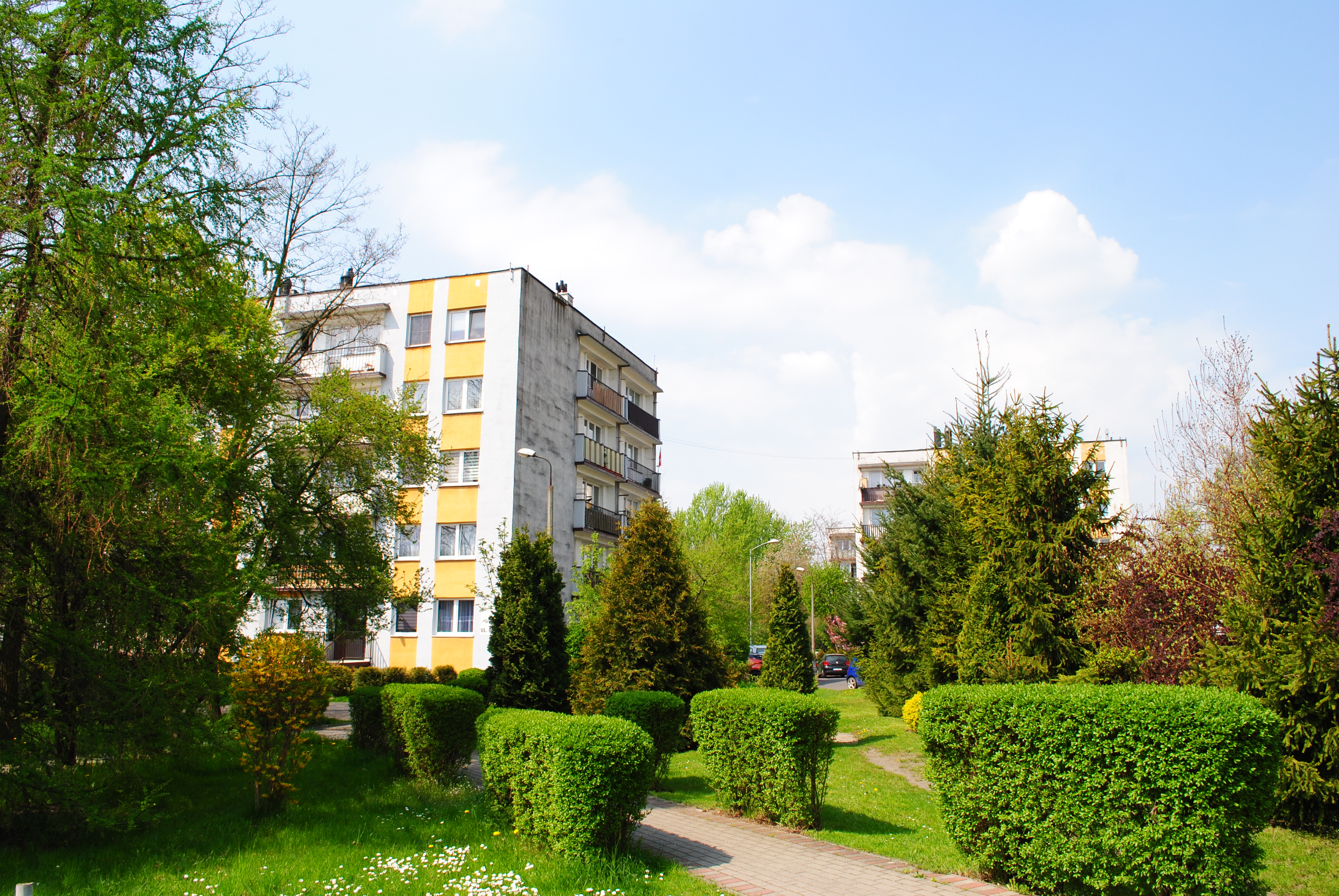
Fragment osiedla Szenwalda przy ul. B. Prusa w Ochojcu

- Osiedle Młodych – osiedle w Zadolu położone w rejonie ulic Poziomkowej, Jeżynowej, Malinowej i Traktorzystów, przy Parku Zadole; składa się ono w większości z bliźniaczych domów jednorodzinnych[78],
- Osiedle Odrodzenia – osiedle mieszkaniowe w Piotrowicach, położone w rejonie ulic M. Radockiego i St. Łętowskiego, składające się z budynków o zróżnicowanej wysokości, przy których wzdłuż głównej osi powstały: szkoła podstawowa, przedszkole, żłobek i administracja osiedla, a pawilony handlowe zlokalizowano na jej krańcach[79]; administratorem osiedla jest Spółdzielnia Mieszkaniowa „Silesia”[242],
- Osiedle Szenwalda – osiedle mieszkaniowe w Ochojcu, położone przy ulicy B. Prusa; składa się z czteropiętrowych bloków z lat 70. XX wieku[243]; administratorem osiedla jest Spółdzielnia Mieszkaniowa „Silesia”[244],
- Osiedle Targowisko – osiedle mieszkaniowe w Piotrowicach, położone w rejonie ulic: Szewskiej, Jastrzębiej, Zbożowej i Targowej[245]; składa się ono z wielokondygnacyjnych budynków mieszkalnych, a administrowane jest przez Spółdzielnię Mieszkaniową „Silesia”[246],
- Skotnica – dawna kolonia rolnicza Piotrowic, położona w południowej części dzielnicy; na jej terenie powstało osiedle Odrodzenia[247],
- Zadole – dawny przysiółek Piotrowic, położony na pograniczu Piotrowic-Ochojca i Ligoty-Panewnik, w rejonie ulic: Zadole, Śląskiej, Studenckiej, Traktorzystów, A. Asnyka, Armii Krajowej i Polarnej[248]; znaczna część zabudowy pochodzi z początku XX wieku; znajduje się tu także Park Zadole[56].

### Zabytki i obiekty historyczne

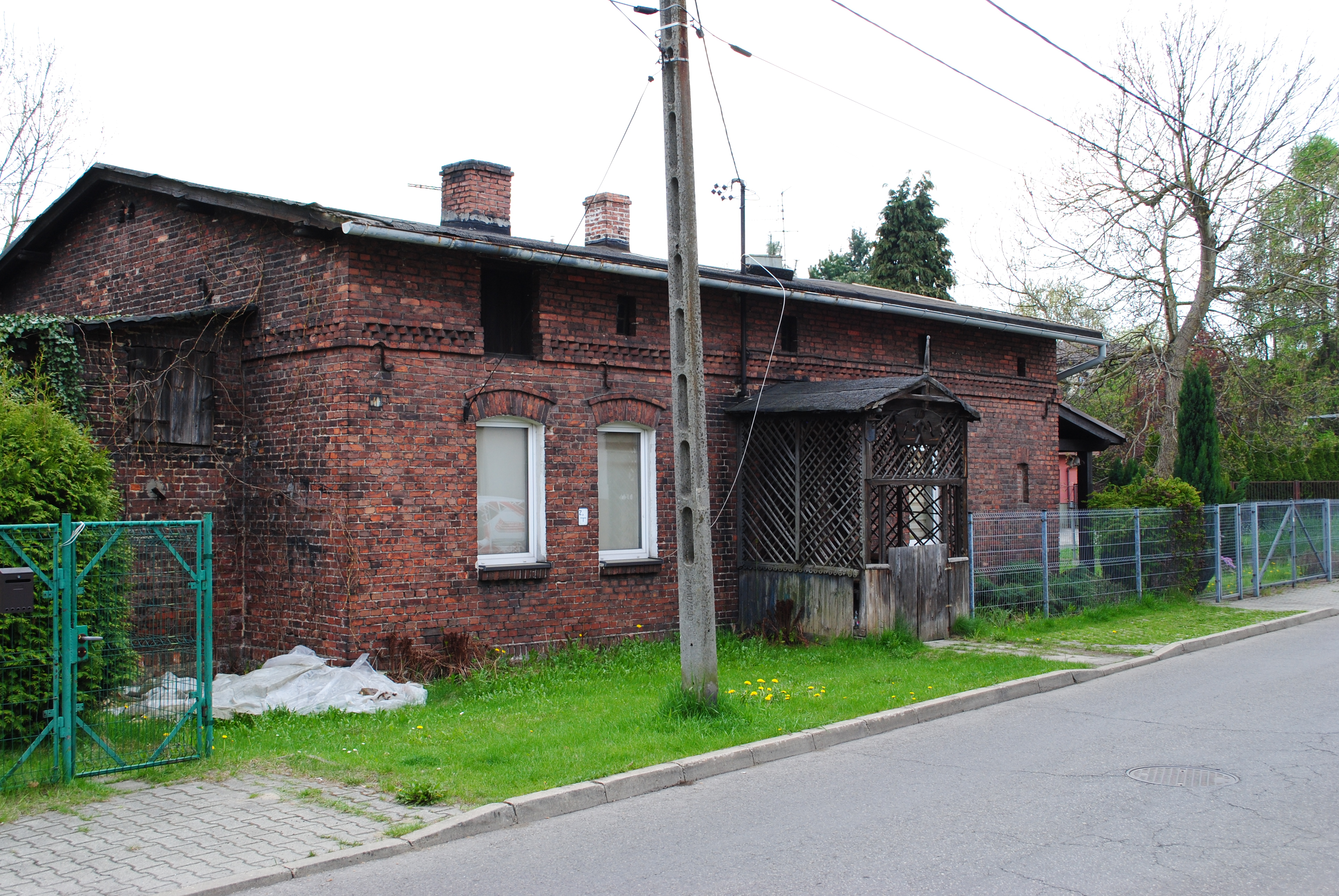
Dom mieszkalny przy ulicy Wojska Polskiego 40 w Piotrowicach, wzniesiony na początku XX wieku, z herbem górniczym nad wejściem

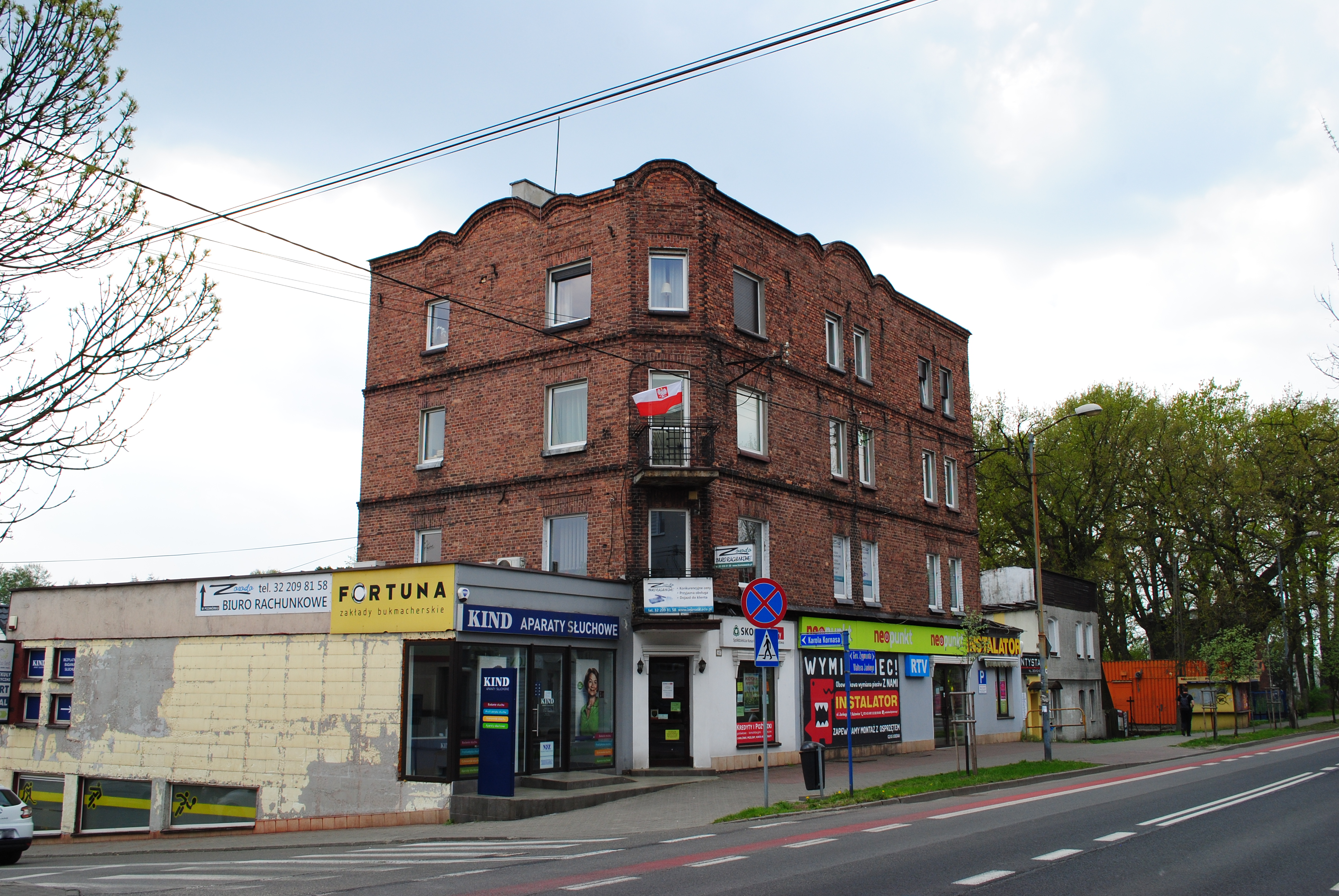
Wolnostojąca kamienica mieszkalna wraz z zapleczem gospodarczym na działce narożnej, wzniesiona w latach 30. XX wieku (ul. gen. Z. Waltera-Jankego 147, róg z ul. K. Kornasa)

Na obszarze Piotrowic-Ochojca znajdują się następujące obiekty objęte ochroną na podstawie ustaleń miejscowych planów zagospodarowania przestrzennego:
- Budynek (ul. Sarmacka 18) w stylu historyzmu ceglanego z początku XX wieku[249],
- Budynki mieszkalne (ul. Warzywna 1, 2, 3 i 4) z lat 50. XX wieku w stylu socrealizmu[249],
- Dom mieszkalno-handlowy – dawna gospoda i sala taneczna (ul. Armii Krajowej 89 / Świerkowa) z pierwszej ćwierćwieczy XX wieku[250],
- Domy mieszkalne (ul. gen. Z. Waltera-Jankego 181, 203 i 225; Kasztanowa 2; A. Kostki-Napierskiego 4; Odrodzenia 14[250]; K. Przerwy-Tetmajera 25; Wronia 12[249]),
- Domy mieszkalne z zapleczem gospodarczym (ul. Armii Krajowej 93, 94 i 95; K. Darwina 5 i 14; A. Grottgera 29, 53 i 54; gen. Z. Waltera-Jankego 59, 135, 163, 209 i 217; Kasztanowa 6; A. Kostki-Napierskiego 68 i 73[250]; K. Przerwy-Tetmajera 30; ks. dr. S. Wilczewskiego 9 i 27; Wojska Polskiego 12, 21, 32 i 40, 58; Wronia 8 i 10[249]),
- Dom wiejski – dawna gajówka wraz ze starodrzewem (polana przy Górnośląskim Centrum Medycznym w Katowicach) z początku XX wieku[250],
- Domy wiejskie (ul. Jaworowa 51 – tylny dom; A. Kostki-Napierskiego 51[250]; Policyjna 1; Załogowa 1[249]),
- Kamienice (ul. gen. Z. Waltera-Jankego 147, 227, 229, 231 i 253; Jaworowa 41 i 53; Kasztanowa 6; A. Kostki-Napierskiego 15, 17 i 20[250]; Policyjna 6; Wojska Polskiego 39[249]),
- Kościół św. Jacka (ul. Leśna / B. Prusa); przebudowany w latach 70. XX wieku[250],
- Plebania kościoła św. Jacka (ul. Leśna 14)[250],
- Willa (ul. ks. dr. S. Wilczewskiego 33) z ogrodem i garażem z lat 30. XX wieku[249],
- Wille (ul. Sienna 4 i 8) w stylu funkcjonalizmu odpowiednio z 1937 i 1935 roku[249].

Na terenie Piotrowic-Ochojca występują następujące strefy ochrony konserwatorskiej bądź obszary postulowane do ochrony:
- Cmentarz (ul. Armii Krajowej / Głuszców) – układ i zieleń nekropolii[251],
- Historyczne centrum wsi Piotrowice – zabudowa głównie mieszkaniowa z początku XX wieku i z lat międzywojennych[251],
- Zespół budynków socrealistycznych przy ulicy Warzywnej[251],
- Zespół zabudowy – domy w ogrodach z okresu międzywojennego[251].

### Pomniki, kaplice i miejsca pamięci

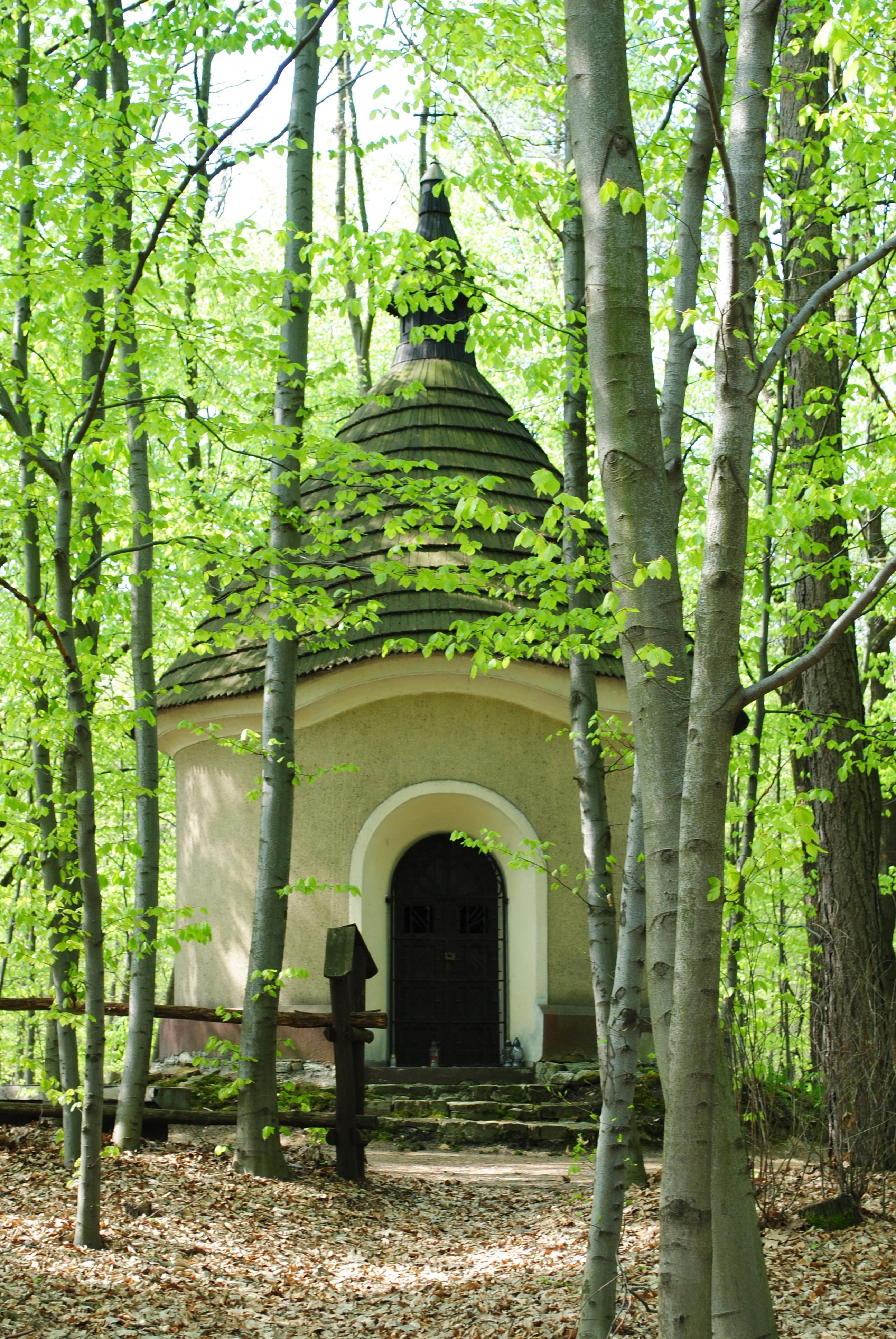
Kaplica Świętego Huberta przy ulicy 73 Pułku Piechoty na pograniczu Ochojca i Giszowca

W Piotrowicach-Ochojcu znajdują się następujące kaplice, miejsca pamięci i pomniki:
- Dęby Pamięci i tablica upamiętniająca funkcjonariuszy Policji Województwa Śląskiego zamordowanych przez NKWD w 1940 roku (na terenie Szkoły Policji w Katowicach przy ul. gen. Z. Waltera-Jankego 296); uroczystość sadzenia i odsłonięcia tablicy odbyła się 4 kwietnia 2012 roku[252],
- Groby Ryszarda Gzika i Zbigniewa Wilka (cmentarz rzymskokatolicki przy ul. Armii Krajowej), dwóch z dziewięciu górników poległych podczas pacyfikacji KWK „Wujek” 16 grudnia 1981 roku[253],
- Kaplica Matki Bożej (ul. A. Grottgera 3) z 1922 roku; we wnętrzu znajduje się tablica upamiętniająca powstańców śląskich pochodzących z Piotrowic[252],
- Kaplica św. Huberta (ul. 73 Pułku Piechoty) z 1906[254] lub 1936 roku; murowana, w kształcie rotundy; we wnętrzu m.in. obraz przedstawiający św. Huberta[255],
- Płyta upamiętniająca bohaterów poległych w walach wyzwoleńczych w latach 1919–1921 i 1939–1945 (na fasadzie budynku Zespołu Szkół Poligraficzno-Mechanicznych im. Armii Krajowej w Katowicach przy ul. Armii Krajowej 84; od strony ulicy gen. Z. Waltera-Jankego), odsłonięta 1 października 1961 roku[256],
- Pomnik prof. Leszka Gieca (ul. Ziołowa 45/47), odsłonięty po raz drugi 18 maja 2010 roku przedstawiający prof. Leszka Gieca – twórcy nowoczesnej śląskiej kardiologii[257],
- Przydrożny krzyż (ul. Armii Krajowej / Wojska Polskiego) z II połowy XIX wieku[256],
- Przydrożny krzyż (ul. Armii Krajowej; naprzeciwko gmachu Zespołu Szkół Poligraficzno-Mechanicznych im. Armii Krajowej w Katowicach) z 1909 roku, upamiętniający wypadek mężczyzny, który utopił się w studni istniejącej dawniej w miejscu krzyża[256],
- Tablica informująca o funkcjonowaniu w latach 1829–1901 pierwszej szkoły powszechnej w Piotrowicach (ul. Armii Krajowej 104; w miejscu działalności dawnej szkoły) z 2009 roku[258],
- Tablica upamiętniająca funkcjonariuszy Milicji Obywatelskiej, którzy żądali w 1981 roku powołania niezależnych związków zawodowych w milicji (na terenie Szkoły Policji w Katowicach przy ul. gen. Z. Waltera-Jankego 296) z 2011 roku[252],
- Tablica upamiętniająca Hilarego Hermana (ul. gen. Z. Waltera-Jankego 65), odsłonięta we wrześniu 1984 roku[252],
- Tablica upamiętniająca Filipa Limańskiego (ul. gen. Z. Waltera-Jankego 179)[259],
- Tablica upamiętniająca Karola Miarkę – patrona szkoły (ul. gen. Z. Waltera-Jankego 160; na fasadzie budynku Szkoły Podstawowej nr 28 im. Karola Miarki w Katowicach), odsłonięta 20 maja 2009 roku[252],
- Tablica upamiętniająca nadanie szkole przez Radę Miasta Katowice imienia Armii Krajowej (na fasadzie budynku Zespołu Szkół Poligraficzno-Mechanicznych im. Armii Krajowej w Katowicach przy ul. Armii Krajowej 84; od strony ulicy Armii Krajowej), odsłonięta 25 listopada 1999 roku[256],
- Tablica upamiętniająca prof. Arkadiusza Puchałę (ul. Policyjna 6), znajdująca się w miejscu jego narodzin i zamieszkania[253],
- Tablica upamiętniająca Henryka Sławika (ul. Spółdzielczości 21; budynek Szkoły Podstawowej nr 56 im. H. Sławika w Katowicach)[253],
- Tablica upamiętniająca Emila Wilczka (ul. St. Worcella 6; w miejscu jego śmierci), zamordowanego przez Niemców hitlerowskich 3 września 1939 roku[260][74],
- Trzy krzyże przydrożne (ul. gen. Z. Waltera-Jankego), z czego jedne z nich, przy skrzyżowaniu z ul. Szewską według tradycji upamiętnia żołnierzy szwedzkich poległych w 1644 roku; dwa kolejne są z II połowy XIX wieku i z 1933 roku[252].

| - Tablica na fasadzie budynku Zespołu Szkół Poligraficzno-Mechanicznych im. Armii Krajowej w Katowicach przy ul. Armii Krajowej 84, upamiętniająca nadanie szkole imienia Armii Krajowej - Przydrożny krzyż (ul. Armii Krajowej / Wojska Polskiego) z II połowy XIX wieku - Przydrożny krzyż w Ochojcu (ul. gen. Z. Waltera-Jankego) - Tablica upamiętniająca Filipa Limańskiego (ul. gen. Z. Waltera-Jankego 179) |

### Zagospodarowanie przestrzenne
Dzielnica Piotrowice-Ochojec charakteryzuje się stosunkowo dużym, bo około 50% udziałem terenów mieszkalnych. Koncentrują się tutaj także tereny usług reprezentowane przez duże kompleksy usług zdrowia i nauki, a także tereny produkcyjno-usługowe. Lasy zajmują 41% powierzchni dzielnicy. W Studium uwarunkowań i kierunków zagospodarowania przestrzennego miasta Katowice miasto podzielono na jednostki urbanistyczne, w tym jednostkę Piotrowice-Ochojec obejmującą główną część dzielnicy. Powierzchnia jednostki wynosi 776,65 ha i pod względem stanu faktycznego struktury użytkowania terenu w 2008 roku przeważały tereny zabudowy mieszkaniowej jednorodzinnej (144,86 ha), tereny usług (73,68), tereny komunikacji (86,57 ha), wolne tereny budowlane (76,68) i lasy (261,35 ha). Najmniej było terenów infrastruktury technicznej (7,78 ha), terenów rolnych (7,75 ha), terenów wód (3,73 ha) i nieużytków (0,12 ha).
Udział powierzchni zabudowanej w powierzchni terenów dzielnicy (działek) Piotrowice-Ochojec w 2007 roku wynosił 20%, wskaźnik intensywności zabudowy netto 0,34, średnia liczba kondygnacji wynosiła wówczas w dzielnicy 1,7. Dla samego osiedla Odrodzenia te trzy czynniki wynoszą odpowiednio 19%, 1,0 i 5,2.
W lipcu 2009 roku 24,56% powierzchni jednostki urbanistycznej Piotrowice-Ochojec było objętych miejscowymi planami zagospodarowania przestrzennego.

## Oświata

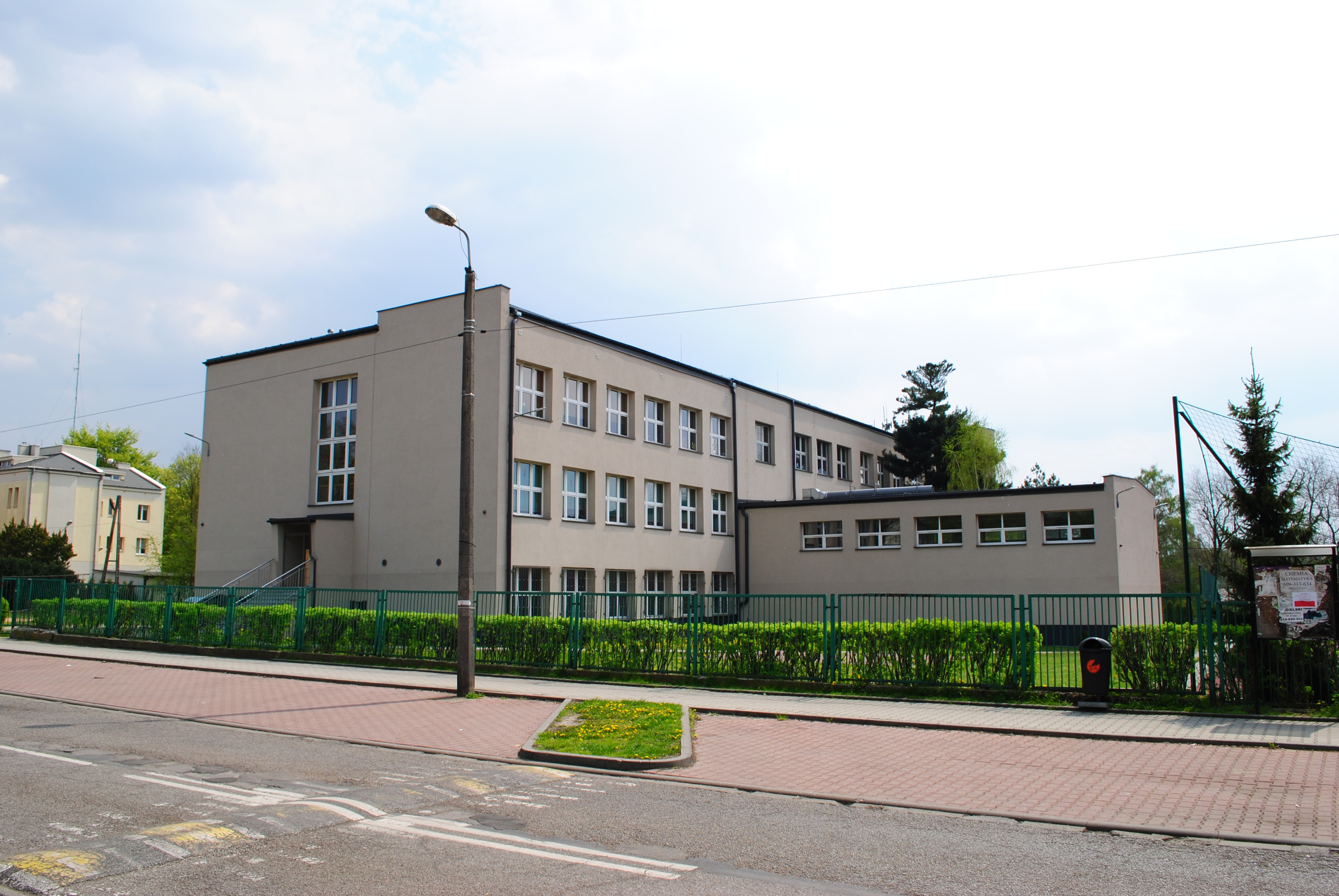
Siedziba Szkoły Podstawowej nr 28 im. Karola Miarki w Katowicach (ul. gen. Z. Waltera-Jankego 160)

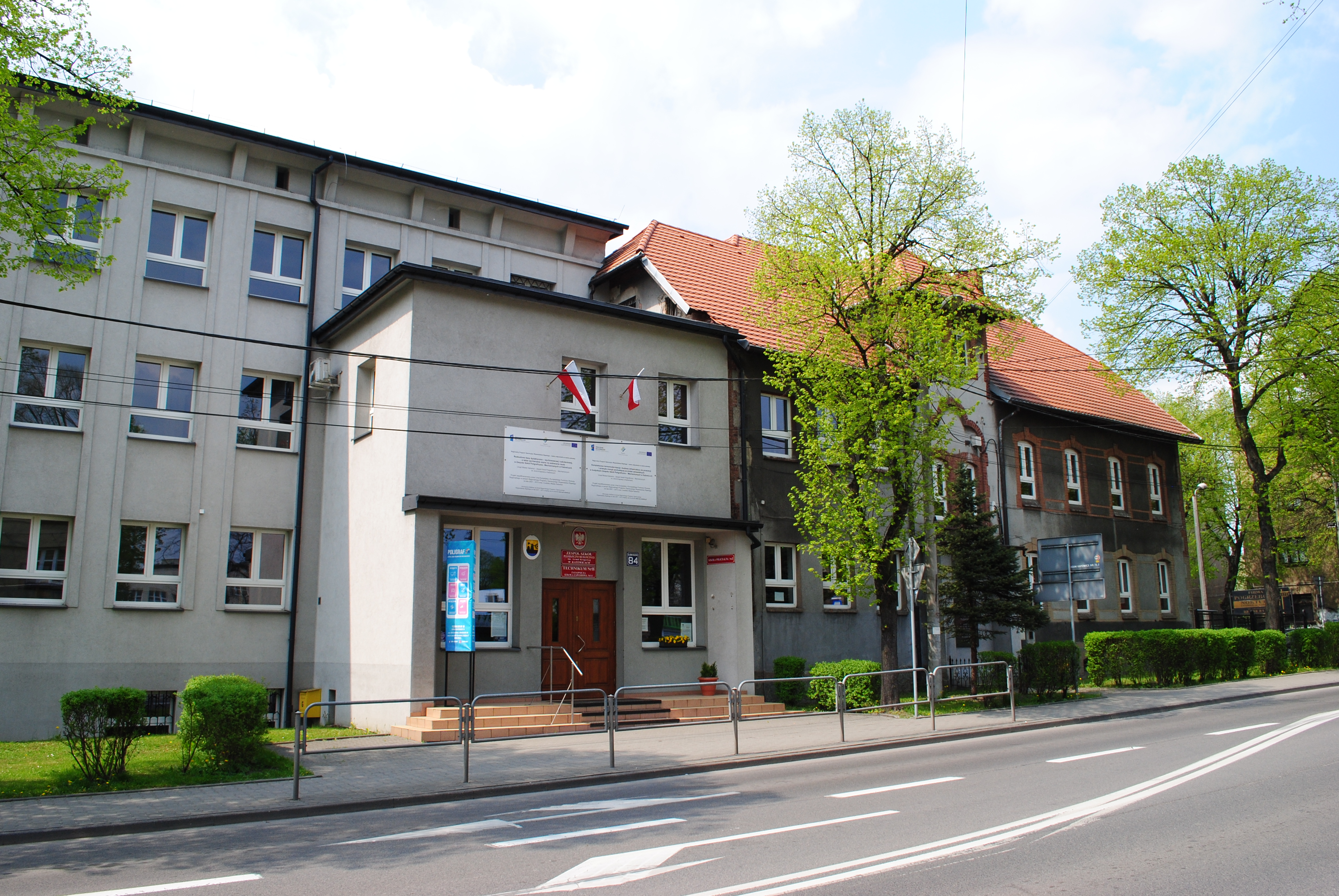
Zespół Szkół Poligraficzno-Mechanicznych im. Armii Krajowej w Katowicach (ul. Armii Krajowej 84)

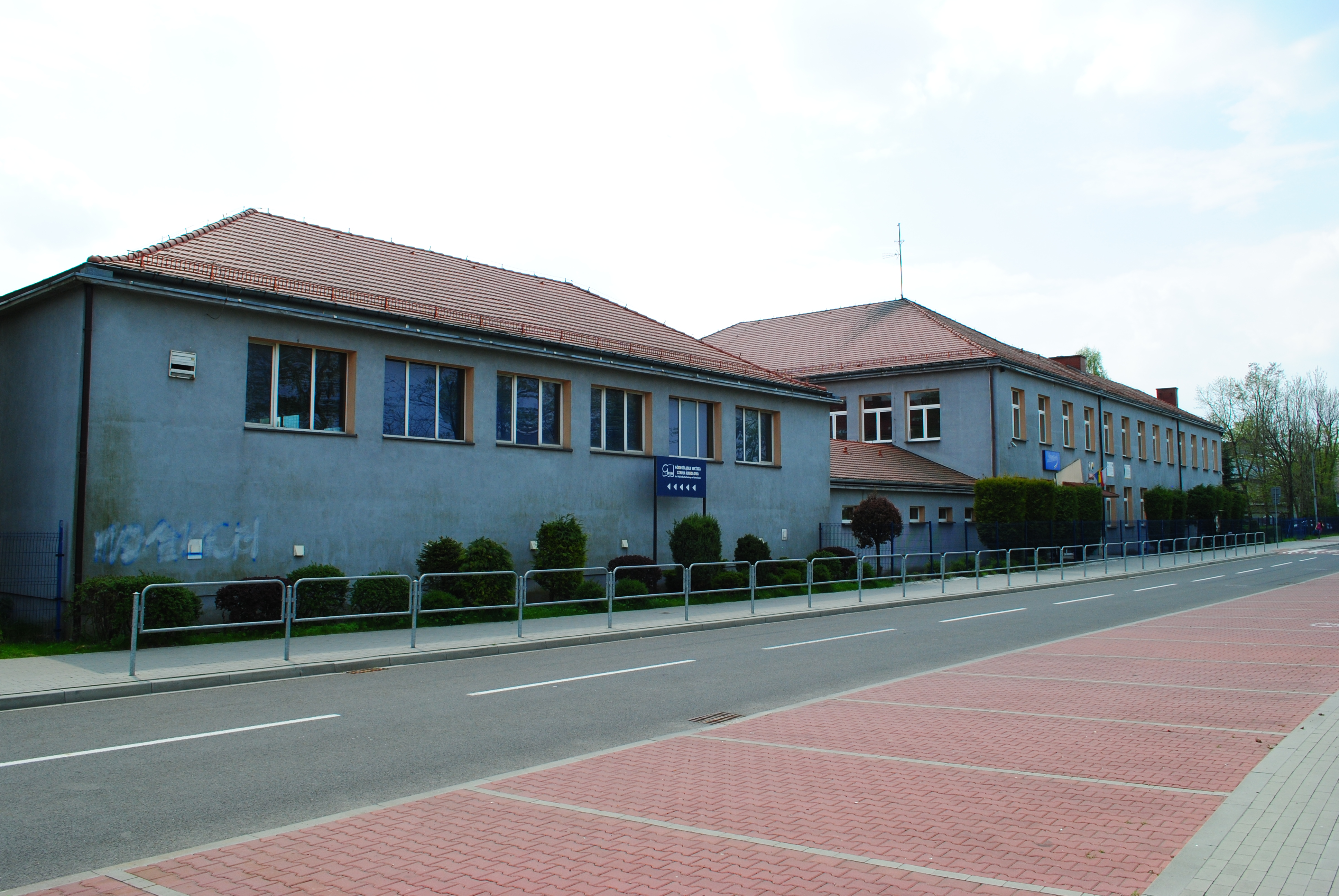
Zespół Szkół Technicznych i Ogólnokształcących Nr 3 im. E. Abramowskiego (ul. Harcerzy Września 1939 nr 2)

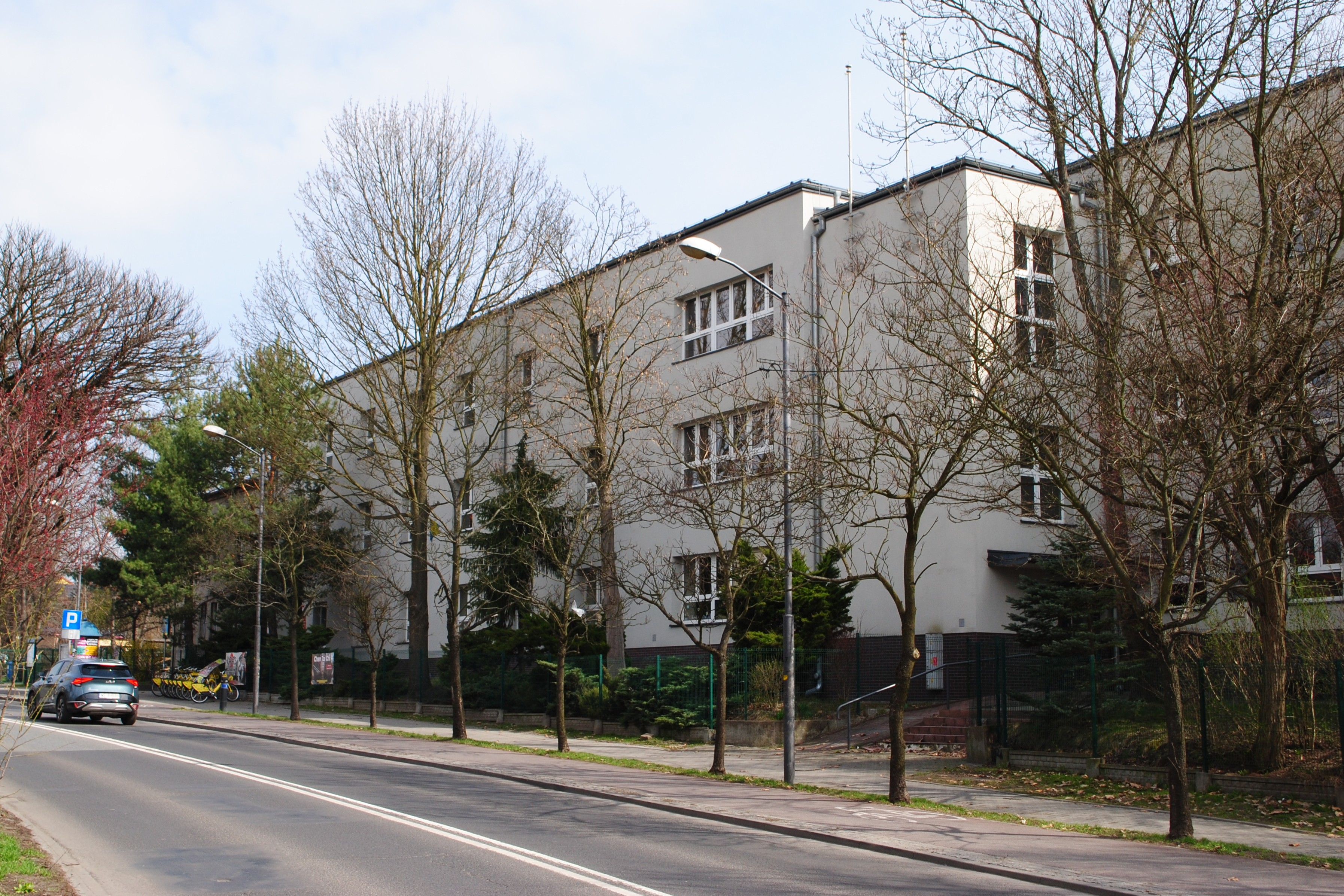
V Liceum Ogólnokształcące im. Władysława Broniewskiego w Katowicach (ul. gen. Z. Waltera-Jankego 65)

Według stanu z końca 2022 roku na terenie Piotrowic-Ochojca swoją siedzibę miały następujące placówki oświatowo-wychowawcze:
1. Żłobki:
  - Bajkowa Kraina Katowice Ochojec (ul. Niska 3b)[267],
  - Niepubliczny Żłobek Artystyczno-Językowy „Bajtelkowo” (ul. A. Kostki-Napierskiego 65)[268],
  - Niepubliczny Żłobek „Tuli Tuli” (ul. Harcerzy Września 1939 nr 5)[269],
  - Żłobek Centrum Edukacji „Familia” (ul. Marmurowa 23)[270],
  - Żłobek „Gwiazdolandia”. Oddział nr 2 (ul. Niska 3b)[271],
  - Żłobek „IQ Academy” (ul. Rzepakowa 2)[272],
  - Żłobek „Nasze Smyki” (ul. Rzepakowa 2)[273],
2. Przedszkola:
  - Miejskie Przedszkole nr 4 w Katowicach (ul. gen. Z. Waltera-Jankego 65)[274],
  - Miejskie Przedszkole nr 46 w Katowicach (ul. gen. Z. Waltera-Jankego 111)[275],
  - Miejskie Przedszkole nr 78 w Katowicach (ul. M. Radockiego 62)[276],
  - Miejskie Przedszkole nr 81 w Katowicach (ul. A. Kostki-Napierskiego 9)[277],
  - Miejskie Przedszkole nr 84 w Katowicach (ul. Targowa 13)[278],
  - Miejskie Przedszkole nr 93 w Katowicach (ul. St. Łętowskiego 24)[279],
  - Niepubliczne Przedszkole Edukacyjno-Rehabilitacyjne „Odrodzenie” (ul. M. Radockiego 280)[280],
  - Niepubliczne Przedszkole „PasteLOVE” (ul. Armii Krajowej 135)[281],
  - Niepubliczne Przedszkole Sportowe „Akademia Małego Sportowca” (ul. Wesoła 7)[282],
  - Niepubliczne Przedszkole „Tęcza” Zgromadzenia Sióstr Szkolnych de Notre Dame (ul. Warzywna 26a)[283],
  - Przedszkole Centrum Edukacji „Familia” (ul. Marmurowa 23)[270],
  - Przedszkole „IQ Academy” (ul. Rzepakowa 2)[284],
  - Przedszkole „Kropeczki” (ul. Biedronek 1)[285],
3. Szkoły podstawowe:
  - Niepubliczna Szkoła Podstawowa „Akademia Montessori” (ul. A. Kostki-Napierskiego 38)[286],
  - Niepubliczna Szkoła Podstawowa „Nasza Szkoła” (ul. Harcerzy Września 1939 nr 5)[287],
  - Szkoła Podstawowa nr 27 im. prof. Władysława Szafera w Katowicach (ul. St. Łętowskiego 18)[288],
  - Szkoła Podstawowa nr 28 im. Karola Miarki w Katowicach (ul. gen. Z. Waltera-Jankego 160)[289],
4. Zespoły szkół:
  - Zespół Szkolno-Przedszkolny nr 2 w Katowicach (ul. M. Sobańskiego 86)[290]:
    - Miejskie Przedszkole nr 43 w Katowicach,
    - Szkoła Podstawowa nr 32 im. Bohaterów Monte Cassino w Katowicach,

  - Zespół Szkół Ogólnokształcących nr 2 w Katowicach (ul. Spółdzielczości 21)[291]:
    - Szkoła Podstawowa nr 56 im. Henryka Sławika w Katowicach (ul. Spółdzielczości 21)[292],
    - V Liceum Ogólnokształcące im. Władysława Broniewskiego w Katowicach (ul. gen. Z. Waltera-Jankego 65)[293],

  - Zespół Szkół Poligraficzno-Mechanicznych im. Armii Krajowej w Katowicach (ul. Armii Krajowej 84)[294]:
    - Technikum Nr 18 w Katowicach,
    - Branżowa Szkoła I Stopnia Nr 15 w Katowicach,
    - Branżowa Szkoła II Stopnia Nr 9 w Katowicach,

  - Zespół Szkół Technicznych i Ogólnokształcących Nr 3 im. E. Abramowskiego (ul. Harcerzy Września 1939 nr 2)[295]:
    - Technikum nr 12 w Katowicach,
    - XVIII Liceum Ogólnokształcące w Katowicach.
5. Uczelnie wyższe:
  - Akademia Górnośląska im. Wojciecha Korfantego w Katowicach (ul. Harcerzy Września 3; ul. A. Kostki-Napierskiego 38)[296].

### Historia
Początki szkolnictwa w Piotrowicach-Ochojcu sięgają 1765 roku, gdy na terenie Prus zaczęła obowiązywać ustawa o powszechnym obowiązku szkolnym. W wyniku tej reformy do szkoły w Mikołowie przydzielono m.in. wsie Piotrowice, Zarzecze i Podlesie. 18 czerwca 1810 roku inspektor szkolny Nygo z Mysłowic podjął decyzję o założeniu w Piotrowicach szkoły. 19 lutego 1819 (bądź w 1818 lub 1829) roku otwarto w Piotrowicach pierwszy budynek szkolny przy skrzyżowaniu ulic Wojska Polskiego i Armii Krajowej, a jej pierwszym nauczycielem został Antoni Hartmann. Do szkoły tej uczęszczali także uczniowie z Ochojca.

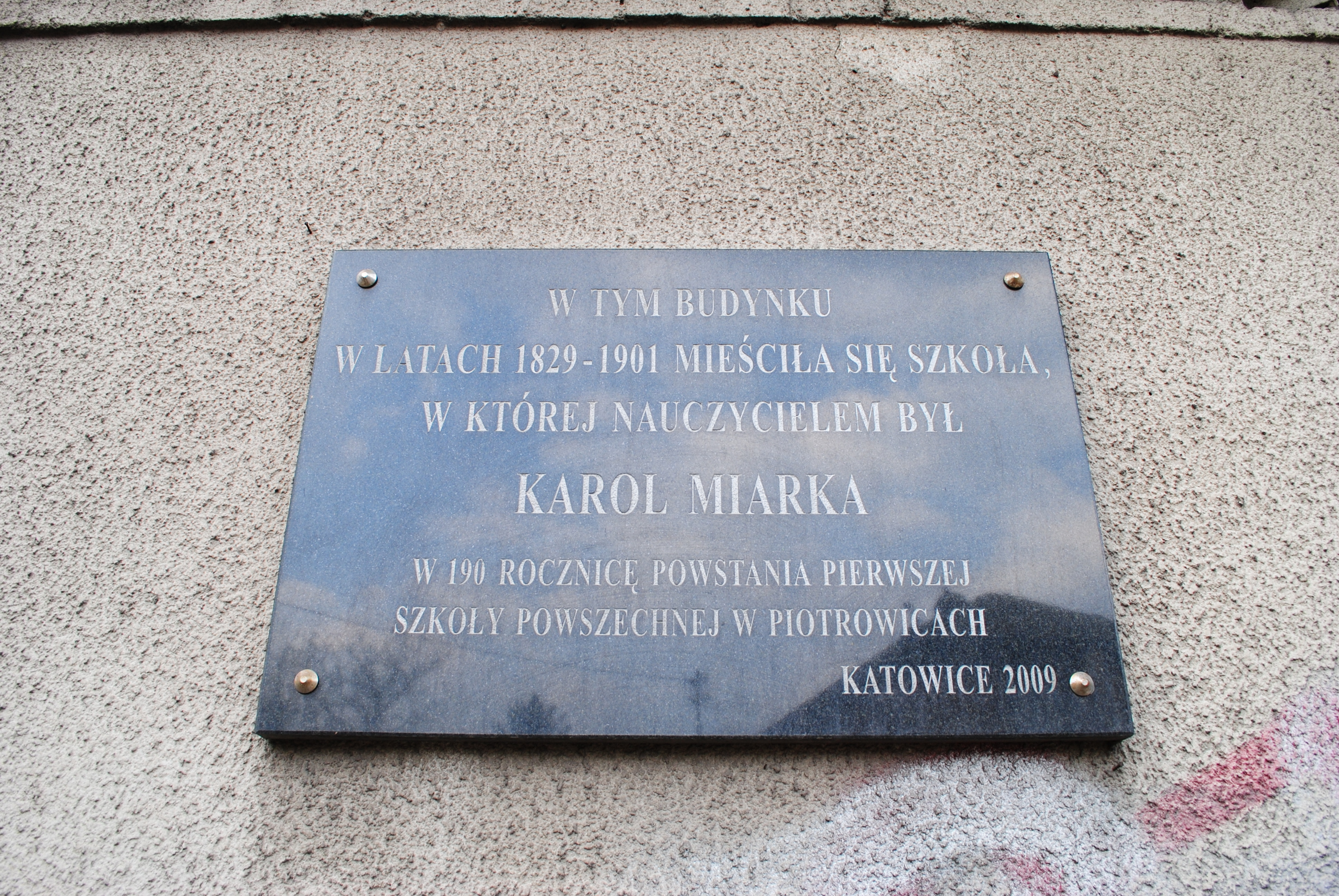
Tablica pamiątkowa na elewacji budynku przy ulicy Armii Krajowej 104 upamiętniająca piotrowicką szkołę, w której uczył m.in. Karol Miarka

W piotrowickiej szkole 1 lipca 1847 roku pracę zaczynał nauczyciel Karol Miarka, a nauczał on w niej do maja 1850 roku. W 1856 roku rozpoczęto starania o budowę nowej piotrowickiej szkoły. W 1865 roku dobudowano piętro oraz mieszkanie dla nauczyciela, a w tym czasie 1/3 wszystkich uczących się dzieci była pochodzenia niemieckiego. Również w tym samym roku, 28 czerwca doszło do pożaru, w którym spalił się budynek szkoły oraz kilka innych domów. Pożary pojawiły się także w latach 1896 i 1901, z czego drugi z nich strawił budynek szkolny, jednocześnie kończąc jej działalność. Jeszcze w 1901 roku przy piotrowickim rynku w rejonie ulicy Armii Krajowej rozpoczęto budowę budynku nowej szkoły, a nauczanie w nowej szkole rozpoczęto rok później. Pierwszym kierownikiem nowej placówki został Józef Glettnik. W 1908 roku do szkoły uczęszczało 462 dzieci, w tym dwóch niemieckojęzycznych.
Pierwszą szkołę w Ochojcu po wielu staraniach otwarto 10 sierpnia 1910 roku. Naukę w niej rozpoczęło 153 (bądź 158) dzieci. Placówka ta była wówczas szkoła czteroklasową, a jej kierownikiem została nauczycielka Widera. Budynek szkolny posiadał dwie izby lekcyjne, a zajęcia odbywały się w języku niemieckim.
12 stycznia 1919 roku powołano w Piotrowicach Polską Radę Ludową, która domagała się wprowadzenia nauki w piotrowickich szkołach w języku polskim. Naukę po niemiecku prowadzono na tym terenie do 1922 roku, nauczanie po polsku zainaugurowano 4 września 1922 rok.
Z uwagi na wzrost liczby mieszkańców Piotrowic w 1929 roku rozpoczęto prace budowlane nad gmachem nowej szkoły powszechnej przy obecnej ulicy gen. Z. Waltera-Jankego. Nauczanie w niej rozpoczęto 7 grudnia 1931 roku, a w styczniu 1936 roku szkołę rozdzielono na dwie części: na Szkołę Powszechną nr 1 Piotrowicach dla chłopców, z wejściem od strony południowej i Szkołę Powszechną nr 2 w Piotrowicach dla dziewcząt, z wejściem od północy. W szkole nr 1 uczyło się 507 chłopców, do szkoły nr 2 chodziło 428 dziewcząt. W tym samym roku gmach szkoły rozbudowano w kierunku północnym. Szkołę tę scalono w 1953 roku, tworząc Szkołę Podstawową nr 28 w Katowicach.
W czasie II wojny światowej, po reorganizacji szkolnictwa rozpoczęto w lutym 1940 roku nauczanie uczniów w języku niemieckim. Po wyzwoleniu terenów Piotrowic i Ochojca z niemieckiej okupacji, 17 lutego 1945 roku w Piotrowicach odbyła się konferencja dla nauczycieli powiatów katowickiego i pszczyńskiego, którzy wrócili do zawodu po wojnie. Trzy dni później nowy rok szkolny zainaugurowano mszą świętą. Naukę rozpoczęło wówczas 528 uczniów, a kierownikiem piotrowickiej szkoły został Ludwik Mrzyk.
W latach 1948–1950 rozbudowano ochojecką szkołę podstawową, a kamień węgielny pod jej rozbudowę położono 19 września 1948 roku. W 1954 roku Szkołę Podstawową w Ochojcu przekształcono w rozwojową Szkołę Ogólnokształcącą Stopnia Podstawowego i Licealnego nr 8. Uczęszczała do niego młodzież zarówno z Ochojca, jak i też z Piotrowic, Brynowa, Ligoty, Murcek, Podlesia i też z centrum Katowic.
W Piotrowicach w 1952 roku została założona Zasadnicza Szkoła Zawodowa, która od 1978 roku działa jako Zespół Szkół Poligraficzno-Mechanicznych, a w późniejszym czasie nadano jej imię Armii Krajowej. W 1957 roku zaadaptowano do celów szkolnych drewniane baraki pod lasem, a w ramach budowy tysiąca szkół na Tysiąclecie Państwa Polskiego w styczniu 1960 roku otwarto nową „tysiąclatkę” jako Szkołę Podstawowa nr 32 w Katowicach przy ulicy M. Sobańskiego 86. Pierwszym jej kierownikiem został Józef Iwanicki.
W związku z powojennym wyżem demograficznym, w ramch programu „Szkoły tysiąclecia” zaplanowano budowę szkoły podstawowej w Ochojcu. Szkołę Podstawową nr 56 powołano jeszcze podczas prac budowlanych 1 września 1960 roku, jej pierwszym kierownikiem został Karol Spyra. Oficjalnego otwarcia szkoły dokonał sekretarz PZPR Edward Ochab 26 lutego 1961 roku.
W związku z obchodami Tysiąclecia Państwa Polskiego Ministerstwo Oświaty poleciło nadać lepszym szkołom imiona bojowników o wolność, wyzwolenia społeczne itp. Z tego też powodu 21 marca 1962 roku Szkole Podstawowej i Liceum Ogólnokształcącemu nr 8 nadano imię Władysława Broniewskiego. Dwa lata później, 31 sierpnia 1964 roku wraz z odejściem klas podstawowych do nowego gmachu ochojecką szkołę przemianowano na V Liceum Ogólnokształcące im. Wł. Broniewskiego w Katowicach.
Piotrowicka Fabryka Maszyn FAMUR koło piotrowickiego cmentarza w 1969 roku wybudowała szkołę zawodową i technikum, które kształciły kadry techniczne dla potrzeb zakładu.
1 września 1986 roku na osiedlu Odrodzenia rozpoczęto nauczanie w nowej Szkole Podstawowej nr 27 w Katowicach przy ulicy St. Łętowskiego 18. W tym czasie do szkoły uczęszczało prawie 800 uczniów w 34 oddziałach, a w roku szkolnym 1992/1993 było ich łącznie 1919. Szkole 28 kwietnia 1998 roku nadano imię prof. Władysława Szafera.

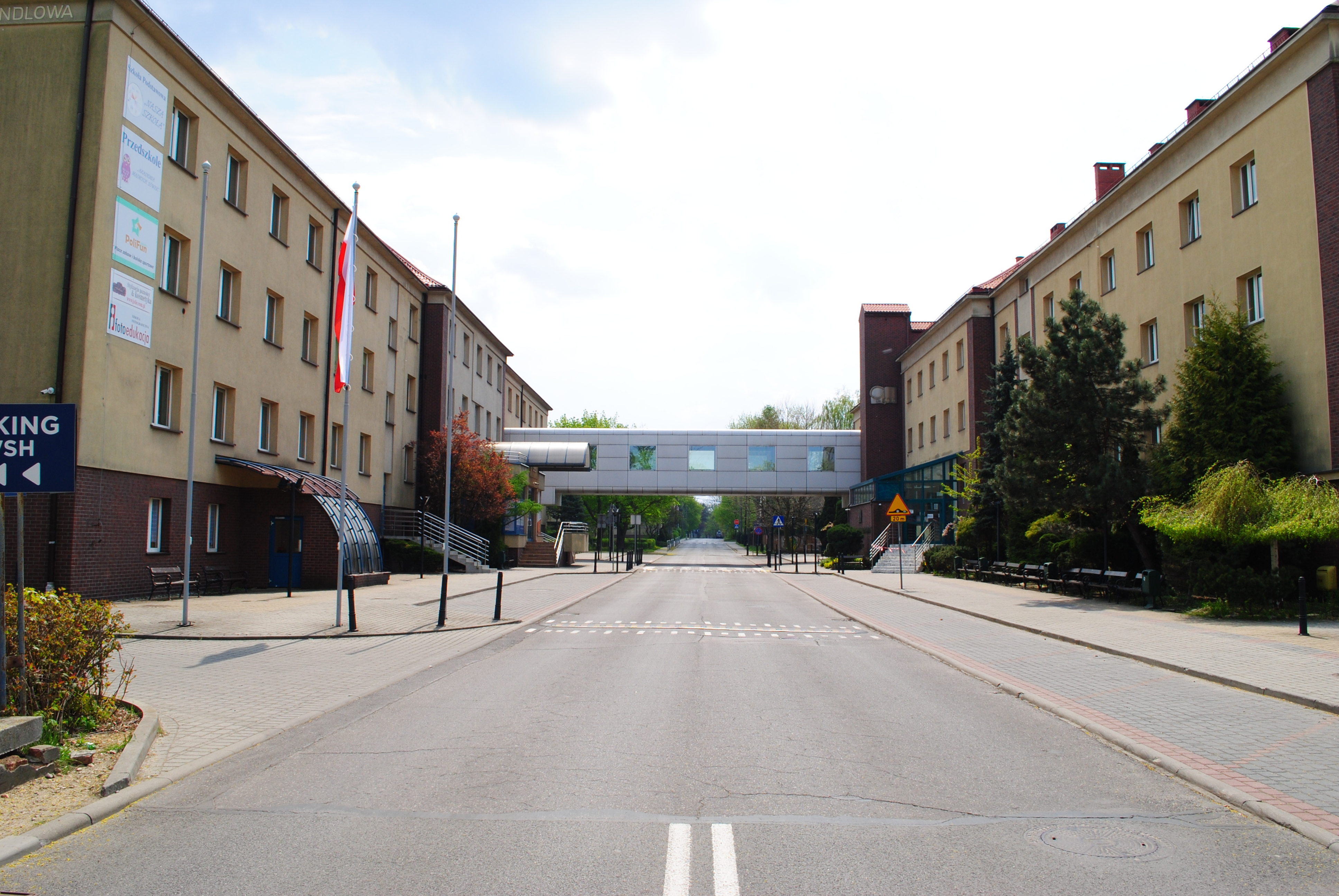
Kampus Akademii Górnośląskiej im. Wojciecha Korfantego w Katowicach (ul. Harcerzy Września 3)

Na bazie utworzonego 15 maja 1991 roku Górnośląskiego Prywatnego College’u Ekonomicznego, powstałego w budynku byłego hotelu robotniczego FAMUR-u, 15 czerwca 1994 roku została założona Górnośląska Wyższa Szkoła Handlowa im. W. Korfantego w Katowicach. Prowadziła ona wówczas studia I stopnia na kierunkach Zarządzanie i Marketing oraz Turystyka i Rekreacja. W 1997 roku uczelnia uzyskała uprawnienia do prowadzenia studiów II stopnia. W 2002 roku GWSH utworzyła Wydział Zamiejscowy GWSH w Żorach, w 2009 roku Wydział Zagraniczny GWSH w Wiedniu, w 2013 roku Wydział Zagraniczny GWSH w Ostrawie. W 2005 roku Wydział Zarządzania otrzymał uprawnienia do nadawania stopnia naukowego doktora nauk ekonomicznych, a 28 listopada 2016 roku jako pierwsza niepubliczna uczelnia w województwie śląskim otrzymała uprawnienia do nadawania stopnia doktora habilitowanego nauk ekonomicznych w dyscyplinie nauki o zarządzaniu. 1 czerwca 2022 roku uczelnia zmieniła swoją nazwę na Akademia Górnośląska im. W. Korfantego w Katowicach.
W wyniku reformy edukacji, we wrześniu 1999 roku Szkołę Podstawową nr 56 przekształcono w Zespół Szkół Ogólnokształcących nr 19 liczący wówczas 19 oddziałów szkoły podstawowej i 9 oddziałów gimnazjum, a Szkołę Podstawową nr 28 przekształcono w Gimnazjum nr 20. W roku szkolnym 2004/2005, wraz z likwidacją szkoły podstawowej w miejsce ZSO nr 19 powstało Gimnazjum nr 19, które nadano imię Henryka Sławika 22 maja 2009 roku. W związku z kolejną reformą systemu oświaty, 1 września 2017 roku Gimnazjum nr 19 im. H. Sławika przekształcono w Szkołę Podstawową nr 56 im. H. Sławika, Gimnazjum nr 20 z powrotem zmieniono na Szkołę Podstawową nr 28. Ochojecką Szkołę Podstawową nr 56 w 2019 roku połączono z V Ogólnokształcącym im. Wł. Broniewskiego, tworząc Zespół Szkół Ogólnokształcących nr 2 w Katowicach.

## Bezpieczeństwo publiczne i socjalne

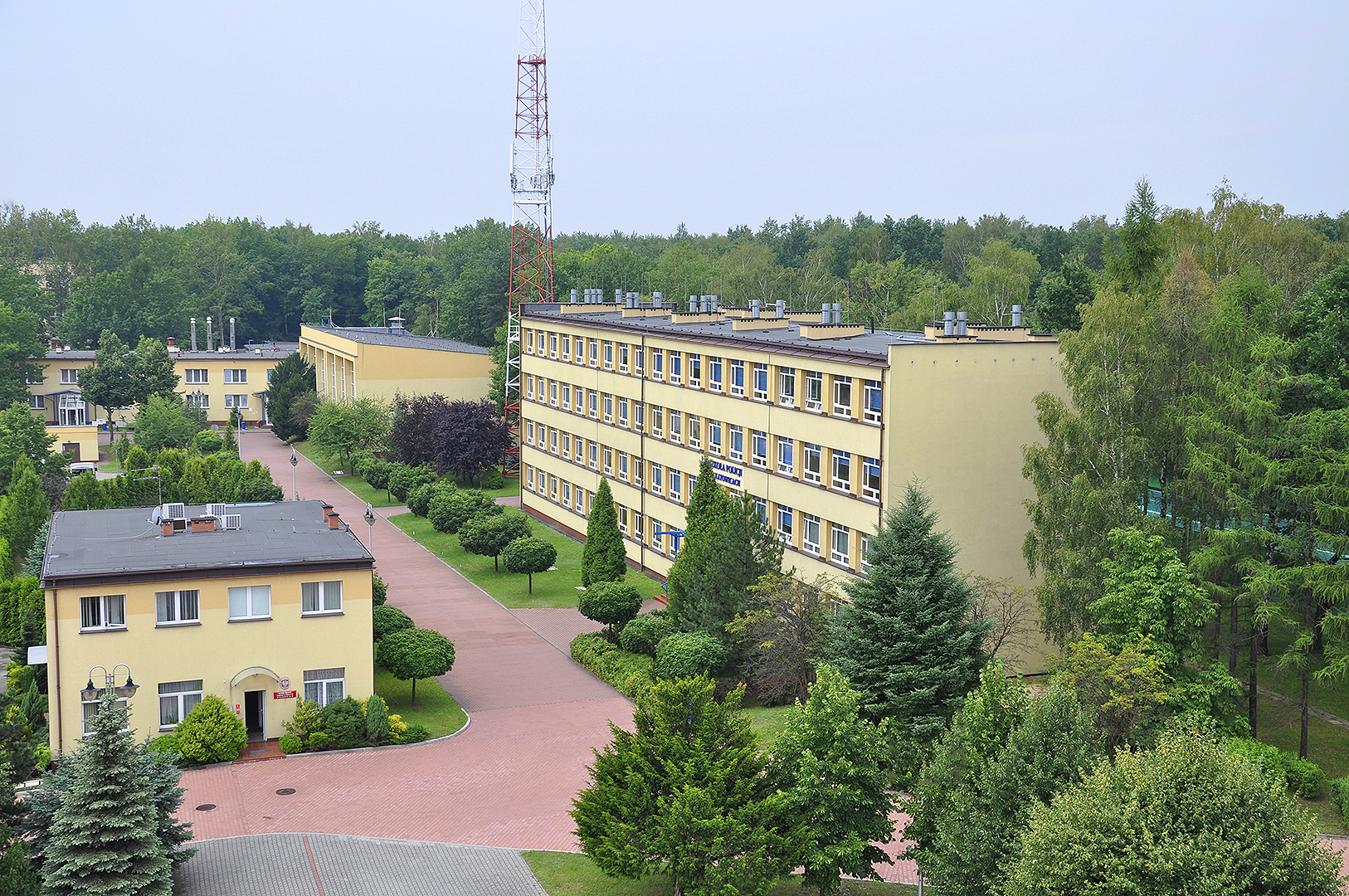
Siedziba Szkoły Policji w Katowicach (ul. gen. Z. Waltera-Jankego 276)

Piotrowice-Ochojec według współczynnika przestępczości w 2007 roku należało do jednych z bezpieczniejszych dzielnic Katowic (16. miejsce na 22 dzielnice Katowic), który w tym czasie wynosił 1,97 przestępstw na 100 mieszkańców dzielnicy (średnia dla całych Katowic w tym czasie to 3,08). Wskaźnik ten był niższy niż w 2004 roku, kiedy to wynosił 3,11 przestępstw na 100 mieszkańców. W 2011 roku 77,6% ankietowanych mieszkańców dzielnicy zadeklarowało, że czuje się bezpiecznie w swojej okolicy, 21,3% było przeciwnego zdania, a 1,1% ankietowanych nie miało jednoznacznej opinii na ten temat. W 2013 roku w Piotrowicach-Ochojcu doszło do 472 przestępstw, co stanowiło wówczas 2,0 tego typu aktów na 100 mieszkańców dzielnicy. Wśród nich 13 przestępstw to były rozboje, a 33 były wybrykami chuligańskimi.
W Piotrowicach-Ochojcu przy ulicy Policyjnej 7 znajduje się Komisariat IV Komendy Miejskiej Policji w Katowicach. Komisariat ten swoim zasięgiem obejmuje południowe oraz środkowe dzielnice Katowic. Przy ulicy gen. Z. Waltera-Jankego 276 funkcjonuje Szkoła Policji w Katowicach.
Pierwsza siedziba policji na terenie późniejszej dzielnicy Piotrowice-Ochojec powstała w 1906 roku w budynku piotrowickiego urzędu gminy. Nowy gmach dla policji zaczęto budować przy dzisiejszej ulicy Policyjnej 7 w 1939 roku, a jego oddanie do użytku nastąpiło w czasie niemieckiej okupacji na początku 1940 roku. Po II wojnie światowej umieszczono w gmachu Dzielnicowy Komisariat Milicji Obywatelskiej.
W 1961 roku w Piotrowicach dla utworzonej szkoły milicyjnej przystosowano baraki po tymczasowej szkole podstawowej. W latach 60. XX wieku dla Milicji Obywatelskiej wybudowano nowoczesne obiekty szkolne z basenem kąpielowym i strzelnicą. W obiektach tych w latach 70. XX wieku skoszarowano oddział ZOMO, w późniejszym okresie jednostki specjalne Policji. W pomieszczeniach po zlikwidowanym ZOMO oraz oddziale antyterrorystycznym Policji 8 lutego 1999 roku otwarto Szkołę Policyjną.
W Piotrowicach-Ochojcu przy ulicy T. Kościuszki 189 remizę ma Jednostka Ratowniczo-Gaśnicza nr 2 Komendy Miejskiej Państwowej Straży Pożarnej w Katowicach. Jednostka ta stanowi także specjalistyczną grupę ratownictwa chemicznego i ekologicznego. Obejmuje swoim zasięgiem południową część Katowic. Jednostka ta pod koniec 2020 roku zatrudniała 84 strażaków, którzy na wyposażeniu mają 8 pojazdów ratowniczo-gaśniczych.

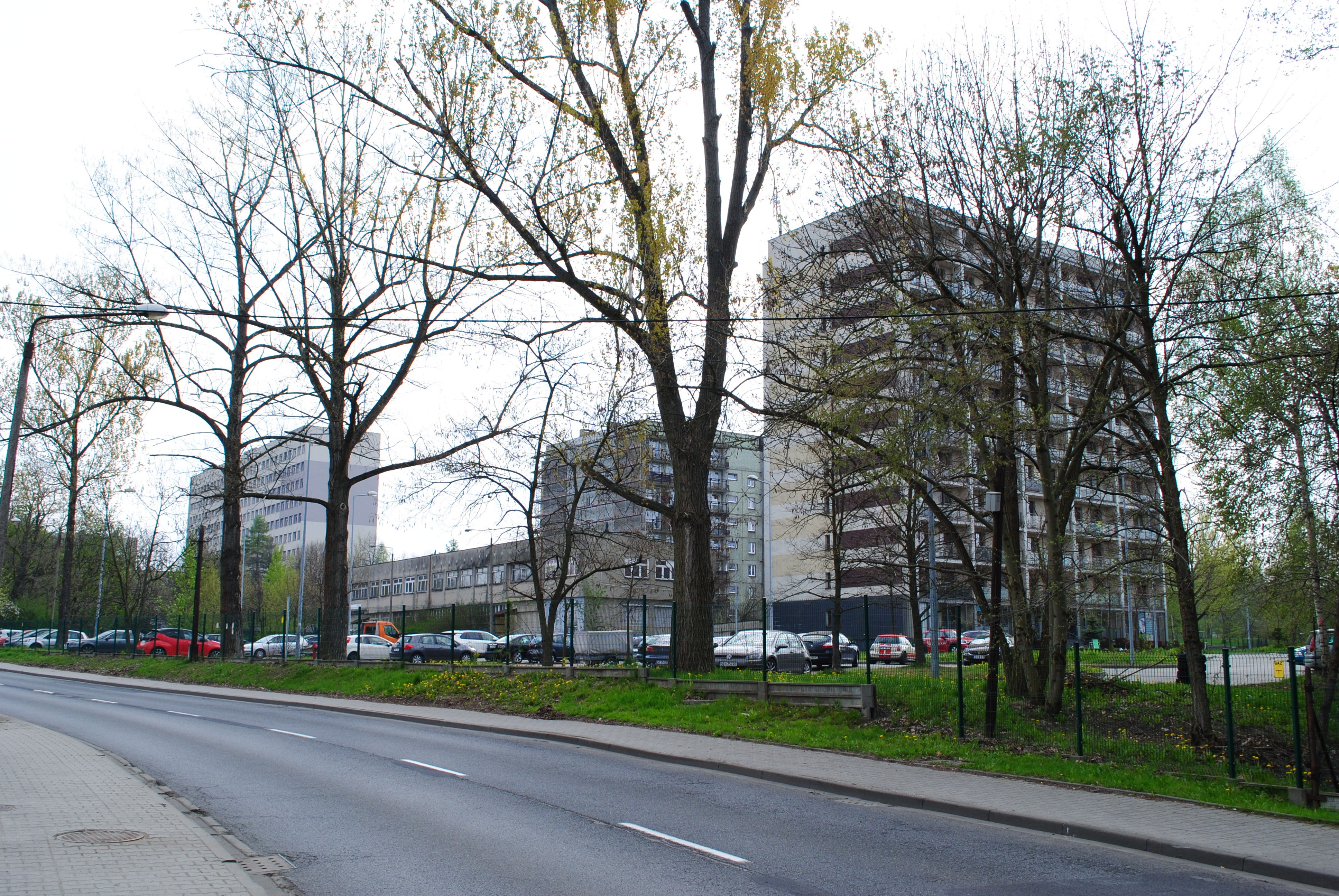
Kompleks Górnośląskiego Centrum Medycznego im. prof. Leszka Gieca Śląskiego Uniwersytetu Medycznego w Katowicach (ul. Ziołowa 45/47)

Ochotnicza straż pożarna w Piotrowicach została powołana już w 1904 (bądź w 1900). Remiza strażacka znajdowała się wówczas przy obecnej ulicy Armii Krajowej (róg z ulicą Kasztanową) i wyposażona była w konny wóz strażacki, sikawki, węże i drabiny. Konie do akcji udostępniali pobliscy gospodarze. Remiza zyskała samochodowy wóz strażacki dopiero podczas II wojny światowej. Po wojnie sprzęt strażacki przeniesiono do pomieszczeń byłego warsztatu stolarskiego przy ulicy A. Fredry przed targowiskiem. W tym czasie OSP swoją ochroną obejmował obszar całej gminy. Po włączeniu Piotrowic do Katowic ochroną przeciwpożarową zajmowała się Zawodowa Straż Pożarna w Katowicach. Nową remizę strażacką Zawodowej Straży Pożarnej oddano do użytku w 1986 roku przy ulicy T. Kościuszki. Funkcjonowanie jednostki w nowej remizie rozpoczęło się rok później.
Pierwsze placówki ochrony zdrowotnej w Piotrowicach-Ochojcu powstały w latach międzywojennych. Przy obecnej ulicy Armii Krajowej 73 dr Zygmunt Pressler w 1933 roku otworzył praktykę lekarską, a leczeniem objął mieszkańców zamieszkujących Ochojec, Piotrowice i Podlesie. Jego żona Alina była stomatologiem. Po przyłączeniu Piotrowic do Katowic, w 1951 roku budynek obok kina przy ulicy gen. Z. Waltera-Jankego przystosowano do na miejską przychodnię lekarską.

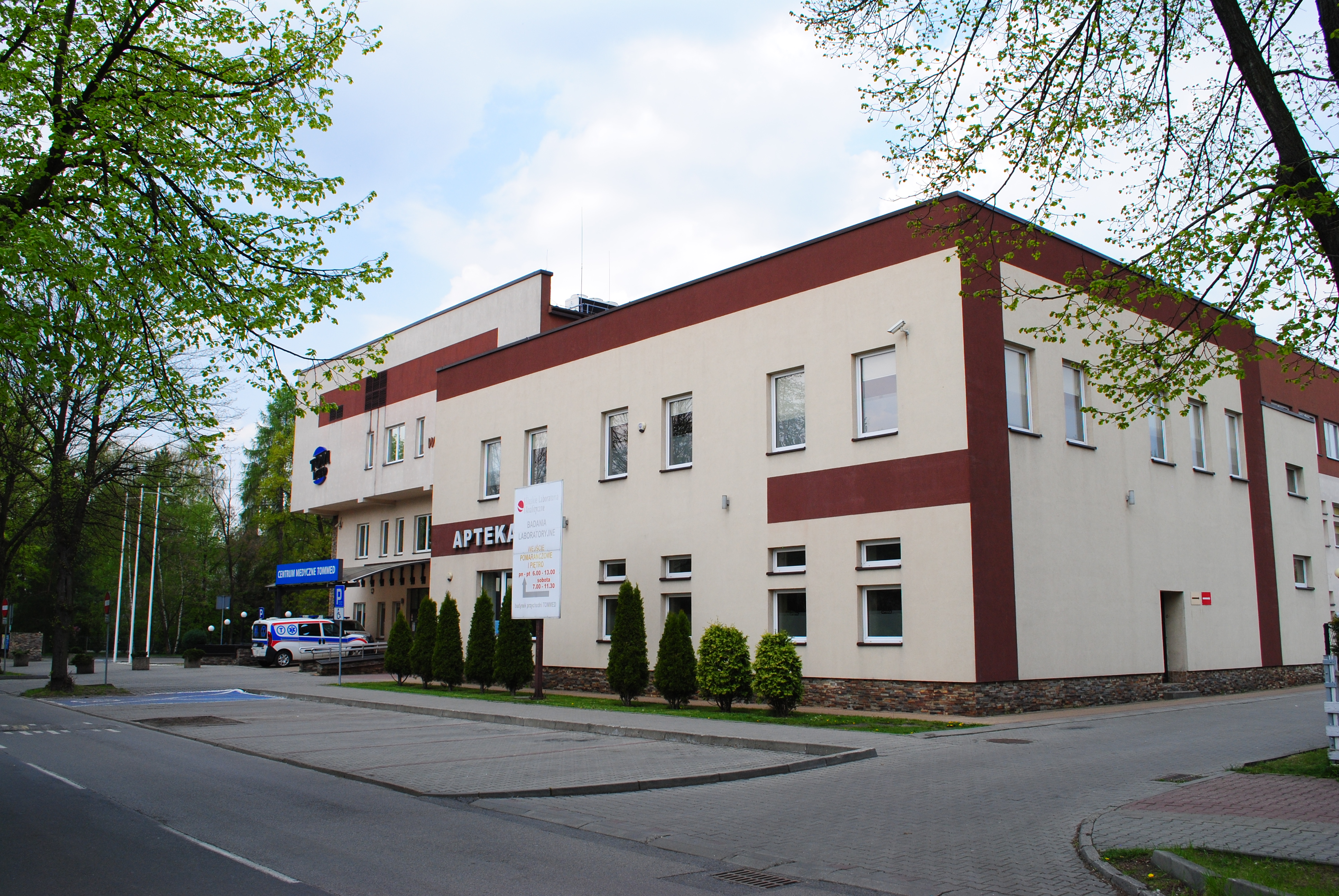
Ośrodek Medyczny Tommed (ul. A. Fredry 22)

Wojewódzka Rada Narodowa w 1968 roku podjęła decyzję o budowie w Ochojcu nowego szpitala, a całość inwestycji sfinansowało Ministerstwo Górnictwa i Energetyki. Otwarcie szpitala odbyło się w 1977 roku, a dokonał tego I sekretarz KC PZPR Edward Gierek. Centralny Szpital Górniczy wyposażono w 750 łóżek. Rok później obok tego szpitala z inicjatywy prof. Leszka Gieca rozpoczęto budowę Śląskiego Ośrodka Kardiologii, którego otwarcie nastąpiło w lutym 1986 roku. Od 2000 roku placówki te funkcjonowały łącznie jako Samodzielny Publiczny Szpital Kliniczny nr 7 Śląskiej Akademii Medycznej w Katowicach Górnośląskie Centrum Medyczne, składający się z dwóch części: Specjalistycznego Szpitala Wieloprofilowego i Górnośląskiego Ośrodka Kardiologii. Obecne Górnośląskie Centrum Medyczne im. prof. Leszka Gieca Śląskiego Uniwersytetu Medycznego w Katowicach znajduje się przy ulicy Ziołowej 45/47. Szpital ten jest publicznym zakładem opieki zdrowotnej, a organem tworzącym Szpital jest Śląski Uniwersytet Medyczny w Katowicach.
Przy ulicy A. Fredry 22 w dniu 1 września 1988 roku oddano do użytku duża przychodnię lekarską, a wraz z ambulatorium powstała także apteka. Pod koniec 2022 roku działał tam Ośrodek Medyczny Tommed, w którym funkcjonowały poradnie podstawowej opieki zdrowotnej, poradnie specjalistyczne, szpital oraz apteka.
Przy ulicy Krynicznej 15 w Piotrowicach-Ochojcu siedzibę ma Śląska Izba Aptekarska.
W Piotrowicach-Ochojcu przy ulicy St. Łętowskiego 6a działa Terenowy Punkt Pomocy Społecznej nr 8, obejmujący on swoim zasięgiem tereny Piotrowic, Ochojca, Zarzecza, Kostuchny, Murcek, Podlesia i osiedla Ptasiego.

## Kultura

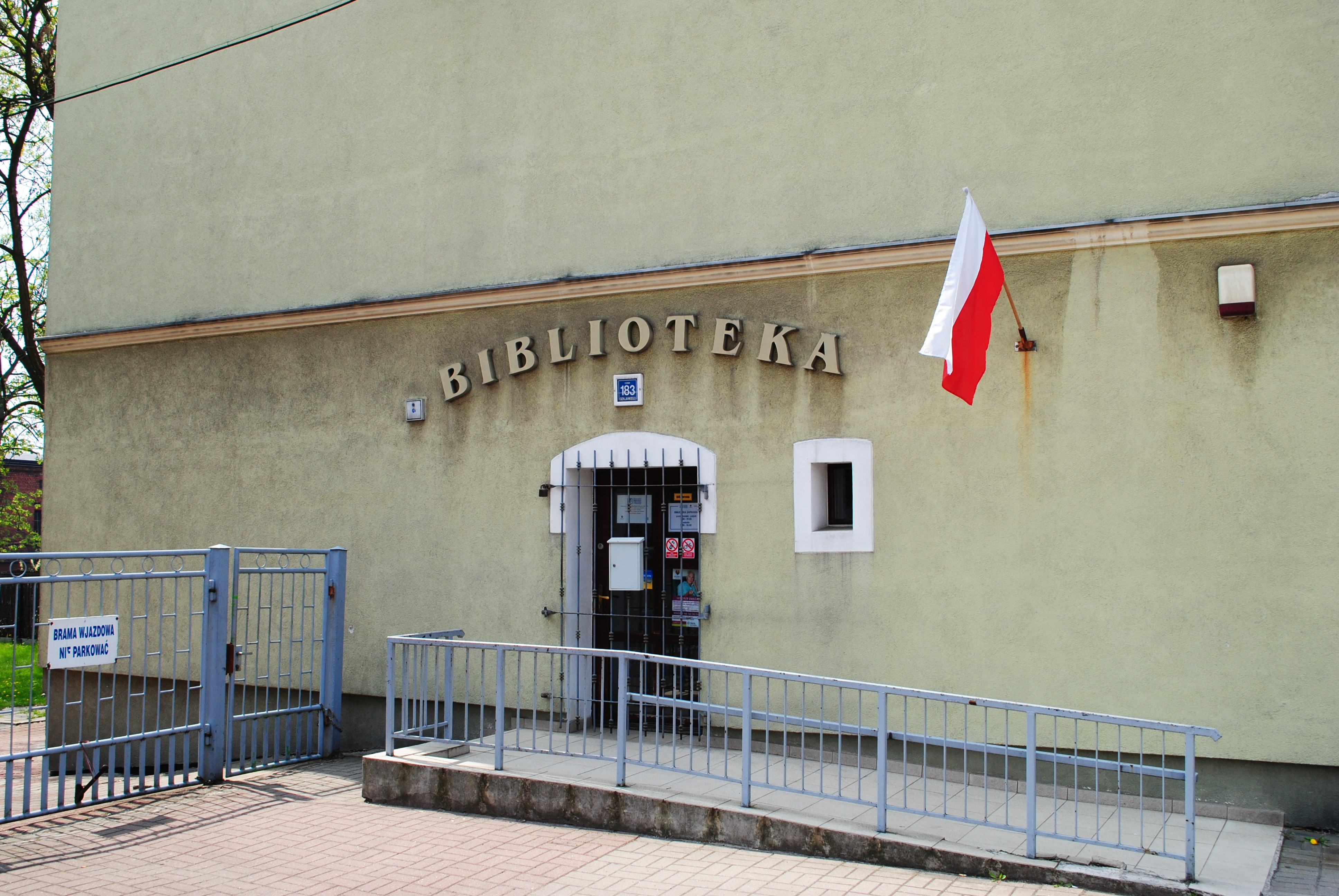
Filia Miejskiej Biblioteki Publicznej w Katowicach (ul. gen. Z. Waltera-Jankego 183)

Działa tutaj szereg instytucji kultury, pzede wszystkim w celu wychowania, edukacji i upowszechniania kultury funkcjonuje tu placówka miejskiego domu kultury – Filia „Piotrowice” Miejskiego Domu Kultury „Południe” w Katowicach. Do innych placówek kultury z siedzibą w Piotrowicach-Ochojcu należą m.in.: filie nr 9 i 10 Miejskiej Biblioteki Publicznej w Katowicach, teatr i klub muzyczny Old Timers Garage czy prywatne Muzeum Najmniejszych Książek Świata Zygmunta Szkocnego.
Polskie życie kulturalne w Piotrowicach-Ochojcu rozwijało się już przed I wojną światową, a w Piotrowicach żywa była tradycja typowa dla śląskiej wsi. Obchodzono wówczas takie święta ludowe, jak sobótkę czy topienie marzanny. W Piotrowicach założono filię Towarzystwa Czytelni Ludowych oraz Towarzystwo Śpiewu „Jutrzenka”, których organizatorem był górnik Ludwik Widuch. Miejscem spotkań plenerowych i koncertów było Zadole, będące wówczas przysiółkiem Piotrowic. Tam też w latach 1909–1914 odbyło się pięć zjazdów polskich towarzystw śpiewaczy z Górnego Śląska, należących do Związku Śląskich Kół Śpiewaczych. Związek ten był właścicielem parceli, na którym w 1964 roku w Parku Zadole położonym na pograniczu Piotrowic-Ochojca i Ligoty-Panewnik powstał amfiteatr.
W Ochojcu 19 stycznia 1919 roku z inicjatywy Augustyna Ostarka i Antoniego Matysioka powołano 63-osobowy chór „Słowik”, który działał do 1968 roku. Czynne było w Ochojcu także kino.

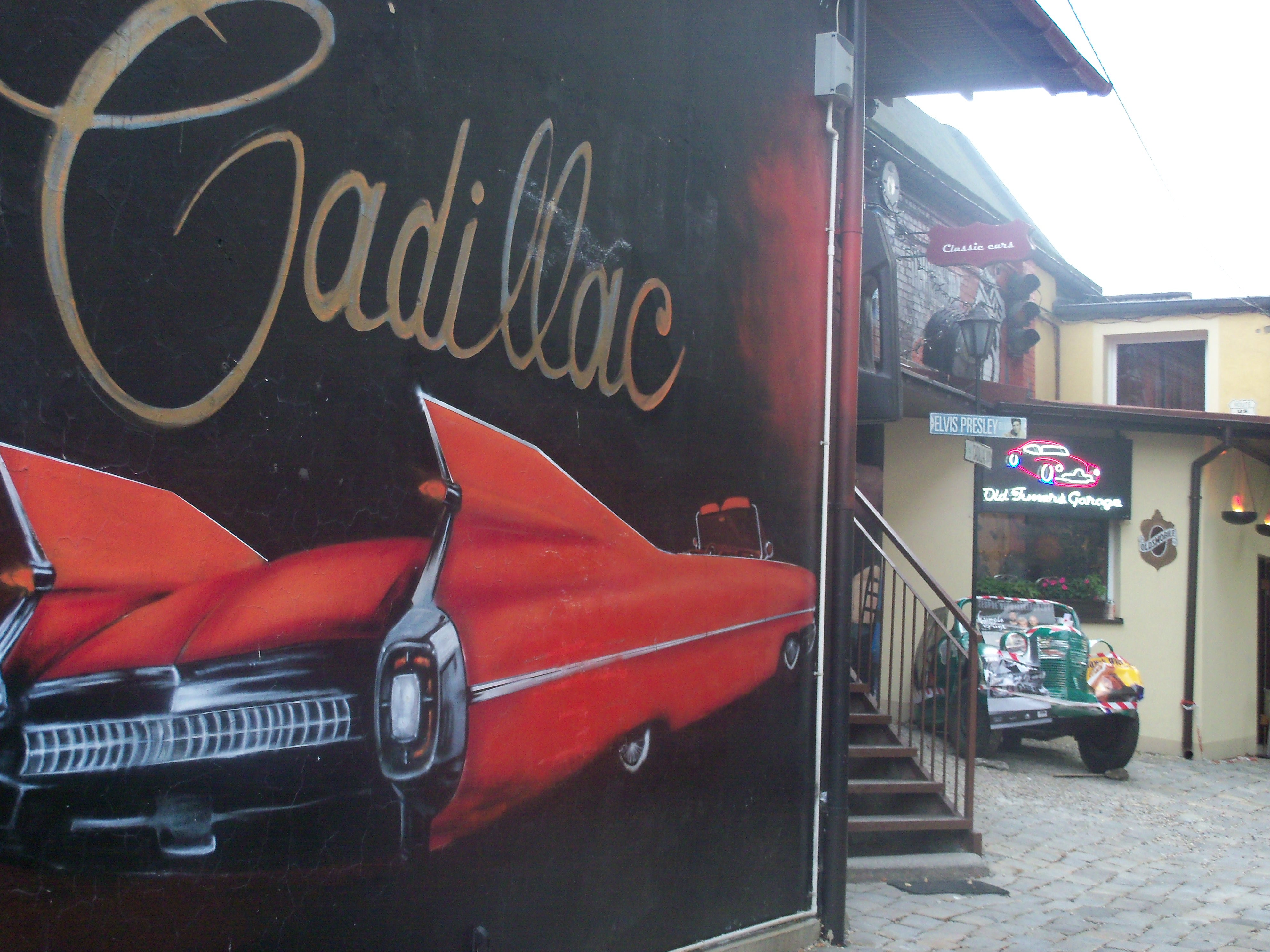
Teatr i klub muzyczny Old Timers Garage, powstały w budynku dawnego kina „Piast” (ul. gen. Z. Waltera-Jankego 132)

W okresie międzywojnia w dzisiejszych Piotrowicach-Ochojcu ożywiła się działalność kulturalna. W 1935 roku w Piotrowicach nastąpiła reorganizacja chóru mieszanego „Jutrzenka”, w ramach której powstał chór męski „Hejnał”. W okresie międzywojennym biblioteka mieściła się przy starej szkole na piotrowickim rynku, po przeniesieniu Urzędu Stanu Cywilnego do Pałacu Ślubów w Katowicach, w latach 70. XX wieku miejsce po urzędzie zajęła filia Miejskiej Biblioteki Publicznej w Katowicach. Druga piotrowicka biblioteka powstała w 1984 roku na osiedlu Odrodzenia przy ulicy M. Radockiego 70a.
W 1933 roku w budynku przy obecnej ulicy gen. Z. Waltera-Jankego 132 zaczęło działać kino „Metropol”, działające w latach 1938–1991 jako „Piast”. Projekcje filmowe w latach międzywojennych odbywały się codziennie, w czasie II wojny światowej frekwencja była większa niż przed wojną. W latach 1970–1971 przeprowadzono remont kina, zmieniając położenie ekranu na przeciwną stronę i wymieniając krzesła dla widowni. Od 1988 roku wyświetlano tam filmy video, a popularyzacje tego nośnika spowodowała zmniejszenie popularności kina. W pomieszczeniach dawnej sali kinowej Zygmunt Grządziel wraz z synem Adamem zorganizowali prywatne muzeum starych samochodów, a w swych zbiorach zgromadzili wiele unikatowych pojazdów. Obecnie działa tutaj teatr i klub muzyczny Old Timers Garage. Odbywają się tutaj koncerty, spektakle teatralne, recitale, projekcje filmowe oraz spotkania autorskie.

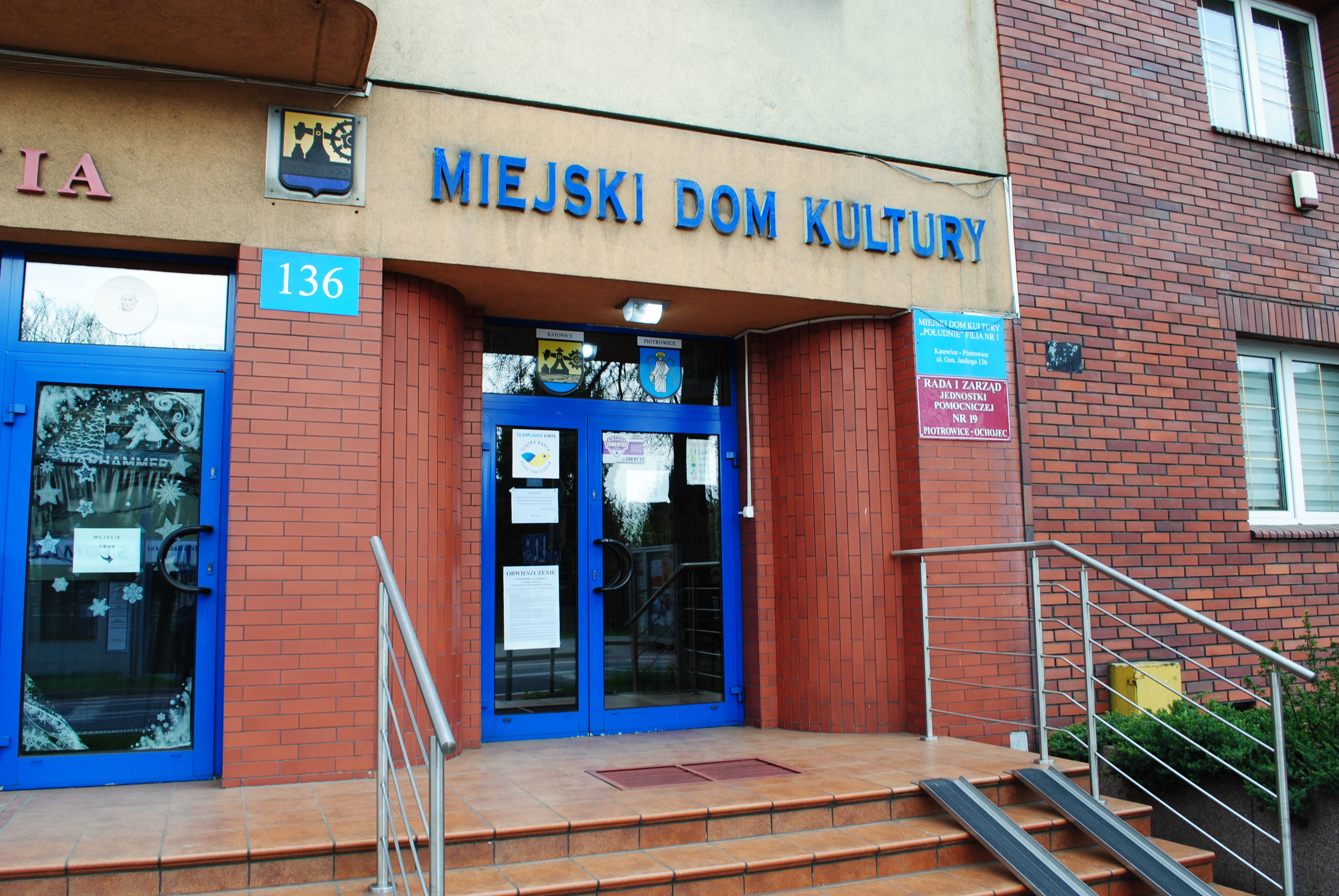
Piotrowicki oddział Miejskiego Domu Kultury „Południe” w Katowicach (ul. gen. Z. Waltera-Jankego 136)

W 1964 roku w Piotrowicach przy piotrowickim kościele ks. Waldemar Dekiel założył dziewczęcy chór liturgiczny. W tym samym roku, 8 lipca zmarł Roman Pająk. Był on malarzem malującym głównie pejzaże oraz motywy sakralne, a jego obrazy i freski znajdują się w kościołach na terenie całej Europy oraz w zbiorach prywatnych. Z Piotrowicami związany był też artysta grafik Stefan Suberlak.
Przy ulicy Traktorzystów 5 działa Muzeum Najmniejszych Książek Świata Zygmunta Szkocnego. Jego założycielem był Zygmunt Szkocny, żyjący w latach 1911–2003. Miniatury książek pisał ręcznie, otrzymali je m.in. papież Jan Paweł II czy politycy Ronald Reagan i Michaił Gorbaczow. W 1994 roku otrzymał on certyfikat Guinessa za pisanie najmniejszych książek na świecie.
Na początku XXI wieku w całych Katowicach działało 13 chórów zrzeszonych w Polskim Związku Chórów i Orkiestr, w tym piotrowickie: Chór Liturgiczny Dziecięco-Młodzieżowy przy parafii Najświętszego Serca Pana Jezusa i św. Jana Bosko, chór kameralny „Fermata” i Chór Mieszany „Modus Vivendi”.

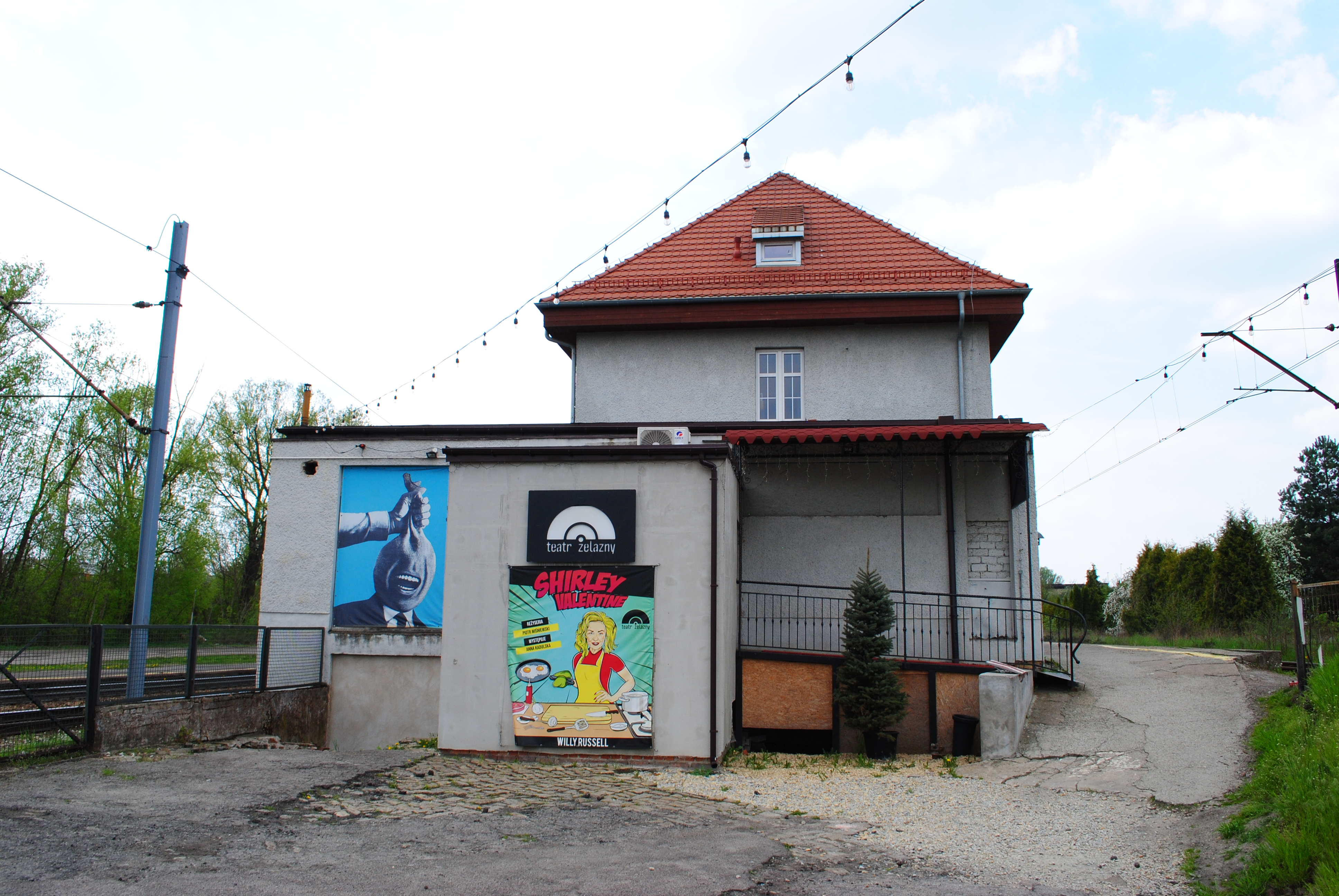
Siedziba Teatru Żelaznego w dawnym piotrowickim dworcu kolejowym w latach 2014–2022

Uchwałą Rady Miasta Katowice w 2000 roku został założony Miejski Dom Kultury „Południe” w Katowicach. Jego główna siedziba mieści się w dzielnicy Kostuchna, przy ulicy T. Boya-Żeleńskiego, a cztery jej filie znajdują się w dzielnicach: Piotrowice-Ochojec, Murcki, Zarzecze i Podlesie. Filia w Piotrowicach-Ochojcu powstała w tym samym roku wyremontowanym budynku po dawnej przychodni, w której mieściła się wcześniej siedziba gminy Piotrowice. W domu tym organizowane są wszelkiego rodzaju działalności dla dzieci, młodzieży i dorosłych, w tym: taneczne, plastyczne, akrobatyki, nauki gier na instrumentach czy wszelkiego rodzaju warsztaty.
W 2011 roku został założony Teatr Żelazny. Pierwotnie swoją siedzibę miał w gmachu dworca kolejowego na stacji kolejowej Katowice Ligota, a w 2014 roku teatr ten przeniósł się do budynku dawnego dworca kolejowego na przystanku osobowym Katowice Piotrowice przy ulicy Armii Krajowej 40. Pierwszym premierowym spektaklem w Piotrowicach był monodram Ciało Obce w wykonaniu Piotra Wiśniewskiego, następnym sztuka Diwa z udziałem Małgorzaty Bogdańskiej i Edyty Herbuś. Teatr ten odwiedziło szereg największych twórców polskiego teatru, w tym m.in.: Olgierd Łukaszewicz, Joanna Szczepkowska, Artur Barciś i Krzysztof Globisz. Z uwagi na fatalny stan techniczny piotrowickiej siedziby teatru od 28 lipca 2022 roku Teatr Żelazny swoje spektakle zaczął organizować w siedzibie głównej MDK „Południe” w Katowicach przy ulicy T. Boya-Żeleńskiego 83.

## Religia

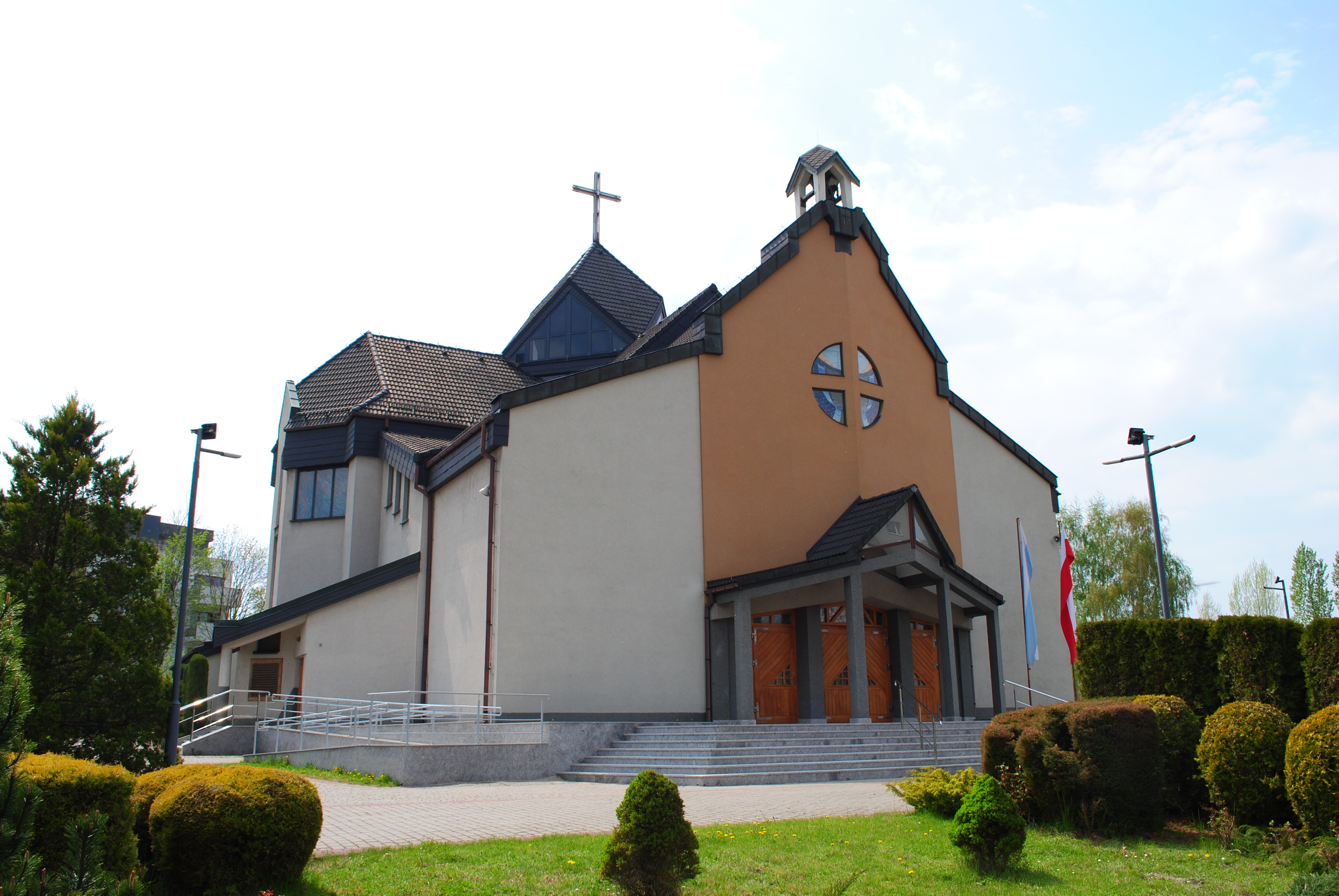
Kościół parafialny piotrowickiej parafii Najświętszego Ciała i Krwi Chrystusa

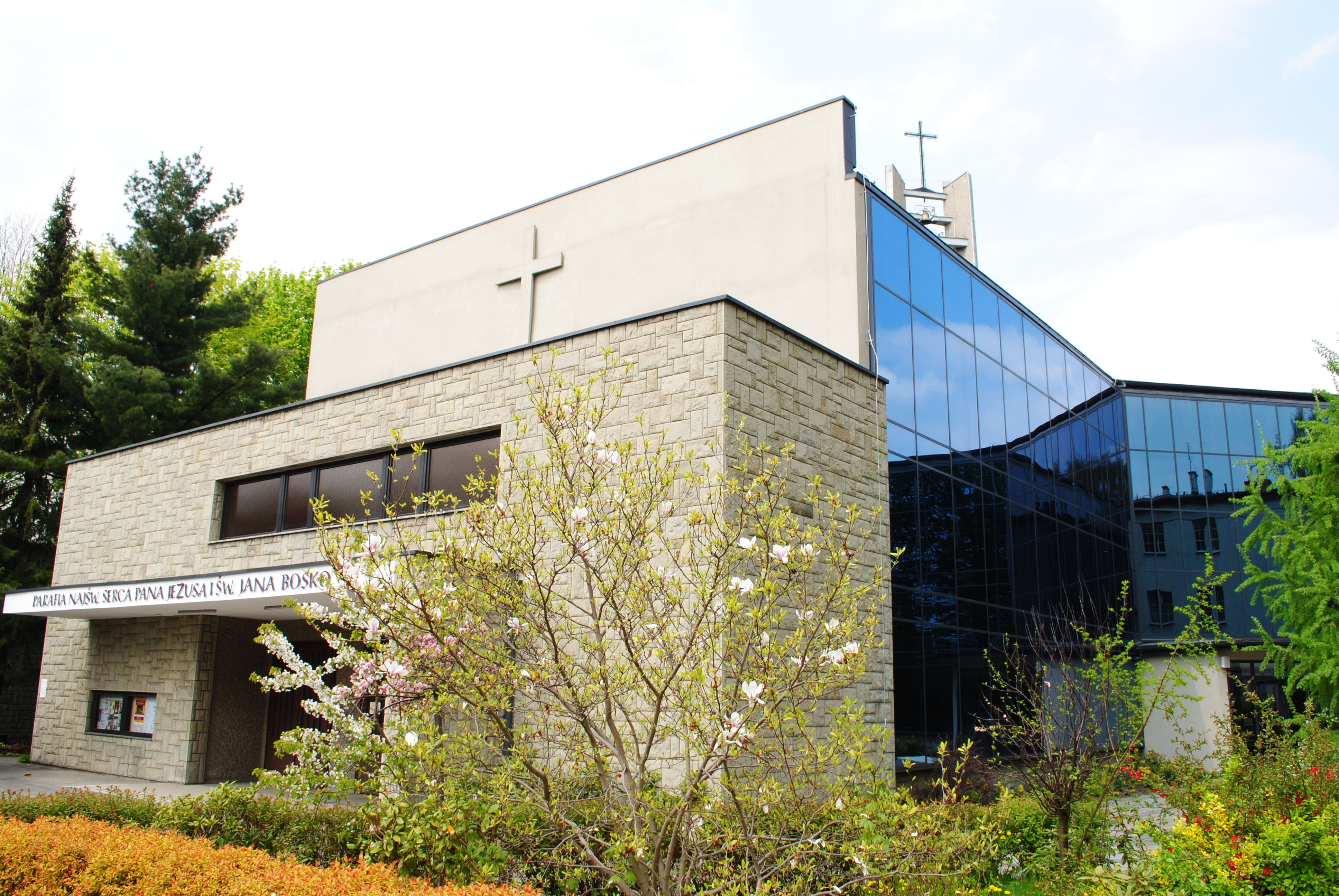
Kościół parafialny piotrowickiej parafii Najświętszego Serca Pana Jezusa i św. Jana Bosko

W Piotrowicach-Ochojcu według stanu z końca 2022 roku swoją siedzibę miały następujące wspólnoty religijne:
- Rzymskokatolicka parafia Najświętszego Ciała i Krwi Chrystusa w Piotrowicach (ul. M. Radockiego 251)[356],
- Rzymskokatolicka parafia Najświętszego Serca pana Jezusa i św. Jana Bosko w Piotrowicach (ul. A. Fredry 26)[357],
- Rzymskokatolicka parafia św. Jacka w Ochojcu (ul. Leśna 14)[358],
- Zbory Świadków Jehowy: Katowice-Brynów, Katowice-Ligota i Katowice-Piotrowice (ul. Sępia 28; Sala Królestwa Świadków Jehowy)[359].

Pierwotnie rzymskokatoliccy wierni z terenów Piotrowic-Ochojca przynależeli do położonej dawniej w diecezji krakowskiej parafii w Mikołowie, będącej częścią dekanatu pszczyńskiego od połowy XIV wieku. Powstała w 1222 roku parafia św. Wojciecha w Mikołowie obejmowała m.in. tereny Podlesia, Piotrowic, Panewnik, Ligoty i Zarzecza. Pierwsze plany budowy kościoła rzymskokatolickiego w Piotrowicach pojawiły się w 1870 roku. W tym czasie zamierzono także utworzyć parafię obejmującą Piotrowice, Kostuchnę, Ochojec, Murcki i Podlesie. Od stycznia 1914 roku duszpasterstwo nad wiernymi z Ochojca, Piotrowic i części Kostuchny przejęli ojcowie franciszkanie z Panewnik. Próby postawienia kościoła w Piotrowicach były prowadzone także od 1898 roku, lecz dopiero w 1930 roku stanął tutaj pierwszy budynek kościoła Najświętszego Serca Pana Jezusa. Kurację ustanowiono 1 maja 1931 roku, a parafię 1 listopada 1936 roku. Nowo powstała wspólnota parafialna obejmowała także wiernych z Ochojca. Przy piotrowickiej parafii Najświętszego Serca Pana Jezusa i św. Jana Bosko działają siostry służebniczki Najświętszej Maryi Panny. Zakupiły one dom przy ulicy Jastrzębiej 16, w którym 7 maja 1932 roku urządziły klasztor. Zakonnice posługują jako katechetki i zachrystianki.
W 1938 roku na potrzeby parafii Najświętszego Serca Pana Jezusa w rejonie skrzyżowania ulic Armii Krajowej i Głuszców założono cmentarz. Przedtem zmarłych z Piotrowic grzebano na cmentarzu w Mikołowie. W 2010 roku wybudowano przykościelny dom pogrzebowy, a wraz z tym zamknięto kaplicę cmentarną. Cmentarz ten ma około 1,44 ha powierzchni.

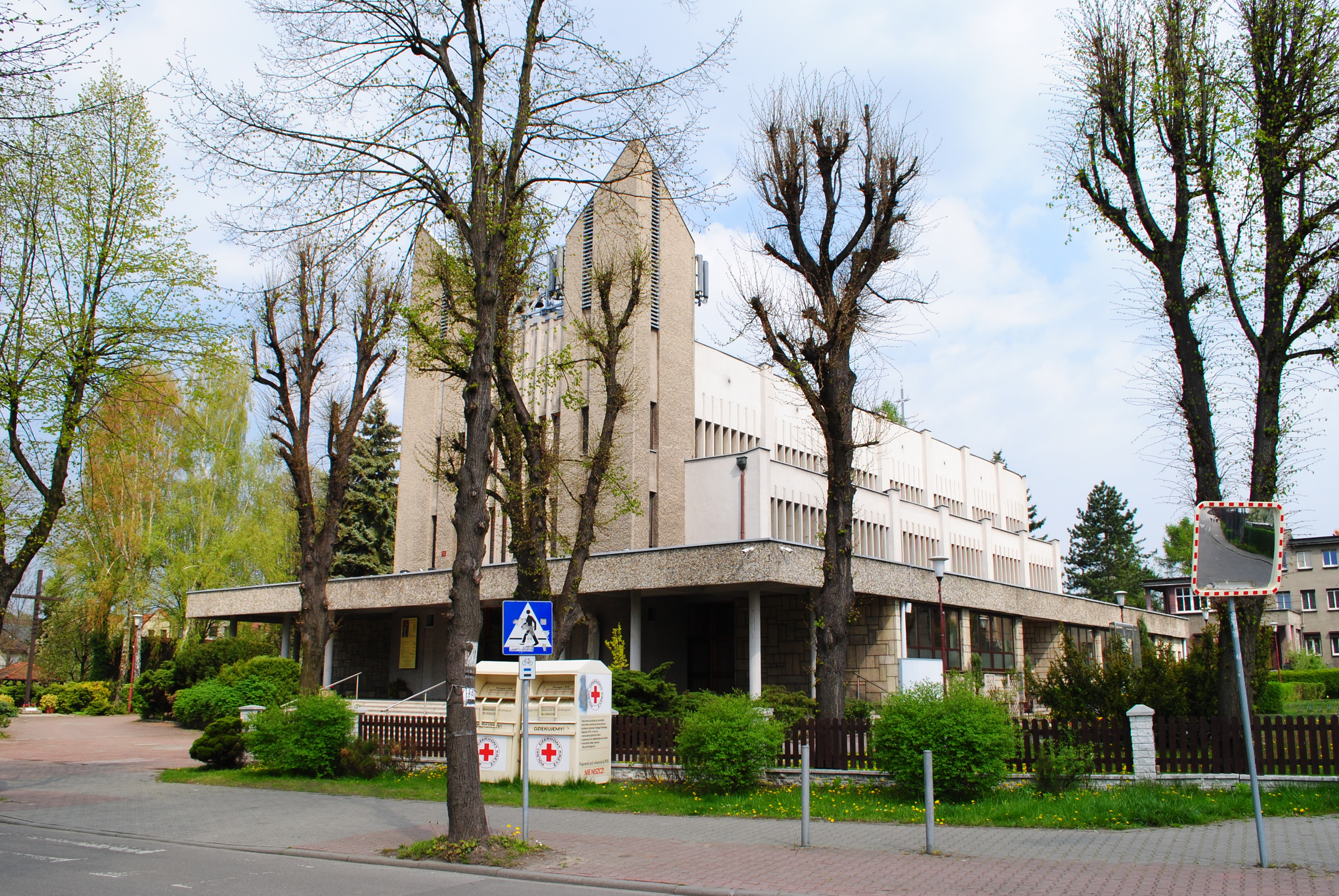
Kościół św. Jacka w Katowicach

Wierni z Ochojca zostali w powstałej w 1931 roku kuracji piotrowickiej jedynie przez pięć lat. Z racji wzrostu liczebności mieszkańców Ochojca zorganizowali pod przewodnictwem Emanuela Sojki Komitet Budowy Kościoła w Ochojcu. Parafia św. Jacka w Katowicach powstała tego samego dnia co Komitet Budowy Kościoła w Ochojcu jako kuracja wydzielona z piotrowickiej parafii Najświętszego Serca Pana Jezusa, do rangi parafii podniesiono ją 15 marca 1958 roku.
Na osiedlu Odrodzenia została ustanowiona parafia Najświętszego Serca Pana Jezusa, powstała 1 stycznia 1990 roku. Objęła ona tereny wyłączone z piotrowickiej i ochojeckiej parafii. Jej powstanie wiązało się z budową w latach 70. i 80. osiedla Odrodzenia. Piotrowicka parafia otrzymała zadanie budowy nowej świątyni. Zezwolenie na budowę kościoła przy ulicy M. Radockiego 251 uzyskano dopiero 18 grudnia 1987 roku. W 1988 roku powstała tymczasowa kaplica, a nowy kościół parafialny został poświęcony 7 czerwca 2004 roku przez abpa Damiana Zimonia.
Wierni rzymskokatoliccy z rejonu Zadola i osiedla Młodych przynależą do znajdującej się na terenie dzielnicy Ligota-Panewniki parafii Matki bożej Różańcowej. Parafię tę erygowano 19 sierpnia 1984 roku.

## Sport i rekreacja
Początki działalności sportowo-rekreacyjnej na terenie dzielnicy Piotrowice-Ochojec sięgają przełomu XIX i XX wieku. W 1899 roku w Zadolu rozpoczęto budowę parku leśnego na podstawie projektu Roberta Güskera z Ligoty. Zaprojektowano wówczas budynki wypoczynkowe oraz koncertowe, ogrody oraz urządzenia do rekreacji wodnej na stawach przy Ślepiotce.
W 1918, kwietniu 1919 bądź w 1920 roku w Piotrowicach i Kostuchnie założono gniazdo Towarzystwa Gimnastycznego „Sokół”, które przynależało do okręgu mikołowskiego. Prezesem piotrowickiego „Sokoła” został Jan Materla, a instruktorem ćwiczeń Alojzy Zdziebło. Towarzystwo organizowało ćwiczenia na świeżym powietrzu, wycieczki i marsze, a w ramach działalności oświatowej wygłaszano referaty i szkolenia w języku polskim.
Pierwsze boisko do piłki nożnej w Piotrowicach-Ochojcu powstało w Gaci, w rejonie obecnej ulicy Wspólnej. W latach 20. i 30. XX wieku organizowano tam mecze piłkarskie, a w miarę wzrostu zainteresowania tą dyscypliną zdecydowano o budowie bardziej reprezentacyjnego boiska, które powstało w Skotnicy. Zostało one poświęcone przez ks. Muzę 21 sierpnia 1932 roku. Boisko to jednak okazało się niefunkcjonalne z uwagi na podmokły teren, na którym je zbudowano. Obecnie w jego miejscu, przy ulicy A. Kostki-Napierskiego znajdują się ogródki działkowe.
W 1934 roku została założona pierwsza ochojecka organizacja sportowa – RKS „Iskra” Ochojec. Prowadziła ona sekcję piłki nożnej, a bazę i większość kadry przekazała Oddziałowi Młodzieży Powstańczej w Ochojcu. W 1935 roku powstało nowe boisko do piłki nożnej przy Piotrowickiej Fabryce Maszyn, w miejscu obecnego budynku nowej dyrekcji i hali FAMUR-u.
W okresie międzywojennym w Piotrowicach-Ochojcu organizowano wyścigi motocyklowe, które odbywały się w niedziele. Trasa rajdu prowadziła z Piotrowic do Mikołowa. W latach 50. XX wieku wyścigi te organizowano ulicami Piotrowic. Łącznie w latach międzywojennych w Piotrowicach działało 13 organizacji sportowych, a w Ochojcu jedna.
W okresie II wojny światowej działalność sportowa w Piotrowicach i Ochojcu była zakazana, mecze piłkarskie zawieszone. Zaraz po II wojnie światowej na Targowisku powstało kolejne boisko, którym właścicielem była gmina Piotrowice.
Przy Piotrowickiej Fabryce Maszyn Górniczych 16 maja 1946 roku został założony Klub Sportowy „Górnik” Piotrowice. W 1959 roku liczył on 61 członków, a 5 lutego 1958 roku połączono go z GKS-em „Rozwój” Katowice. W klubie tym prowadzono sekcje: piłki nożnej, koszykówki mężczyzn, motocyklową, siatkówki kobiet i mężczyzn, tenisa stołowego oraz zapaśniczą. Klub posiadał boisko przy ulicy Wczasowej.
Przy piotrowickim przystanku kolejowym w 1947 roku został założony Klub Sportowy „Kolejarz” Piotrowice. Działał on do 1962 roku prowadząc sekcje hokeja na lodzie, lekkoatletyczną, piłki nożnej, piłki ręcznej, kolarską, siatkówki kobiet, strzelecką i tenisa stołowego. Dwa medale Mistrzostw Polski w lekkoatletyce zdobyła zawodniczka klubu Maria Ilwicka (Piątkowska) – 1. miejsce w pięcioboju w 1954 roku i 3. miejsce w biegu na 100 metrów w 1954 roku.
W czasach Polski Ludowej co kilka lat przez dzielnicę przejeżdżał także kolarski Wyścig Pokoju. Dwóch mieszkańców Piotrowic brało udział w igrzyskach olimpijskich: Wanda Kaczmarczyk w Rzymie 1960 roku (florecistka) oraz Henryk Nielaba w Tokio w 1964 roku (szpadzista). W latach 60. XX wieku przy szkole milicyjnej powstała pływalnia oraz strzelnica sportowa. W obiektach tych działał klub strzelecki i sportowy.
Przy ulicy J. Baranowicza 8 działa szkolny klub narciarski „Alpino” Katowice. Został on założony w 2005 roku. prowadzi on sekcje: narciarską, nart wodnych, pływacką, skatingu, łyżworolek, snowboardu, tenisa ziemnego i żeglarską. W 2007 roku w Piotrowicach działało łącznie 8 klubów sportowych, a w Ochojcu żaden.
Na osiedlu Odrodzenia, przy skrzyżowaniu ulicy M. Radockiego i ulicy Biedronek w 2019 roku został otwarty Wodny Plac Zabaw Biedronki. Zarządzany jest on przez katowicki MOSiR i wyposażony jest on w baseny, brodzik, zjeżdżalnie, jacuzzi, dwa punkty gastronomiczne oraz boisko do gry w siatkówkę i badmintona.
Przy ulicy A. Asnyka 27 znajduje się stadion sportowy. Jest on przystosowany do organizacji meczów piłki nożnej, a także posiada bieżnię lekkoatletyczną, a obok niego znajduje się boisko do baseballa, boisko treningowe, sala sportowa, korty tenisowe i lodowisko. 28 listopada 2022 roku cały kompleks sportowy po przebudowie został oddany do użytku. W tym czasie był on boiskiem dla piłkarzy Rozwoju Katowice, a boisko do baseballa użytkuje Baseballowy Klub Sportowy Rawa Katowice. BKS Rawa Katowice został założony 10 września 2006 roku, a siedzibę ma przy ulicy M. Radockiego 162/8.

### Szlaki turystyczne
Przez teren Piotrowic-Ochojca przechodzą następujące szlaki turystyczne:
- Katowicki Szlak Spacerowy; Park Śląski – Śródmieście – Muchowiec – Piotrowice-Ochojec (zespół przyrodniczo-krajobrazowy „Źródła Kłodnicy”) – Murcki – Hamerla[384],
- Szlak Bohaterów Wieży Spadochronowej; Śródmieście – Piotrowice-Ochojec (Park Zadole) – Mikołów – Chudów[385],
- Szlak Dwudziestopięciolecia PTTK; Chorzów – Mikołów – Piotrowice-Ochojec (ul. A. Kostki-Napierskiego – ul. Spokojna – ul. Ziołowa) – Jaworzno – Dąbrowa Górnicza – Chorzów[386],
- Szlak Ochojski; Piotrowice-Ochojec (ul. B. Prusa – rezerwat przyrody „Ochojec”) – Murcki – Lędziny[387],
- Szlak Żwakowski; Piotrowice-Ochojec (Katowice Piotrowice – Park Zadole) – Ligota-Panewniki – Starganiec – Wilkowyje – Paprocany[388],
- ; Piotrowice-Ochojec (ul. Kryniczna – ul. Koników Polnych) – Kostuchna[389].

W ramach projektu „Rowerem po Śląsku” wydzielono na terenie miasta szlaki rowerowe, z czego na obszarze dzielnicy Piotrowice-Ochojec przecinają się następujące z nich:
- nr 1 Śródmieście (pomnik Powstańców Śląskich) – Osiedle Paderewskiego-Muchowiec – Piotrowice-Ochojec (zespół przyrodniczo-krajobrazowy „Źródła Kłodnicy” – rezerwat przyrody „Ochojec”) – Kostuchna – Podlesie – granica z Tychami[391],
- nr 3 Giszowiec – Piotrowice-Ochojec (ul. B. Prusa, gen. Z. Walter-Jankego, Poznańska i A. Asnyka – Park Zadole) – Ligota-Panewniki – Stare Panewniki[391],
- nr 101 Piotrowice-Ochojec (skrzyżowanie ul. gen. Z. Waltera-Jankego i B. Prusa – ul. B. Prusa – zespół przyrodniczo-krajobrazowy „Źródła Kłodnicy”) – Giszowiec – Murcki – Hamerla – granica miasta Katowice[391].